# Guerra d'Etiopia
La guerra d'Etiopia (nota anche come campagna d'Etiopia) fu un conflitto armato che si svolse tra il 3 ottobre 1935 e il 5 maggio 1936 e vide contrapposti il Regno d'Italia e l'Impero d'Etiopia. Condotte inizialmente dal generale Emilio De Bono, rimpiazzato poi dal maresciallo Pietro Badoglio, le forze italiane invasero l'Etiopia a partire dalla colonia eritrea a nord, mentre un fronte secondario fu aperto a sud-est dalle forze del generale Rodolfo Graziani dislocate nella Somalia italiana. Nonostante una dura resistenza, le forze etiopi furono soverchiate dalla superiorità numerica e tecnologica degli italiani e il conflitto si concluse con l'ingresso delle forze di Badoglio nella capitale Addis Abeba.
La guerra fu la campagna coloniale più grande della storia: la mobilitazione italiana assunse dimensioni straordinarie, impegnando un numero di uomini, una modernità di mezzi e una rapidità di approntamento mai visti fino ad allora. Fu un conflitto altamente simbolico, dove il regime fascista impiegò una grande quantità di mezzi propagandistici con lo scopo di impostare e condurre una guerra in linea con le esigenze di prestigio internazionale e di rinsaldamento interno del regime stesso, volute da Benito Mussolini, con l'obiettivo a lungo termine di orientare l'emigrazione italiana verso una nuova colonia popolata da italiani e amministrata in regime di apartheid sulla base di una rigorosa separazione razziale. In questo contesto i vertici militari e politici italiani non badarono a spese per il raggiungimento dell'obiettivo: il Duce approvò e sollecitò l'invio e l'utilizzo in Etiopia di ogni arma disponibile e non esitò ad autorizzare l'impiego in alcuni casi di armi chimiche.
L'aggressione dell'Italia contro l'Etiopia ebbe rilevanti conseguenze diplomatiche e suscitò una notevole riprovazione da parte della comunità internazionale: la Società delle Nazioni decise d'imporre delle sanzioni economiche contro l'Italia che furono ritirate nel luglio 1936 senza peraltro aver provocato il benché minimo rallentamento delle operazioni militari. Nel complesso, la campagna di Etiopia fu un successo militare dell'Italia fascista, ottenuto in tempi brevi e con grande risonanza propagandistica, ma conseguito comunque ai danni di un esercito tribale, privo di equipaggiamenti pesanti e armi moderne, senza addestramento alla guerra moderna, che però durante le prime fasi del conflitto riuscì a contrattaccare l'esercito invasore e a contendere ampie porzioni di territorio in modo efficace nonostante l'incolmabile divario tecnologico.
Le ostilità non cessarono con la fine delle operazioni di guerra convenzionali, ma si prolungarono con la crescente attività di resistenza e di guerriglia dei partigiani arbegnuoc ("patrioti"), e con le conseguenti misure repressive attuate dalle autorità coloniali italiane, durante le quali non furono risparmiate azioni terroristiche nei confronti della popolazione civile. La resistenza etiope collaborò poi con le truppe britanniche nella liberazione del Paese, avvenuta durante la campagna dell'Africa Orientale Italiana nel corso della seconda guerra mondiale. Formalmente la guerra ebbe termine solo con la stipula del trattato di Parigi fra l'Italia e le potenze alleate del 10 febbraio 1947, che comportò per l'Italia la perdita di tutte le colonie.

## Contesto storico

### Situazione in Africa orientale

Il Corno d'Africa nei primi anni trenta con evidenziato il luogo dell'incidente di Ual Ual

L'area del Corno d'Africa era stata, a partire dal 1882, la zona dove la politica coloniale del Regno d'Italia aveva avuto inizio, una fase che tuttavia si era conclusa con la disastrosa guerra di Abissinia e la disfatta delle forze italiane nella battaglia di Adua, il 1º marzo 1896, per opera delle armate etiopiche del negus Menelik II. Da allora e per diversi anni il Corno d'Africa non fu più al centro delle mire espansionistiche dell'Italia liberale, che si limitò a gestire i possedimenti di cui manteneva il controllo nella regione: la colonia eritrea e il protettorato (poi colonia) della Somalia italiana. Fino agli anni trenta questi possedimenti non furono più oggetto di dibattito pubblico, limitato ai soli circoli coloniali e alle società di esploratori, mentre i rapporti economici e diplomatici italo-etiopici rimasero stabili.
Durante gli anni fino al 1925 l'interesse italiano verso l'Etiopia restò prevalentemente diplomatico, eppure svolto con una costanza tale da destare l'attenzione dei governi di Addis Abeba, Londra e Parigi: di fatto, le ambizioni di Roma erano tutt'altro che spente. Rilevante fu in tal senso la politica periferica del governatore d'Eritrea Jacopo Gasparini, volta allo sfruttamento del Tessenei e alla collaborazione con i capi del Tigrè in funzione anti-etiopica; così come ebbe grande rilievo l'azione repressiva di Cesare Maria De Vecchi in Somalia, che portò all'occupazione del fertile Oltregiuba (ceduto dalla Gran Bretagna) e, in ossequio alla retorica fascista di dominio diretto, alla "conquista" di tutta la Somalia con la cessazione, a partire dal 1925, della collaborazione fra colonizzatori e capi tradizionali somali (in particolare furono direttamente occupati i protettorati dell'Obbia e della Migiurtinia). Ad assecondare gli interessi italiani vi fu la firma di un patto italo-britannico il 14 dicembre 1925, patto che sarebbe dovuto rimanere segreto: Londra riconosceva l'interesse prettamente italiano nelle regioni alto-etiopiche e la liceità della richiesta italiana di costruire una ferrovia che collegasse la Somalia all'Eritrea. La notizia dell'accordo fu però diffusa da Londra, irritando i governi francese ed etiopico; quest'ultimo peraltro denunciò l'accordo come un colpo inferto alle spalle di un paese ormai a tutti gli effetti membro della Società delle Nazioni.
Anche se fin dal 1925 Benito Mussolini meditava di aggredire l'Etiopia, soltanto nel novembre 1932 prese la decisione definitiva e invitò il Ministro delle colonie Emilio De Bono a preparare uno studio per una campagna militare contro l'Etiopia. Per prima cosa fu mobilitato tutto l'apparato propagandistico fascista, per far sì che il paese tornasse a interessarsi delle questioni coloniali in previsione dell'intervento militare. In vista del "decennale della rivoluzione" furono impostati dalla propaganda due temi fondamentali, il "mito del Duce" e l'idea della "Nuova Italia": fu incoraggiata la pubblicazione di opere coloniali con l'intento di magnificare le realizzazioni compiute nel decennio fascista ma nelle quali il regime lasciava trapelare i suoi programmi, come gli ammiccamenti del sottosegretario alle colonie Alessandro Lessona che indicò come «l'Italia mussoliniana ha ritrovato in Africa le vie maestre del suo divenire». Sui temi dell'espansione coloniale il Ministero delle Colonie organizzò mostre commerciali, esposizioni etnografiche, manifestazioni politiche e nel dibattito pubblico intervennero storici, esperti coloniali, giuristi, antropologi ed esploratori come Lidio Cipriani, che pubblicò alcuni studi con lo scopo di dimostrare «l'inferiorità mentale dei negri» e l'attitudine degli italiani ad adattarsi ai climi tropicali africani. La guerra veniva giustificata ricorrendo ai temi classici del colonialismo - «l'Africa non potrà mai appartenere agli africani» - e a temi demografici di forti tinte socialdarwiniste - «solo i popoli fecondi, che hanno l'orgoglio e la volontà di propagare la loro razza su questo pianeta, hanno diritto di possedere un impero» -, tanto che fin da subito venne preventivato l'utilizzo massiccio di mezzi di distruzione moderni e armi chimiche. Significativo fu l'ordine impartito da Mussolini a Graziani nel giugno 1936 di «condurre sistematicamente la politica del terrore e dello sterminio contro i ribelli e le popolazioni complici». 
Cipriani non fu certo il solo creatore e divulgatore di questo tipo di razzismo coloniale, anche se l'avere a disposizione canali di comunicazione verso il pubblico di prima grandezza, dalla rivista mussoliniana «Gerarchia» al «Corriere della Sera», e l'aura dello scienziato e dell'accademico, gli conferirono un'autorità che fu estranea ad altri cultori del razzismo. Sul terreno della medicina l'inferiorità biologica dei "negri" fu al centro della pubblicistica anti-egualitaria di un altro accademico proveniente dal fascismo della prima ora, Giorgio Alberto Chiurco, docente di patologia chirurgica dell'Università di Siena. Al pari di Cipriani, anche Chiurco dava per scontata l'inferiorità biologica delle popolazioni africane; in base a questo assunto entrambi si impegnarono in una lotta senza quartiere contro ogni contaminazione razziale tra la razza superiore italiana e le razze inferiori. Mentre in Chiurco la polemica rimaneva a livello pubblicistico e usava e strumentalizzava la tribuna accademica, Cipriani aveva agganci più direttamente politico-istituzionali che ne fecero un vero e proprio ispiratore della politica di separazione razziale; in base a questo assunto entrambi si impegnarono in una lotta senza quartiere contro ogni contaminazione razziale tra la razza superiore italiana e le razze inferiori. Questa politica di separazione razziale venne poi formalizzata a seguito all'occupazione dell'Etiopia con l'emanazione di una legislazione segregazionista nei confronti della popolazione etiope.
La polemica contro la promiscuità tra indigeni e cittadini italiani, fu diretta anzitutto contro altre potenze coloniali cui si rimproverava di avere chiuso la strada delle colonie all'Italia e soprattutto di rappresentare, con i loro comportamenti nei confronti degli indigeni, un pericolo e un tradimento della razza bianca. Obiettivo della polemica erano principalmente la Francia e la Gran Bretagna. Alla Francia soprattutto, la cui politica di larga naturalizzazione di sudditi coloniali suscitava lo sdegno del razzismo fascista, si rivolsero gli strali della stampa e della pubblicistica, che rigettavano qualsiasi modello assimilazionista considerato l'anticamera della corruzione della razza bianca e quindi del suo degrado e della sua decadenza. Era da questa contrapposizione che si voleva trarre la legittimazione dell'Italia a farsi portatrice in Africa non soltanto dei propri interessi nazionali e imperiali, ma anche dei valori di una superiore civiltà in rappresentanza dell'Europa minacciata e tradita dalle altre potenze. Peggio degli africani naturalizzati erano i «meticci», i «bastardi», i figli di unioni considerate pericolose per la purezza della razza.

### L'impostazione della guerra
Salvo qualche voce isolata, la propaganda coloniale fu tutta ispirata dal regime e si proponeva di preparare il paese ai fasti, ma anche ai sacrifici, dell'impero annunciato da Mussolini fin dal "discorso dell'Ascensione" del 26 maggio 1927. Dietro a questa campagna propagandistica però non c'era nulla di concreto: solo con la stesura, il 27 agosto 1932, della lunghissima Relazione sull'Etiopia da parte dell'ambasciatore Raffaele Guariglia, fu delineata una politica precisa che voleva terminare l'inconcludente politica d'amicizia con Addis Abeba, rafforzare i dispositivi militari dell'Eritrea e della Somalia e dare il via all'impiego della forza. Tutto questo perché «se noi vogliamo dare un'espansione coloniale al nostro Paese, anzi, per dire una parola grossa, formare un vero Impero Coloniale italiano, non possiamo cercare di fare ciò in altro modo che spingendoci verso l'Etiopia»; affermando comunque come una campagna militare fosse impensabile senza prima aver ottenuto il consenso della Francia e del Regno Unito. Il documento fu lungamente vagliato da Mussolini prima che questi autorizzasse in novembre Emilio De Bono a iniziare gli studi per la preparazione militare. Quest'ultimo intuì fin da subito la grande occasione che gli si offrì: ottenuto l'incarico di recarsi in Eritrea per vedere e riferire, De Bono si rivelò inizialmente cauto e prudente, ma probabilmente per paura di essere scavalcato da altri nei mesi successivi cambiò atteggiamento e cominciò a prendere in considerazione una guerra preventiva, che prima aveva sconsigliato a causa della precaria situazione riguardante le infrastrutture portuali e stradali e delle enormi spese a cui si sarebbe andati incontro, senza considerare gli eventuali scontri diplomatici con Francia e Regno Unito.
Assieme al colonnello Luigi Cubeddu, comandante delle truppe in Eritrea, De Bono preparò in poco tempo la Memoria per un'azione offensiva contro l'Etiopia dove fu previsto l'impiego contro l'esercito abissino (valutato in 200-300 000 uomini) di un corpo di spedizione forte di 60 000 eritrei e 35 000 italiani, appoggiato da una brigata aerea. De Bono puntava tutto sulla velocità dell'azione, in modo tale da occupare tutta la regione dei Tigrè prima che il grosso dell'esercito nemico si fosse mobilitato, assegnando alla Somalia forze minori, calcolate in circa 10 000 somali e 10-12 000 libici, poiché l'azione a sud verso Addis Abeba avrebbe dovuto avere carattere esclusivamente diversivo. Secondo lo storico Giorgio Rochat il progetto di De Bono rivelava una grande superficialità organizzativa, imputabile in parte all'importanza politica che il generale italiano volle dare al piano, diminuendone i rischi, i costi e sottovalutando il nemico e la preparazione necessaria, con il chiaro intento di allinearsi al volere del Duce di favorire una politica aggressiva e rapida, e in parte all'impostazione da tipica guerra coloniale che De Bono diede alla campagna, fatta da conquiste graduali, forze contenute e impiego di truppe reclutate sul posto. L’unico punto del piano ritenuto equilibrato era quello che riconosceva l’importanza di un accordo preventivo con Francia e Regno Unito, ma De Bono anche in questo caso non diede importanza ai tempi tecnici necessari alla diplomazia riducendo in un mese l'intervallo tra la decisione politica e l'inizio dell'offensiva militare, che comunque avrebbe avuto bisogno di più tempo a causa delle limitate possibilità del porto di Massaua e dell'insufficienza della rete stradale eritrea. 
Nei successivi due anni si susseguirono tra le maggiori autorità militari dibattiti sulla preparazione, con rivendicazioni di potere e aspri contrasti anche su posizioni antitetiche: se De Bono considerava la guerra come una conquista coloniale in vecchio stile, Pietro Badoglio, capo di stato maggiore generale dell'esercito, valutava seriamente l'ipotesi di rendere l'aggressione una vera e propria guerra nazionale. Chi non era in linea con il pensiero del Duce veniva però velocemente esautorato: così nel 1933 il ministro della Guerra generale Pietro Gazzera fu liquidato da Mussolini, il quale assunse il dicastero delegando di fatto la gestione al sottosegretario generale Federico Baistrocchi. Questi l'anno successivo assunse anche le funzioni di capo di stato maggiore dell'esercito (anche se buona parte delle attribuzioni passarono di fatto al generale Alberto Pariani) dopo l'esonero del generale Alberto Bonzani, reo di aver difeso il suo ruolo e la priorità della politica europea rispetto a quella coloniale.
Alla fine del 1934 si arrivò dunque a un accordo di massima tra i comandi militari incentrato su due punti: un aumento di forze inviate dall'Italia (circa 80 000 nazionali e 30-50 000 àscari eritrei equipaggiati con mezzi moderni) e un'impostazione cauta delle operazioni, consistente in una penetrazione nel Tigrè fino alla linea Adigrat-Axum e quindi l'attesa dell'offensiva etiopica su posizione fortificate, per distruggere l'esercito del negus Hailé Selassié. Uno dei pochi punti in cui i partecipanti al dibattito si trovavano d'accordo erano i limiti della situazione strategica: la ricettività del porto di Massaua era del tutto insufficiente, le vie di comunicazione interne in Etiopia erano scarsissime e la condizione era ancora peggiore per quanto riguardava le infrastrutture in Somalia; inoltre, nonostante tutti dessero grande importanza all'aeronautica, nulla era stato fatto per l'impiego di centinaia di aerei, né l'avvio della costruzione di aeroporti, né l'inizio di una collaborazione interforze tra Regio Esercito e Regia Aeronautica. Non esisteva neppure un organo di coordinamento, un alto comando interforze o uno stato maggiore generale in grado di dirimere tali questioni: soltanto Mussolini aveva il potere di impostare la guerra e risolvere i contrasti, ma per due anni lasciò che i ministeri si contrastassero apertamente, tuttalpiù sostituendo gli uomini troppo autorevoli e alternando le poche personalità di valore con le molte mediocri del gruppo dirigente del partito. Fino al termine del 1934, dunque, il dibattito si mantenne a un livello puramente tecnico, e i militari mantennero la tradizionale divisione tra le competenze militari e quelle politiche, che spettavano al solo Mussolini; ma la guerra che avevano preparato aveva obiettivi limitati: nessuno sapeva cosa fare dopo aver occupato il Tigrè, nessuno studio prevedeva la possibilità di un dominio italiano su tutta l'Etiopia, e nessuno (a parte Badoglio) aveva considerato le conseguenze deleterie che l'aggressione a uno Stato indipendente avrebbe portato.

### L'incidente di Ual Ual e le complicazioni internazionali

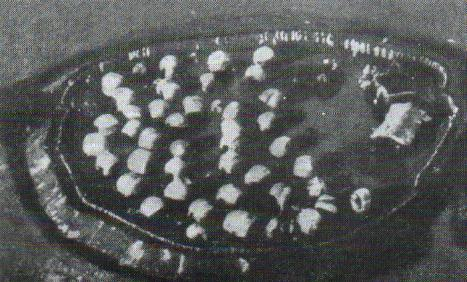
Il piccolo presidio italiano di Ual Ual

La svolta decisiva si ebbe nel dicembre 1934: il giorno 5 il presidio italiano di Ual Ual, nell'Ogaden, respinse un attacco di truppe abissine che tentavano di riconquistare parte dei territori che l'Italia aveva occupato negli anni precedenti approfittando della mancanza di un confine certo tra Etiopia e Somalia. La notizia inizialmente passò quasi inosservata dall'opinione pubblica, solo successivamente l'episodio fu ingigantito dalla propaganda fino a farne la provocazione che doveva giustificare la guerra.
Il 30 dicembre Mussolini indirizzò alle autorità del regime un promemoria segreto - Direttive e piano d'azione per risolvere la questione italo-abissina - con il quale dava avvio alla mobilitazione vera e propria, ponendo l'autunno 1935 come data per l'inizio delle operazioni. Rispetto a quanto si era prefigurato fino a quel momento, il Duce impostò una guerra massiccia per una conquista totale, rapida e moderna, per la quale mise a disposizione forze triple rispetto a quelle finora richieste, il che comportò non pochi problemi organizzativi perché rimaneva poco tempo per attivare una mobilitazione coordinata. Mussolini in questo promemoria si assumeva la totale responsabilità della guerra, ponendola al primo posto tra gli intenti del regime e indicandone inequivocabilmente l'obiettivo: la conquista totale dell'Etiopia e la nascita dell'impero.
Le motivazioni utilizzate da Mussolini nel documento furono presentate sia in modo approssimativo, come la fatalità del conflitto e il retorico rimando alla "rivincita di Adua", sia in modo pretestuoso, come il rafforzamento del potere militare e politico di Hailé Selassié (che in realtà non costituiva nessun pericolo per l'Italia). Il senso generale però fu molto chiaro, il Duce voleva un'affermazione di prestigio da cogliere subito. Fino a quel momento il predominio anglo-francese in Africa aveva impedito a Mussolini di conseguire un qualsiasi grosso successo internazionale che riteneva indispensabile per rafforzare e qualificare il regime fascista; inoltre in quel periodo il protagonismo hitleriano rimise in discussione gli equilibri europei, e ciò mise Mussolini di fronte alla necessità di consolidare la propria figura in vista di un nuovo assetto europeo o di una guerra. Poco importava se l'Etiopia fosse un paese povero e aspro, il cui dominio avrebbe rappresentato un peso più che un guadagno per l'economia italiana: questo era l'obiettivo «naturale» perché la sua conquista si collegava alla breve tradizione coloniale italiana e si presentava come relativamente facile senza peraltro toccare gli interessi di Francia e Regno Unito. Mussolini ritenne, a buona ragione, che gli anglo-francesi avrebbero sacrificato l'Etiopia alle ambizioni fasciste, sottovalutando però le reazioni dell'opinione pubblica internazionale.
Tra il 4 e il 7 gennaio 1935 Mussolini incontrò a Roma il ministro degli Esteri francese Pierre Laval, col quale furono firmati accordi in virtù dei quali la Francia concedeva all'Italia delle rettifiche di frontiera fra la Libia e l'Africa Equatoriale Francese, fra l'Eritrea e la costa francese della Somalia; inoltre la Francia si impegnava a non cercare in Etiopia nuovi interessi economici se non quelli relativi al traffico della ferrovia Gibuti-Addis Abeba. L'accordo conteneva soprattutto un esplicito désistement francese per una non ben chiara concessione all'Italia di mano libera nella regione, e l'eventuale impegno italiano nell'invio di nove divisioni italiane a supporto dei francesi se questi fossero stati attaccati dalla Germania. Laval sperava in tal modo di avvicinare Mussolini alla Francia, al fine di dar vita a un'alleanza in funzione anti-nazista, e probabilmente i francesi vollero illudersi che l'invasione italiana si sarebbe limitata a operazioni coloniali tali da non suscitare proteste internazionali. Difficile è però comprendere come Mussolini e i militari italiani potessero studiare e avallare piani a sostegno della Francia per mantenere gli equilibri in Europa, e allo stesso tempo impegnarsi nell'organizzazione di una guerra che avrebbe sicuramente messo in crisi gli stessi equilibri internazionali. A tal proposito il primo avvertimento di possibili complicazioni fu l'invio nel Mar Mediterraneo di alcune corazzate della Home Fleet britannica, come dimostrazione di forza: buona parte dell'opinione pubblica britannica chiedeva che Mussolini fosse fermato e, anche se il governo non intendeva rischiare nulla, per l'Etiopia dovette mostrare i muscoli e irrigidire le sue posizioni; ma la preparazione all'invasione dell'Etiopia continuò.
Nel frattempo la propaganda dovette far fronte anche ad alcuni segni di dissenso popolare (che tra le file dell'esercito sfociarono in un tentativo di ammutinamento di alcuni reparti alpini in partenza per l'Africa nei primi mesi del 1935) concentrando tutti i suoi sforzi su due temi principali: la necessità di offrire terra e lavoro alla popolazione italiana in Etiopia e la sfida dell'Italia proletaria e rivoluzionaria alle potenze conservatrici europee che si opponevano ai suoi bisogni di espansione con minacce e sanzioni economiche. Questi temi fecero più presa nella popolazione rispetto ai concetti legati al «vendicare Adua» e alle «provocazioni abissine», ormai ritenuti dall'opinione pubblica come pretesti puerili e insufficienti a scatenare una guerra. Tra gli argomenti economici c'era peraltro l'assicurazione che in Africa orientale avrebbero potuto vivere e lavorare milioni di italiani, godendo di incalcolabili ricchezze naturali; la propaganda fece quindi circolare notizie oltremodo gonfiate su ricchezze di oro, platino, petrolio e risorse agricole, nel tentativo di convincere l'opinione pubblica ad appoggiare l'impresa.
Ual Ual fu quasi dimenticata; dal giugno 1935 la propaganda tornò a diventare efficace, soprattutto in chiave anti-britannica dato che il Regno Unito fu additato come ostacolo principale verso i domini d'oltremare dell'Italia, appoggiando l'Etiopia e le eventuali sanzioni economiche che la Società delle Nazioni avrebbe attivato nei confronti dell'Italia. In realtà Londra non fece mai nessun'azione decisiva contro i propositi di espansione coloniale mussoliniani, anzi: durante la conferenza di Stresa nell'aprile 1935, e poi durante la visita di Anthony Eden a Roma il 24 e 25 maggio dello stesso anno, i britannici non sollevarono minimamente i temi coloniali e Mussolini trasse a ragione la convinzione che nemmeno loro lo avrebbero ostacolato. Il casus belli di Ual Ual era già stato ampiamente propagandato, la Home Fleet, che da sola avrebbe potuto vanificare ogni velleità fascista in Etiopia bloccando Suez e Gibilterra e allo stesso tempo mettere in pericolo anche la sicurezza nazionale, non fu mobilitata, e anche gli ultimi tentativi di Londra di mediazione bilaterale durante una riunione della Società i primi giorni di agosto rimasero inascoltati da Mussolini. Come rimase inascoltata anche la condanna contro la guerra di papa Pio XI, il quale il 27 agosto, durante un congresso internazionale di infermiere cattoliche, si pronunciò in un discorso facendo dei precisi riferimenti alla situazione politica internazionale. In quell'occasione definì quella che si sarebbe scatenata in Etiopia, «una guerra ingiusta», «lugubre», «indicibilmente orribile», condannandola totalmente e senza attenuanti. Ma la notizia che Pio XI si fosse pronunciato contro la guerra, pur riportata dalle agenzie di stampa internazionali, non emerse invece dal testo del discorso pubblicato da L'Osservatore Romano in francese il 29 agosto e in italiano il 1º settembre.
Mussolini voleva la guerra a tutti i costi, ma la storiografia non ha mai individuato una motivazione chiara e univoca che spinse il dittatore a intraprendere il conflitto; vi fu piuttosto una serie di motivi, di impulsi vecchi e nuovi, di coincidenze e casualità. Mussolini trovò il momento giusto nell'ambito di politica estera: proprio quando il sistema di sicurezza varato a Versailles iniziava a vacillare sotto i colpi dei regimi fascisti, Mussolini si convinse che nessuna delle potenze europee gli avrebbe impedito di espandersi in Etiopia, così come dal loro atteggiamento si sarebbe potuto fare un'idea del loro futuro comportamento nei confronti del fascismo. Allo stesso tempo Mussolini fu sollecitato da motivi di politica interna, economici, sociali e di prestigio: secondo Renzo De Felice la guerra rispondeva al carattere imperialista del fascismo, alle sue esigenze di prestigio e di successi clamorosi su cui il Duce, sfruttando questo "momento giusto", poteva rinforzare il proprio ascendente sulle masse e il proprio potere personale, oltre che, come scrisse Federico Chabod, dalla necessità di trovare un diversivo alla grave situazione economica interna. La ragione del prestigio è stata appoggiata anche da Denis Mack Smith nel 1976, quando affermò che «le ragioni economiche [...] efficaci sul piano propagandistico, non avrebbero retto ad un'indagine ravvicinata e seria. Più sostanziale era la questione di prestigio, poiché Mussolini aveva un urgente bisogno di rafforzare negli italiani l'idea che il fascismo fosse qualcosa di grande, di importante e di vittorioso». Ma ciò che la storiografia ha evidenziato nettamente è la premeditazione dell'impresa coloniale, nata fin dagli anni 1920, ed evidenziata dagli stessi storici del regime fin dal 1938, quando Guido Borlotto scrisse: «Nello stesso anno in cui [...] si stipulavano gli accordi di Locarno (1925), il Duce muoveva i primi passi diretti a riparare l'ingiusto trattamento fatto all'Italia al tavolo della pace di Versaglia [...] Da quel tempo il Duce lavorò ininterrottamente alla preparazione della nuova impresa. Realizzare lo stato fascista nella sua interezza significava realizzare l'Impero».

## Forze contrapposte

### Preparazione e mobilitazione italiana

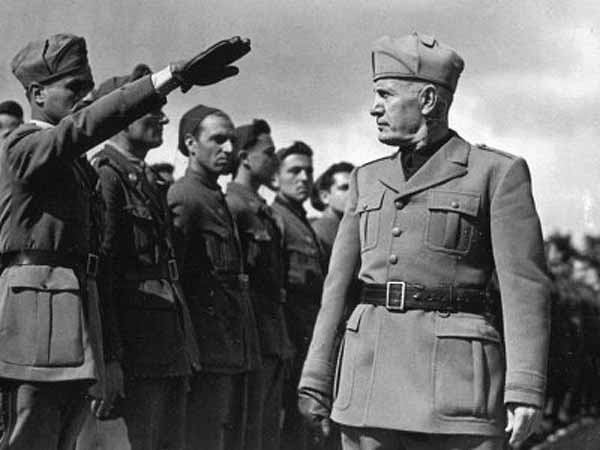
Mussolini passa in rassegna le truppe pronte a imbarcarsi per il Corno d'Africa

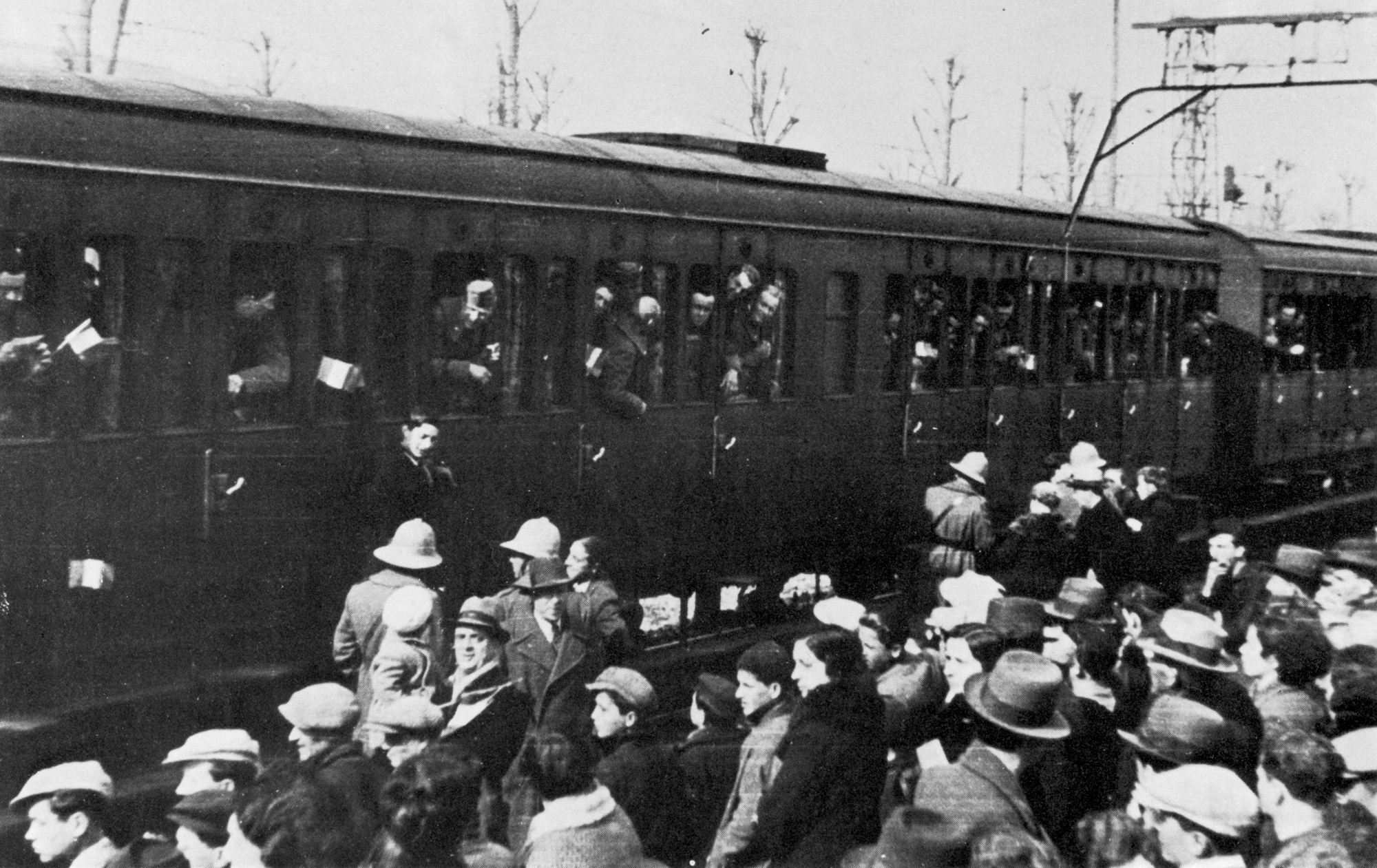
Partenza per il fronte dei soldati italiani da Montevarchi

La responsabilità della preparazione della guerra non fu affidata al capo di stato maggiore generale, e neppure all'esercito, ma a uno speciale comitato nell'ambito del ministero delle Colonie. Nonostante fosse propenso ad ascoltare consigli dall'esercito, Mussolini insisté che doveva trattarsi di una guerra puramente fascista, posta sotto la sua personale direzione, e al comando del corpo di spedizione nominò Emilio De Bono, un gerarca fascista ben in vista che aveva partecipato alla campagna africana del 1887 ma che aveva lasciato l'esercito anni prima. Si sperava che la maggior parte delle truppe sarebbe venuta non dall'esercito regolare bensì dalla Milizia Volontaria per la Sicurezza Nazionale, così da procurare gloria militare al regime relegando in un secondo piano Badoglio e l'esercito. De Bono pensò inizialmente di utilizzare tre divisioni, ma Mussolini per non rischiare gli fornì fin da subito forze molto più consistenti.
Questa mobilitazione di uomini e mezzi fu uno sforzo notevole per l'Italia e, nonostante il poco tempo a disposizione, fu portata a termine senza grossi problemi assumendo dimensioni straordinarie, tanto da essere considerata la più grande guerra coloniale di sempre per numero di uomini, numero e modernità di mezzi, rapidità di approntamento. Stando alle cifre ufficiali redatte in tutta fretta dal sottosegretario della Guerra ministro Baistrocchi nella Relazione sull'attività svolta per l'esigenza AO dell'ottobre 1936, in preparazione alla guerra in Africa orientale erano stati inviati 21 000 ufficiali, 443 000 tra sottufficiali e truppa, 97 000 lavoratori civili, 82 000 quadrupedi, 976 000 tonnellate di materiali. La Regia Marina fornì 560 000 uomini e 3 milioni di tonnellate di armi e materiali trasportati a destinazione. Furono chiamate alle armi le classi dal 1911 al 1915, cosa che permise all'esercito di avere un'enorme disponibilità di uomini senza indebolire l'armata in patria, o almeno così asserirono Mussolini e Baistrocchi. Tra il febbraio 1935 e il gennaio 1936 furono inviate in Eritrea sei divisioni dell'esercito ("Gavinana", "Gran Sasso", "Sila", "Cosseria", "Assietta", "Pusteria"), una in Somalia ("Peloritana") e tre in Libia. Dei circa 50 000 volontari, circa 35 000 furono ceduti alla Milizia e i restanti furono destinati a battaglioni di complemento che sarebbero stati utilizzati per rimpiazzare le perdite. Per volere di Mussolini proprio la Milizia divenne una componente importante del corpo di spedizione, destinata a rappresentare il carattere fascista dell'impresa; grazie ai circa 80 000 volontari che si presentarono (compresi quelli non utilizzati dall'esercito) furono approntate ben sei divisioni: 1ª Divisione CC.NN. "23 marzo", 2ª Divisione CC.NN. "28 ottobre", 3ª Divisione CC.NN. "21 aprile", 4ª Divisione CC.NN. "3 gennaio", 5ª Divisione CC.NN. "1 febbraio" inviate tra agosto e novembre 1935 in Eritrea e la 6ª Divisione CC.NN. "Tevere" in Somalia.

Àscari eritrei "penne di falco" in posa con le loro mitragliatrici Fiat-Revelli Mod. 1914

Al contrario di qualsiasi altra guerra coloniale fino ad allora intrapresa da una potenza europea, la guerra voluta da Mussolini vide un maggiore impiego di truppe nazionali rispetto alle truppe coloniali. Gli àscari eritrei furono una minoranza e furono gli unici reparti a non subire un aumento di numero durante la preparazione alla guerra (nel 1935 le necessità portarono a un incremento dei soli dubat somali fino a 25-30 000 uomini) anche se i comandi italiani contavano molto sulla loro tradizionale coesione e combattività su terreni aspri e difficili; peraltro, i coloniali erano tranquillamente "spendibili" senza turbare l'opinione pubblica italiana. In realtà i battaglioni costituiti ex-novo non avevano un forte inquadramento, al contrario dei pochi battaglioni tradizionali già nati in passato, e la mancanza di studi specifici rende impossibile la verifica della loro effettiva combattività (soltanto gli episodi di diserzione di interi reparti lasciarono traccia nei rapporti); è indubbio però che il loro utilizzo diede un contributo determinante alla vittoria italiana. Nell'offensiva finale verso Addis Abeba, per esempio, si ricorse anche a una divisione libica.
Fin dal suo arrivo ad Asmara il 16 gennaio 1935, il quadrunviro Emilio De Bono, che da moltissimo tempo non era al comando attivo e su cui pesava l'accusa di Badoglio di essere un pessimo organizzatore, si trovò con l'arduo compito di allestire l'invasione in soli nove mesi, come aveva tassativamente ordinato Mussolini. L'enorme concentramento di truppe in Eritrea e Somalia attraverso i porti di Massaua e Mogadiscio fu il primo grosso problema a cui si dovette porre rimedio, assieme alla loro mobilità sul terreno. I porti erano insufficientemente attrezzati per accogliere le centinaia di migliaia di tonnellate di materiali e per far sbarcare migliaia di uomini ogni giorno, mentre le strade che si diramavano verso l'interno erano inadeguate se non inesistenti. Nei porti mancavano attrezzature, banchine, piazzali, manodopera specializzata, assistenza e perfino un comando; tutto ciò dovette essere costruito in pochissimo tempo, come in poco tempo si dovette ampliare la strada che conduceva alla capitale eritrea Asmara a 2350 metri s.l.m. Fu poi costruita una imponente teleferica e una seconda strada verso la capitale situata nell'altopiano eritreo, da dove sarebbe cominciata la guerra, che sarebbe continuata a sud sull'altopiano etiopico. In tempi accelerati anche la rete stradale sull'altopiano venne migliorata per sopportare il grande traffico di mezzi previsto e, il 1º ottobre 1935, erano ormai stipati sull'altopiano eritreo 5 700 ufficiali, 6 300 sottufficiali, 99 200 militari italiani, 53 200 àscari, 35 650 quadrupedi, 4 200 mitragliatrici e fucili mitragliatori, 580 pezzi d'artiglieria, 400 carri armati leggeri e 3 700 automezzi. In Somalia, al comando del generale Rodolfo Graziani, nello stesso periodo erano stati radunati 1 650 ufficiali, 1 550 sottufficiali, 21 150 militari italiani e 29 500 eritrei e somali, 1 600 mitragliatrici, 117 pezzi d'artiglieria, 7 900 quadrupedi, 2 700 automezzi e 38 aerei. Altre forze stavano affluendo e, assieme a loro, fu importato tutto quanto era necessario: l'Eritrea era una regione molto povera, così dall'Italia dovettero arrivare legname, cemento, grano, tessuto, metallo e ogni altro genere necessario al fabbisogno di quasi un milione di uomini.
Problemi non dissimili furono affrontati anche dall'aeronautica, che dovette sopperire alla mancanza di aeroporti per far decollare e manutenere i 318 velivoli inviati durante la guerra in Eritrea e i 132 in Somalia. Per organizzare le forze aeree, il 1º febbraio 1935 fu costituito il Comando aeronautica dell'Africa orientale italiana sotto il generale Ferruccio Ranza e, anche in questo caso, la disponibilità finanziaria fu quasi illimitata: furono create sei basi aeree (Massaua, Zula, Assab, Asmara, Gura e Mogadiscio), diciotto aeroporti e ottantaquattro campi di fortuna con tutte le installazioni necessarie, magazzini, officine e depositi. Fu altresì creato un servizio meteorologico, una rete radio e un ufficio cartografico. Dei 450 aerei inviati, un terzo furono i piccoli e collaudati IMAM Ro.1 e Ro.37 bis, poi circa 200 Caproni Ca.101, Ca.111 e Ca.133 da bombardamento e trasporto; erano tutti modelli superati in Europa, ma ancora ottimi per una guerra coloniale. Furono inoltre mandati in Eritrea ventisei moderni Savoia-Marchetti S.M.81 da bombardamento e alcune decine di piccoli aerei da collegamento e da caccia.

### La situazione in Etiopia
Pur sopravvalutando il potere di dissuasione della Società delle Nazioni, e pur contando fino all'ultimo dell'appoggio del Regno Unito, Hailé Selassié sin dall'indomani di Ual Ual decise di accelerare il riarmo, disposto a «spendere fino all'ultimo centesimo per difendere l'integrità dell'Etiopia» e mettendo a disposizione il suo intero patrimonio personale. Da gennaio a luglio 1935 l'Etiopia poté importare dall'Europa, prima che entrasse in vigore l'embargo decretato dalla Società delle Nazioni circa 16 000 fucili, 600 mitragliatrici leggere e mezzo milione di proiettili, cifre del tutto insufficienti per contrastare una nazione industrializzata come l'Italia. Il negus fu poi fortemente deluso dall'atteggiamento della Francia, considerata fin dai tempi di Adua la nazione europea più vicina all'Etiopia, la quale trattenne molti carichi di armamenti a Gibuti senza una reale motivazione. Haile Selassié non riusciva a credere che Laval lo avesse abbandonato al suo destino, così come ignorava che Mussolini stesse facendo il vuoto attorno al suo paese, inaridendo le sue fonti di rifornimento e addirittura comprando le partite di armi da lui stesso ordinate. Solo la Germania, pur non auspicando un crollo del fascismo, aveva tutto l'interesse a mantenere impegnata il più a lungo possibile l'Italia in Africa per allentare la sua pressione sull'Austria e sui paesi dell'Europa sud-orientale, per cui non esitò a rifornire segretamente l'Etiopia di armi e munizioni.
Le potenze europee non fornirono alcun sostegno concreto all'Etiopia. Il caso più clamoroso fu quello del Regno Unito: se infatti pubblicamente cercava di mediare, segretamente teneva posizioni ambigue nonostante il forte sostegno popolare all'Etiopia che, fondendo in parte anticolonialismo, antifascismo e antimperialismo, cresceva forte in Gran Bretagna e in tutta Europa contro la guerra che Mussolini si apprestava a iniziare. Vi furono manifestazioni a sostegno dell'Etiopia in tutto il mondo, da Parigi a Londra, da Damasco a Nairobi, da Città del Capo a Città del Messico, ma in generale non vi fu una mobilitazione sensibile come avvenne per la guerra di Spagna: solo poche centinaia di persone sposarono la causa etiopica andando a infoltire le file dell'esercito del negus. In gioco c'era il fragile equilibrio postbellico, ma le nazioni europee stettero a guardare. Un maggiore impegno fu profuso dalle delegazioni nazionali della Croce Rossa, le quali inviarono in Etiopia uomini, materiali, medicine e unità sanitarie; a livello ufficiale il comitato internazionale della Croce Rossa mantenne un atteggiamento neutrale, condannando flebilmente alcune violazioni internazionali commesse dagli italiani ma senza portare fino in fondo le denunce, assumendo in sostanza una politica arrendevole nei confronti della diplomazia fascista.
Manca una completa documentazione sull'afflusso di armi in Etiopia nel corso di quell'anno, ed è difficile valutare la consistenza dell'arsenale etiopico allo scoppio del conflitto. Le stime italiane indicavano come le forze nemiche, valutate in circa 280-350 000 uomini, fossero per circa un quarto «fornite di buona istruzione militare all'europea» e dotate di fucili a ripetizione di vari modelli e calibri, ma in prevalenza moderni e con circa 150 cartucce per soldato. Nel complesso l'esercito del negus poteva contare su circa un migliaio di mitragliatrici e fucili mitragliatori con abbondante munizionamento, circa 200 pezzi di artiglieria di piccolo calibro in gran parte antiquati, qualche decina di cannoni antiaerei e anticarro (compresi 30 cannoni anticarro da 37 mm prodotti dalla Rheinmetall-Borsig per i quali lo stesso Hitler accordò il permesso di acquisto), di qualche carro armato e di una decina di velivoli. In sostanza, la situazione militare dell'esercito etiopico è riassumibile nelle parole dell'inviato del The Times George Steer, il quale scrisse: «non hanno artiglieria, non hanno aviazione e la proporzione di armi automatiche e di fucili moderni è patetica». Ancor più vistosa fu però la mancanza di preparazione e istruzione dei soldati e degli ufficiali: i vecchi capi abissini, fatta eccezione forse per ras Immirù, grasmac Afeuork e cagnasmac Mellion, erano soprattutto amministratori con scarse conoscenze militari e solo un soldato su cinque era preparato ad affrontare una guerra moderna. Hailé Selassié, perfettamente al corrente di questa situazione, confidava soprattutto negli alunni della Ecole de Guerre di Olettà, dalla quale voleva che uscissero i veri quadri dell'esercito; purtroppo però i 138 alunni della scuola, seppur considerati di buon livello culturale, non ebbero mai l'occasione di distinguersi durante la guerra, ma costituirono invece il primo nucleo di resistenza etiopica dopo la fine delle operazioni italiane.

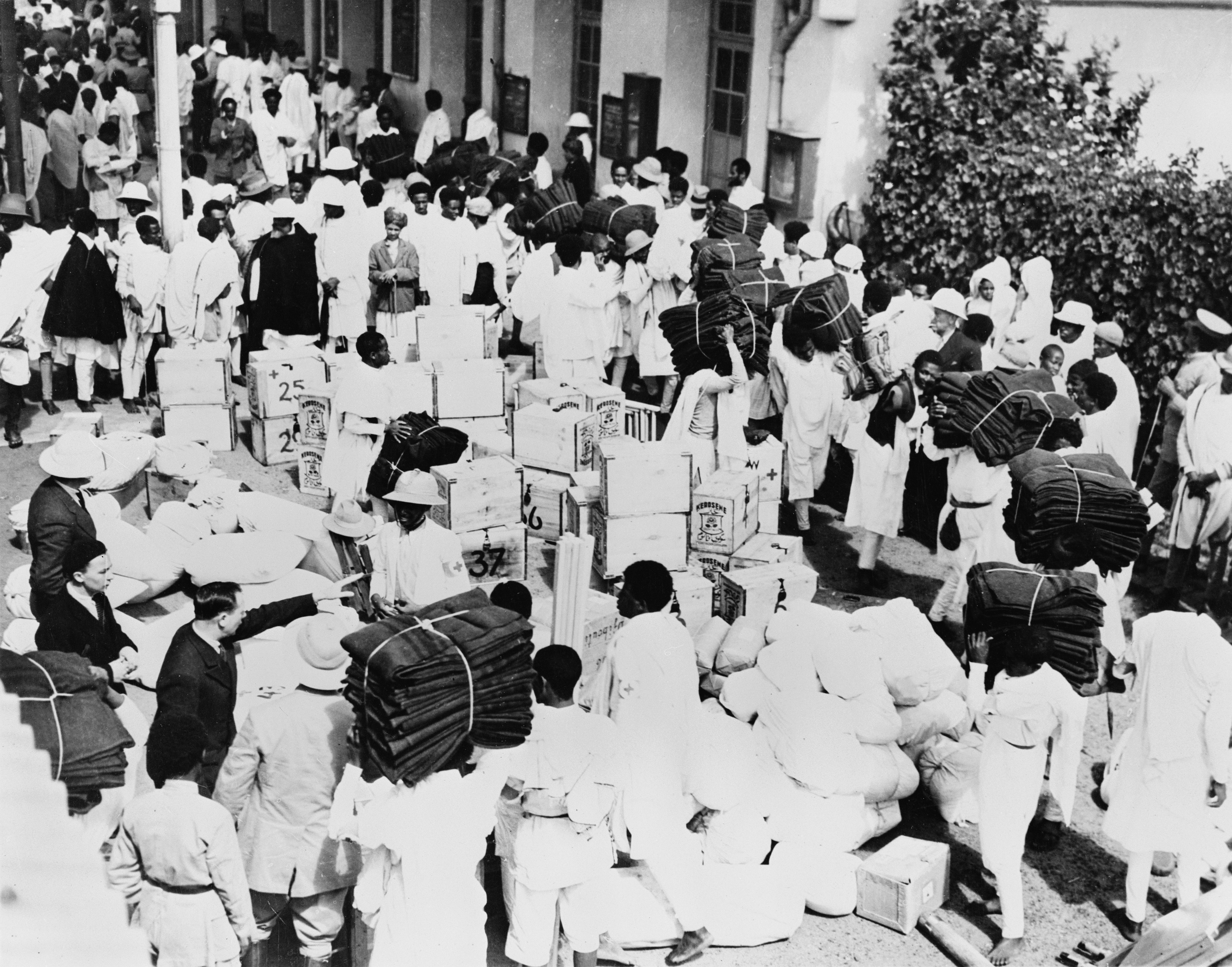
Forniture mediche in arrivo alla stazione di Addis Abeba

Regnava inoltre l'incertezza sul tipo di guerra da affrontare: se con tradizionali scontri campali, oppure appoggiandosi ad azioni di guerriglia. Sul finire dell'estate 1935, dopo essersi fortemente impegnato per tutta la stagione in una campagna che irrobustisse l'unità nazionale nel paese con appelli patriottici, il negus studiò un piano militare assieme al suo consigliere Eric Virgin. Il piano era incentrato su cinque punti fondamentali: 
1. arretramento di 30 km fino alla linea Adua-Adigrat per palesare l'attacco italiano;
2. rafforzamento di Uolcait;
3. creazione di una linea difensiva a Macallè con le forze di ras Sejum a sinistra, ras Cassa Hailù al centro e ras Mulughietà a destra;
4. spostamento a nord delle forze di ras Immirù;
5. spostamento delle forze di ras Ghetacciù a est di Dessiè.

Hailé Selassié ordinò parallelamente l'utilizzo della tattica della guerriglia, ma per motivi culturali e territoriali sapeva che ciò sarebbe stato impraticabile. I suoi comandanti ritenevano la guerra di guerriglia uno scontro ignobile, da briganti e non da uomini valorosi, per cui sarebbe stato molto difficile rinunciare all'arte della guerra campale senza perdere la dignità. Vi era inoltre un problema logistico: il territorio abissino era ancora fortemente disunito, le provincie recentemente annesse come quelle di Borana e del Sidamo non erano ancora amalgamate nell'impero mentre in altre, come l'Harar e l'Ogaden, già avevano preso corpo spinte separatiste. In sostanza, in molte regioni non sarebbe stato facile avere il sostegno della popolazione, condizione fondamentale per sopravvivere durante azioni di guerriglia.
Il fronte sud preoccupava meno il negus, sia perché gli italiani vi avevano schierato solo 50 000 uomini, sia perché il confine somalo presentava quasi mille chilometri di deserto cocente, privo di acqua e infestato dalla malaria. Qui le forze di Graziani avrebbero dovuto forzatamente risalire i fiumi Giuba e Uebi Scebeli, oppure seguire la linea dei pozzi da Scilláve a Gorrahei, a Sassabanèh, a Dagahbùr, per cui le forze del degiac Bejenè Merid assieme a quelle del degiac Nasibù Zemanuel avrebbero difeso le vie di avanzata, mentre le forze di ras Destà si sarebbero concentrate nel Sidamo con compiti offensivi. Protetti dalla vegetazione le sue truppe sarebbero scese lungo le rive del Daua Parma, del Ganale Doria e del Uebi Gestro, fino a giungere di sorpresa a Dolo, da dove si sarebbero infiltrati in Somalia per mettere in crisi il fianco sinistro di Graziani.
Globalmente il piano di Hailé Selassié rivelava prudenza e buon senso nel tentativo di sfruttare i vantaggi del territorio e, come ebbe a dire Del Boca, «affidava ai vari eserciti etiopici, del tutto sprovvisti di armamento pesante e di protezione aerea, compiti di logoramento piuttosto che di contenimento». Se a nord comunque il piano fu modificato durante il corso del conflitto per il tradimento di Gugsa, al sud manifesterà fino alla fine la sua validità, nonostante le enormi difficoltà di approvvigionamento che indebolirono gli etiopici ancor più di quanto fecero le armate italiane. Il problema principale però rimaneva la riluttanza dei ras a utilizzare tecniche e tecnologie diverse da quelle della guerra tradizionale; caso emblematico fu quello di ras Sejum nel Tigrè, il quale disdegnò fino all'ultimo di avvalersi di carte geografiche, ostinandosi a sparpagliare casualmente su un fronte di 180 chilometri i suoi 25 000 uomini.

## Le fasi iniziali

Emilio De Bono circondato dai suoi ufficiali durante le fasi iniziali della guerra

### Le prime avanzate sul fronte nord
Senza una formale dichiarazione di guerra, nella notte fra il 2 e il 3 ottobre 1935 il generale De Bono ordinò a tre corpi d'armata, precedentemente ammassati lungo le sponde del Mareb e del Belesa, di superare i corsi d'acqua e iniziare l'avanzata verso la linea Adigrat-Enticciò-Adua. Con la fine della stagione delle piogge i due corsi d'acqua non rappresentano un grosso ostacolo, e oltre centomila uomini iniziarono a penetrare in Etiopia su un fronte di circa settanta chilometri, protetti dal cielo da 126 aerei e dotati di 156 carri armati, 2 300 mitragliatrici e 230 cannoni di vario calibro, un armamento considerevole per una guerra coloniale. Sulla destra il II Corpo d'armata del generale Pietro Maravigna era diretto su Adua; al centro il Corpo d'armata indigeno al comando del generale Alessandro Pirzio Biroli doveva muovere verso la conca di Enticciò; infine sulla sinistra il I Corpo d'armata del generale Ruggero Santini aveva come obiettivo Adigrat.

Offensiva di De Bono sul fronte nord, seguita dalla controffensiva etiope, e prime avanzate di Graziani a sud

Durante i primi giorni le truppe italiane non incontrarono alcuna resistenza, se non qualche sporadico scontro a fuoco lungo le direttrici principali e, in appena tre giorni, giunsero nei villaggi di Adigrat e Adua, lasciati sguarniti per volontà di Hailé Selassié che aveva ordinato a ras Sejum di arretrare per mettere in evidenza l'aggressione italiana. La mobilitazione etiopica si rivelò comunque abbastanza lenta, soprattutto perché le colonne armate dovevano percorrere centinaia di chilometri a piedi per raggiungere il Tigrè dalle diverse regioni dell'Impero. Un'offensiva di rilievo non sarebbe potuta iniziare prima di dicembre; di questo fatto De Bono era a conoscenza e, attenendosi alla sua tattica, decise di consolidare le posizioni in attesa dell'offensiva nemica che gli avrebbe consentito di distruggere in un sol colpo tutte le forze etiopiche.
De Bono comprese molto presto che Mussolini non poteva accettare una pausa nelle operazioni; il vecchio generale fu tempestato prima di richieste, poi di ordini per una nuova avanzata. La gestione politica di Mussolini cozzava però con le necessità della guerra: rifornire migliaia di uomini richiedeva un enorme traffico di autocarri e per poterli impiegare bisognava trasformare la pista per Macallè in una camionabile idonea al traffico, mentre verso Adua e Axum esistevano solo mulattiere. De Bono cercò di far valere le proprie ragioni una prima volta il 13 ottobre, due giorni prima che Maravigna occupasse Axum, quando il Duce gli telegrafò l'invito a iniziare l'avanzata di 90 chilometri verso Macallè entro il 18, e poi una seconda volta il 20 ottobre. Questa volta però Mussolini, dopo averlo informato che le sanzioni non avrebbero influenzato le operazioni militari, obbligò il generale ad avanzare entro la data del 5 novembre. De Bono non poté far altro che assecondarlo e, anzi, i tentativi di farlo ragionare lo privarono definitivamente del favore del Duce, il quale in concerto con Lessona e Badoglio (che lo accusavano apertamente di eccesso di prudenza) già pensava a una sostituzione del quadrumviro.

### Le sanzioni

Roma, manifestazione contro le sanzioni

Nel dicembre 1934 l'Etiopia aveva tempestivamente chiesto l'intervento della Società delle Nazioni per risolvere il contenzioso di Ual Ual e condannare l'Italia; dopo aver ripetuto tale richiesta a gennaio e marzo 1935, solo il 25 maggio fu costituita una commissione d'arbitrato, proprio mentre i preparativi per invadere la nazione erano ben avviati e le truppe italiane stavano sbarcando regolarmente in Eritrea e Somalia. Nei primissimi giorni di agosto il governo britannico provò un ulteriore tentativo di conciliazione, proponendo all'Italia la completa annessione del solo Ogaden, ma Mussolini rifiutò categoricamente e la Commissione decise di aggiornarsi a settembre, sperando che i colloqui in atto tra Eden, Laval e Aloisi sortissero qualche effetto. Ogni ulteriore tentativo fu però inutile e il 26 settembre la delegazione italiana lasciò Ginevra, proprio a pochi giorni dall'inizio della campagna. Il danno che i rifiuti di Mussolini crearono in seno alla Società delle Nazioni fu molto grave, ma al contempo anche i blandi tentativi di riconciliazione messi in atto dalle democrazie europee nel tentativo di fermare l'Italia e portarla tra le potenze difensori della pace in Europa si rivelarono inefficaci.
L'Italia fu così diplomaticamente denunciata dalla Società delle Nazioni il 6 ottobre 1935 e condannata il 10 dello stesso mese con l'adozione secondo statuto di una serie di sanzioni economiche: dall'embargo su armi e munizioni alla proibizione di concedere prestiti e crediti, al divieto di esportare merci italiane e importare prodotti per l'industria di guerra. Su proposta del governo belga fu poi affidato a Francia e Regno Unito il compito di tenere aperti canali di riconciliazione prima della data di entrata in vigore delle sanzioni, il 18 novembre 1935. L'ultimo tentativo fu compiuto da Samuel Hoare e Pierre Laval, ma anche questo fallì indecorosamente: esso infatti non era un compromesso, bensì una spartizione pura e semplice dell'Abissinia. Il piano sottoposto alla Società l'11 dicembre non piacque a Mussolini, il quale a seguito dello sforzo messo in atto voleva maggiori concessioni, e non fu accettato nemmeno dall'Etiopia, che lo respinse il 14 dicembre in quanto considerato un «premio all'aggressione». Paradossalmente il piano anglo-francese non fu accettato neppure dall'indignata opinione pubblica britannica: ciò portò alle dimissioni dello stesso Hoare, sostituito dal più energico Eden, evitando a Mussolini il rischio di doversi confrontare con un compromesso.
Il 18 novembre l'Italia fu quindi colpita dalle previste sanzioni, che si rivelarono fiacche: il Regno Unito non bloccò il canale di Suez alle navi italiane, permettendo che la guerra continuasse «a spese dell'Etiopia e della sicurezza collettiva» e l'economia italiana non ne soffrì, perché le sanzioni non riguardarono materie di vitale importanza come petrolio, carbone e acciaio. Londra e Parigi argomentarono infatti che la mancata fornitura di petrolio all'Italia poteva essere facilmente aggirata ottenendo rifornimenti dagli Stati Uniti d'America, che non erano membri della Società stessa: infatti il governo statunitense, pur condannando l'attacco italiano, ritenne inappropriato che le sanzioni fossero state votate da nazioni con imperi coloniali come Francia e Regno Unito.

Cerimonia per la posa di una lapide a memoria dell'imposizione delle sanzioni economiche all'Italia

Nel periodo in cui la Società discuteva delle sanzioni all'Italia, la polemica italiana contro le «ricche e soddisfatte» nazioni europee, soprattutto contro il Regno Unito, anziché diminuire in vista di un possibile accordo raggiunse il suo apice assieme al tema delle «inique sanzioni» che la propaganda utilizzava per la mobilitazione interna. Quindi, piuttosto che palesare all'opinione pubblica italiana l'inadeguatezza e l'inutilità delle sanzioni comminate dalla Società, la propaganda colse il pretesto per creare nella popolazione un clima da paese assediato, instaurando un senso di esasperazione e odio nei confronti del resto del mondo rendendo il fronte interno compatto come non mai. Per la loro imperfetta o mancata applicazione, le sanzioni fecero il gioco di Mussolini; ciò fu riconosciuto anche dallo storico britannico Denis Mack Smith nel 1959, che nel suo Storia d'Italia scrisse: «le sanzioni sembravano dimostrare che l'Italia era accerchiata e perseguitata, che la nazione stessa e non solo il regime era in pericolo e che la campagna d'austerità in vista dell'autarchia, non era stata un mero capriccio, ma un vitale interesse nazionale». Per rispondere alle sanzioni, il 18 dicembre il Gran consiglio del fascismo approvò una mozione che considerava la data del 18 novembre come «una data di ignominia e di iniquità nella storia del mondo», ordinando di «scolpire sulle case dei Comuni d'Italia una pietra a ricordo dell'assedio [...] ]» e creando alcuni dei temi che Mussolini richiamerà più volte nei suoi discorsi. Ma lo stato fascista non si limitò a consolidare il consenso interno: il bisogno di denaro portò ad alcuni provvedimenti restrittivi sui consumi per utilizzare al meglio le risorse nazionali e incrementare la produzione, diminuendo le importazioni nel tentativo di raggiungere attraverso l'autarchia l'indipendenza economica. Se alcune di queste iniziative risultarono impopolari o utilizzate solo per alimentare la propaganda, il 18 dicembre al culmine della campagna denominata oro alla Patria fu proclamata la "Giornata della fede", un'iniziativa che lo storico Ruggero Zangrandi definì «una delle poche trovate geniali del fascismo». Quel giorno infatti il partito fascista con una grande mobilitazione nazionale, con l'appoggio di molti personaggi illustri legati al regime, ottenne che centinaia di migliaia di italiani donassero le proprie fedi nuziali, ricevendo in sostituzione delle copie in metallo non nobile. Un rito collettivo durante il quale, secondo Maria Antonietta Macciocchi, «le donne contraevano simbolicamente un secondo matrimonio: quello con il fascismo». Alla cerimonia parteciparono anche numerosi vescovi e cardinali, che donarono i loro anelli con l'intento di dare un esempio patriottico ai fedeli, in quella che la storica Lucia Ceci definisce: «la più plateale convergenza fra cattolicesimo e fascismo» dove si «spettacolarizzava, fondendoli, simboli e rituali fascisti e cattolici». Si assisté quindi a una sempre più esplicita politica di legittimazione della guerra da parte del Vaticano in linea con la volontà del regime, nonostante la denuncia di Pio XI dell'agosto del 1935.
Se questa offerta di oro segnò forse il momento di maggior consenso popolare del fascismo, non riuscì però a sanare le enormi spese per la campagna in Etiopia (che avevano spinto a ottobre il ministro Baistrocchi a diramare una circolare che vietava l'acquisto di macchinari dall'estero e di sostituire per quanto possibile le importazioni di materie prime con surrogati di origine nazionale), né tantomeno a evitare l'incremento del costo della vita e l'irresistibile aumento dell'inflazione nel 1935-36.

### Badoglio sostituisce De Bono
Il 3 novembre, nonostante tutto, De Bono iniziò la sua avanzata verso Macallè lungo la direttrice Adigrat-Lago Ascianghi con due corpi d'armata, il I di Santini e il Corpo indigeno di Pirzio Biroli, mentre il II Corpo di Maravigna fu lasciato in copertura 30 chilometri a sud di Axum; solo alcune colonne leggere si sarebbero inoltrate verso il fiume Tacazzè e la regione desertica dello Scirè. Le forze italiane incontrarono ancor meno resistenza rispetto all'avanzata di ottobre, solo un paio di scontri con irregolari che nulla avevano a che vedere con la difesa del territorio; la decisione di non difendere Macallè fu infatti presa il 27 ottobre da Hailé Selassié, il quale ordinò al naggadrâs Uodagiò Ali (che aveva preso il posto del traditore Gugsa) di abbandonare la capitale del Tigrè e unirsi alle forze di ras Sejum scaglionate fra il Gheraltà e il Tembien. 

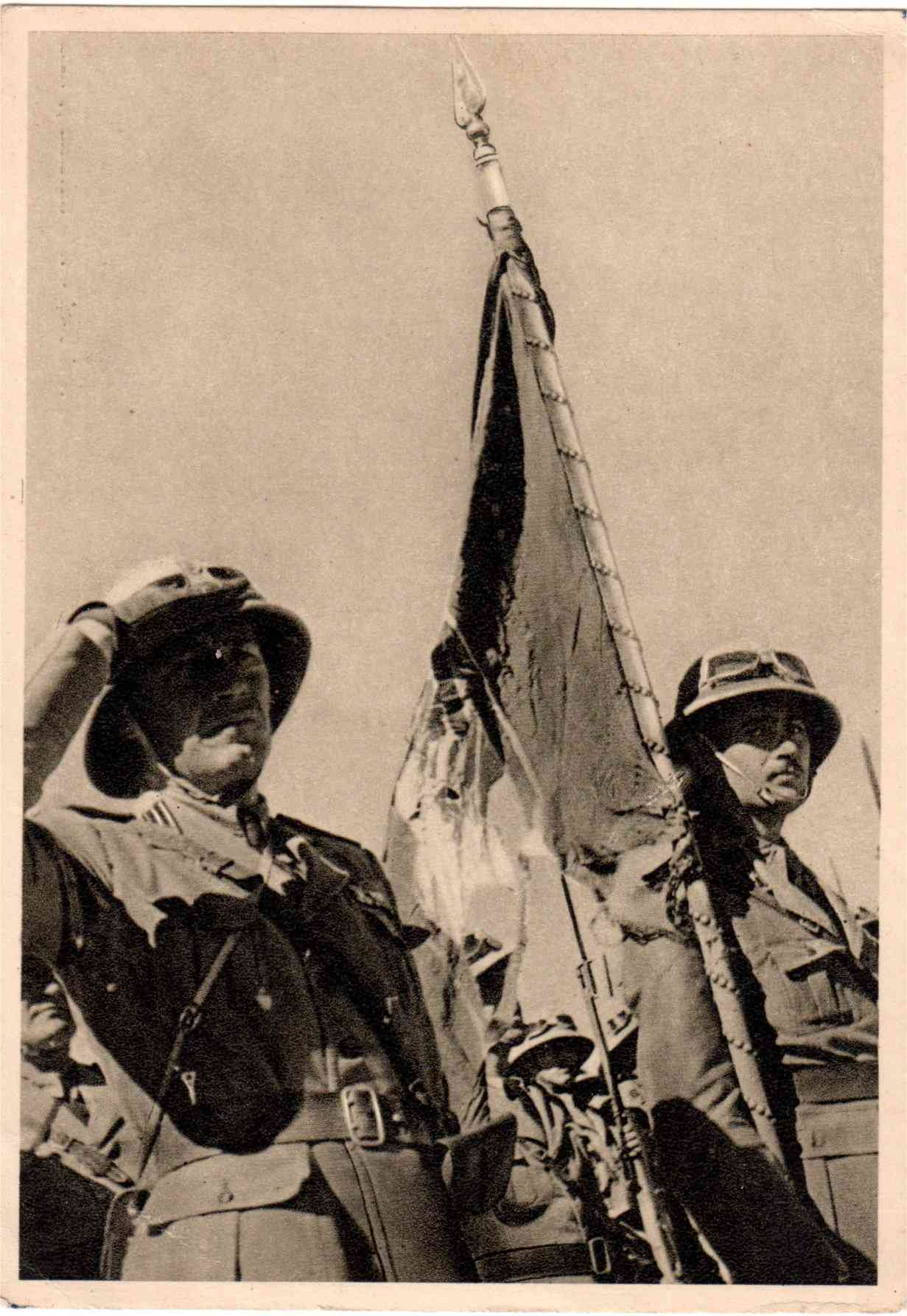
Fanti del 13º Reggimento fanteria "Pinerolo", parte della divisione "Gran Sasso"

L'offensiva si trasformò in un mero esercizio tattico e l'8 novembre le avanguardie italiane entrarono a Macallè; la seconda offensiva di De Bono si concluse apparentemente in modo positivo, ma il generale non era del tutto soddisfatto: «Avevamo allungato di 90 chilometri la nostra linea di operazione, rappresentata, questa, da una pista ancora in pessime condizioni. Avevamo uno schieramento che si spingeva con l'ala sinistra avanti lasciando il fianco destro soggetto a tutte le offese che ci potevano ancora venire da zone la di cui seria ricognizione non era stata ancora fatta». Alla ricognizione aerea erano difatti sfuggiti non soltanto i piccoli gruppi dei degiac Ghebriet Mangascià e Hailé Mariam, ma anche i 20 000 uomini di ras Cassa Hailù che il 17 novembre nella stretta di Mai Mescic a sud dell'Amba Aradam si ricongiunsero con i 15 000 tigrini di ras Sejum. Questi uomini furono scoperti solo il 18 dall'aviazione italiana che li attaccò prontamente, ma senza risultati rilevanti; i 20 aerei che parteciparono all'azione furono anzi messi in difficoltà dai cannoncini Oerlikon e dalla capacità degli etiopici di disperdersi rapidamente nel territorio, limitando fortemente le perdite. I timori di De Bono risultarono quindi giustificati e, nel bel mezzo di questa precaria situazione logistica, l'11 novembre ricevette da Mussolini l'ordine di far avanzare Maravigna oltre il Tacazzè e di far avanzare Pirzio Biroli sull'Amba Alagi. La reazione di De Bono fu rabbiosa, tanto che annotò sul suo diario: «Me lo aspettavo: incompetenza, orecchiantismo e malafede. Ho risposto a dovere ed aspetto; ma per mio conto non mollo [...] ]». Il tono della risposta al Duce fu aspro e polemicamente incentrato sulla disastrosa situazione logistica delle forze italiane, indaffarate a rinforzare le posizioni e allo stesso tempo presidiare centinaia di chilometri di territorio e continuare i lavori stradali. Se in un primo tempo Mussolini riconobbe la validità delle argomentazioni di De Bono, il 14 novembre, il capo del governo comunicò al generale il suo esonero e la sua sostituzione al comando delle truppe in Africa orientale con il maresciallo Pietro Badoglio.
I giudizi su De Bono sono generalmente freddi, se non negativi: non aveva grande personalità, non aveva seguito nel partito ed era accettato più che rispettato dagli ufficiali, che vedevano in lui un gerarca fortunato più che un generale capace. Secondo lo storico Emilio Faldella, Mussolini si persuase che sostituendo De Bono l'avanzata sarebbe stata ripresa e condotta a fondo, convinto soprattutto dalle relazioni di Badoglio e Lessona (che l'8 ottobre si recarono in Eritrea per prendere visione delle operazioni) i quali affermavano che l'avanzata rappresentava un problema strategico semplice da superare, e che De Bono esagerava i problemi. Secondo Faldella era fuor di dubbio che De Bono avesse i suoi limiti, ma con i mezzi a disposizione sarebbe presumibilmente arrivato ad Addis Abeba nello stesso tempo di Badoglio. Forse la spiegazione più plausibile della sostituzione di De Bono furono gli intrighi tramati da Lessona e Badoglio alle sue spalle e, a tal proposito, Rochat scrisse: «De Bono doveva essere esonerato perché non era più in grado di seguire la linea mussoliniana che esigeva successi spettacolari, tali da tenere alto l'interesse dell'opinione pubblica italiana ed estera [...] Ciò che era più grave, De Bono era dovunque considerato l'uomo di Mussolini e del partito: ogni suo insuccesso si sarebbe perciò ripercosso sul prestigio della dittatura».

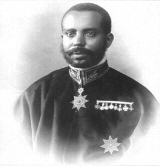
Immirù Hailé Selassié, uno dei principali generali etiopici del conflitto

Appena assunto il comando, Badoglio sostituì Ottone Gabelli con Alfredo Guzzoni quale vicegovernatore dell'Eritrea e impartì le prime direttive: 1) consolidare il fronte Arresa-Adua-Tacazzè e costituire a sud di Macallè una solida posizione fortificata; 2) rafforzare il fianco destro verso il Tembien; 3) intensificare i lavori stradali e la costruzione di campi d'aviazione; 4) far affluire a Macallè tutte le divisioni disponibili e crearvi raggruppamenti di artiglieria; 5) studiare la costituzione di un nuovo corpo d'armata nazionale. In pratica furono disposizioni del tutto simili a quelle che aveva emanato De Bono il 10 novembre, appena occupata Macallè; anche Badoglio, nonostante avesse lavorato alacremente per mettere in cattiva luce De Bono, riconobbe le stesse criticità rilevate dal suo predecessore. L'unica e fondamentale differenza fu che Badoglio, grazie al suo prestigio personale, ottenne completa libertà d'azione dal capo del governo e, durante la campagna, ebbe l'autorevolezza di opporsi fermamente alle richieste di Mussolini. Il 30 novembre Badoglio raggiunse il quartier generale di Adigrat, e si adoperò subito per formare con la divisione "Sila" e la "23 Marzo" il III Corpo d'armata; dopo un'ispezione del fronte decise inoltre di sguarnire il Tembien lasciando solo quattro battaglioni di camicie nere a presidio di una regione enorme. Un altro provvedimento di Badoglio fu quello di vietare ai giornalisti di recarsi al fronte, probabilmente perché in una fase delicata e incerta del conflitto il generale non voleva testimoni che avrebbero potuto accertarsi del fatto che tre armate etiopiche si stavano avvicinando quasi contemporaneamente alle linee italiane mentre queste erano ancora in fase di assestamento. La più imponente delle unità etiopiche, l'armata del Centro di ras Mulughietà forte di circa 80 000 uomini, in quei giorni aveva spinto le sue avanguardie poco a sud dell'Amba Aradam, mentre le due armate congiunte di ras Sejum e ras Cassa si stavano dirigendo sul Tembien con circa 40 000 uomini. Vi era infine l'armata di ras Immirù che, assieme agli uomini del degiac Ajaleu Burrù, poteva contare su circa 35-40 000 uomini, le cui avanguardie avevano già raggiunto il Tacazzè.
L'ingresso in scena di Badoglio diede un carattere più nazionale alla guerra e, stimato com'era dagli ufficiali dell'esercito, infuse a tutti i livelli la serenità e la fiducia che l'impulsivo De Bono non aveva saputo dare. Equilibrio che rischiò di essere nuovamente compromesso dallo stesso Mussolini che in dicembre cercò di spingere Badoglio ad avanzare verso l'Amba Alagi (in quel momento occupato dagli 80 000 uomini di ras Mulughietà), ma la netta opposizione del maresciallo fece desistere il dittatore, che dovette prendere atto della volontà di Badoglio di rafforzare le posizioni e di riprendere l'avanzata non prima di febbraio.

### La controffensiva etiopica sul Tembien e Macallè

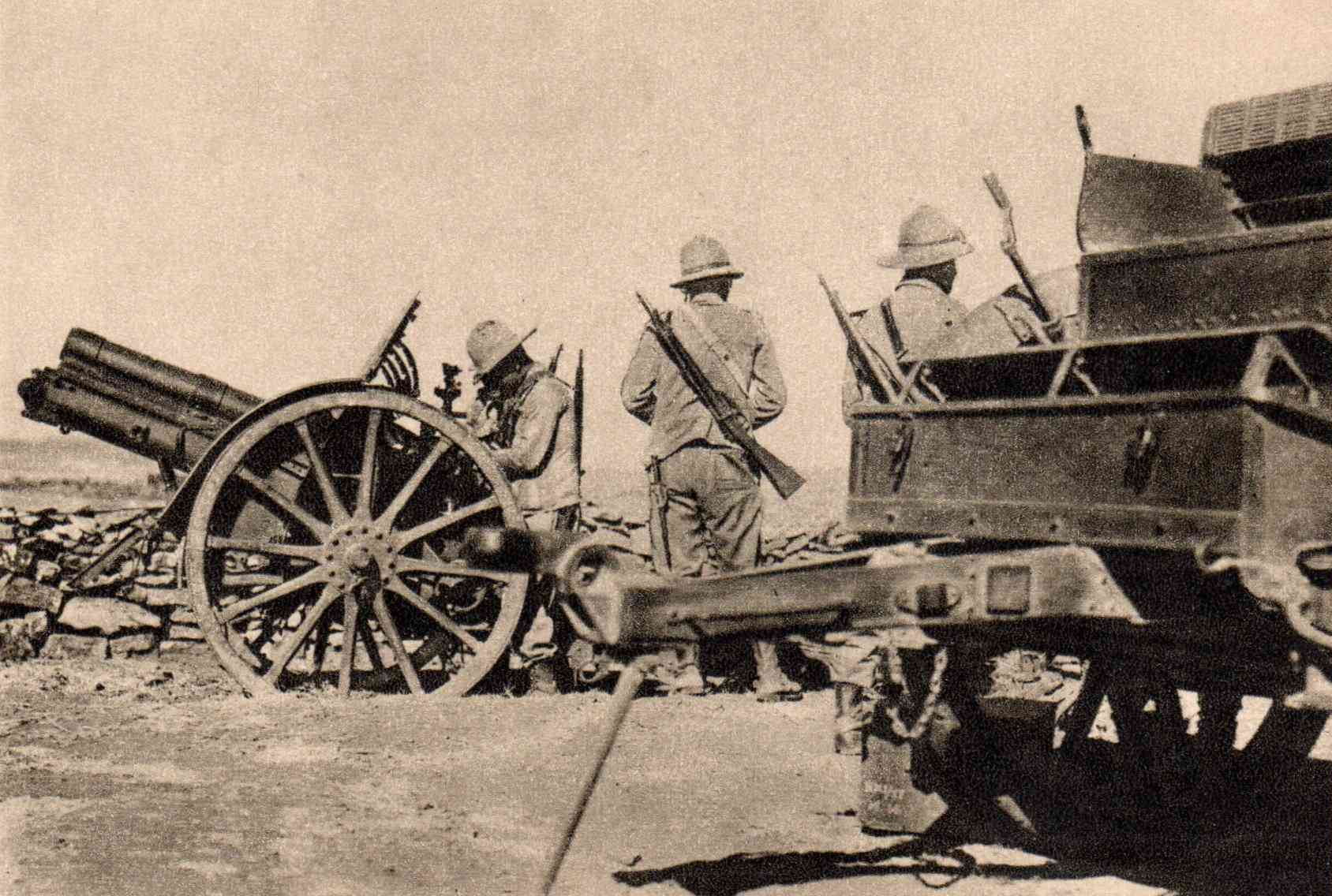
Un obice da 100/17 italiano nel Tembien

Gli italiani raccolsero le prime avvisaglie di un'imminente controffensiva etiopica nei primi giorni di dicembre 1935, dopo che la ricognizione aerea aveva riferito di importanti assembramenti di armati sia lungo la direttrice principale (che da Macallé dirigeva su Addis Abeba), a nord dell'Amba Alagi, sia sulla via che da Gondar porta al Tacazzè, mentre altre truppe furono avvistate in movimento verso il fiume Ghevà con il chiaro intento di passare nel Tembien. L'aviazione compì diversi tentativi di attaccare queste armate cercando di ritardarne l'avanzata, ma gli abissini impiegarono nel miglior modo la loro conoscenza del paese e la loro capacità di disperdersi e camuffarsi, marciando di notte e sfruttando sapientemente le risorse del territorio, il che consentì agli uomini del negus di muoversi velocemente, senza pesanti fardelli e senza le necessità logistiche che limitavano gli eserciti moderni. A metà dicembre gli etiopici entrarono in contatto con gli italiani lungo tutto il fronte, che dai guadi del Tacazzè al campo trincerato di Macallè si estendeva per circa 200 chilometri. Badoglio, nonostante fosse a conoscenza di questi movimenti, scoprì con notevole ritardo che il nemico non avrebbe attaccato in forze contro Macallè, bensì proprio nella zona più scoperta dello schieramento italiano, ossia la impervia regione del Tembien presidiata dai quattro battaglioni di camicie nere del generale Diamanti che, assieme ai 1 500 irregolari del maggiore Criniti ai guadi del Tacazzè, formavano l'esigua linea difensiva italiana. Da questa linea difensiva al campo trincerato di Adua e Axum vi erano inoltre circa un centinaio di chilometri di vuoto, il che lasciava l'ala destra dello schieramento italiano completamente in balia del nemico.

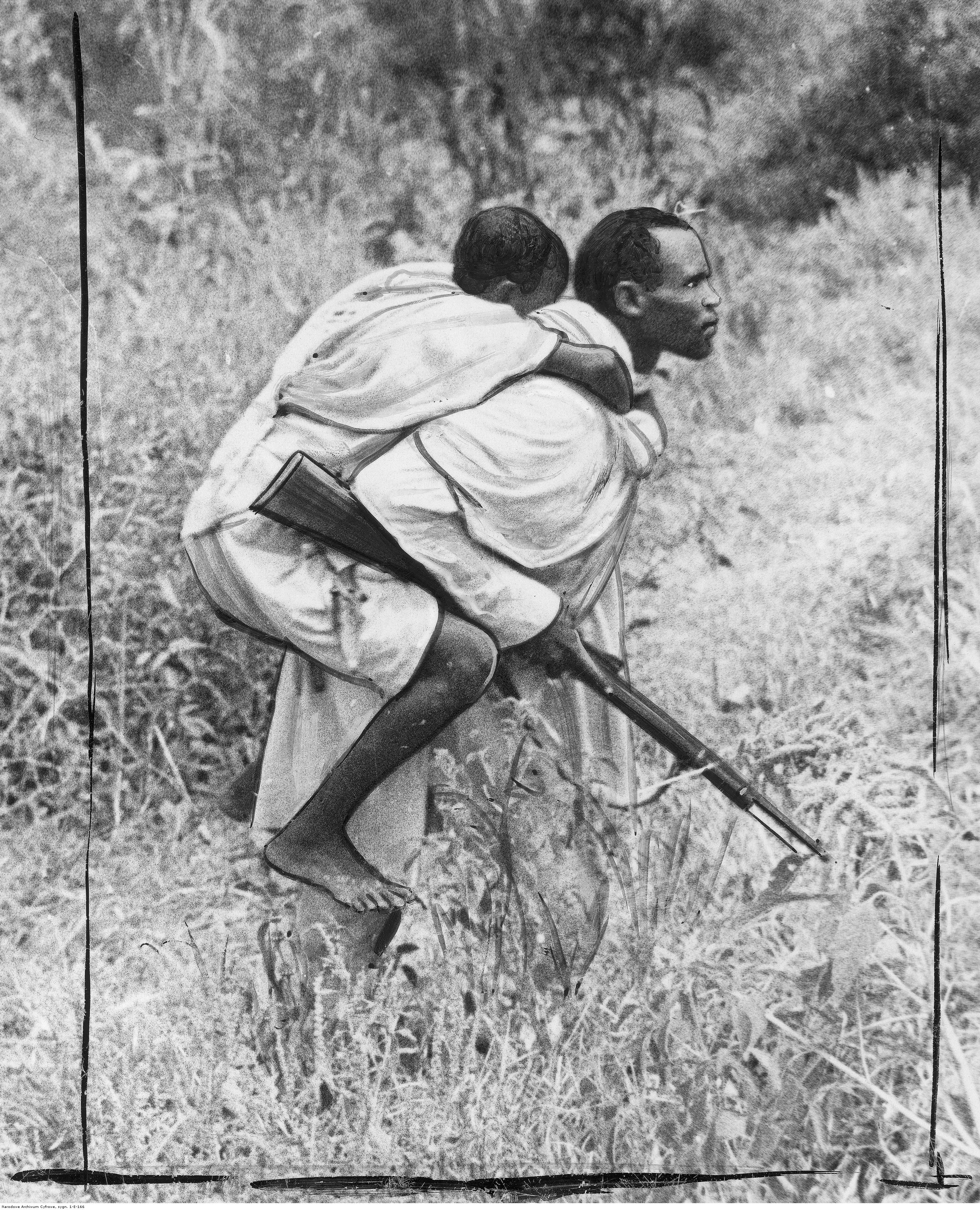
Soldato etiope mentre soccorre un ferito

I ras abissini che si stavano preparando all'offensiva (Mulughietà, Immirù, Cassa e Sejum) possedevano indubbie qualità di comando, erano stimati dai loro uomini, ma non erano preparati alla guerra contro formazioni con tattiche e armamenti moderni. Secondo le cifre disponibili l'armata numericamente più forte era quella guidata da ras Immirù, il quale assieme alle forze del degiac Ajaleu Burrù poteva contare su circa 20 000 uomini; tra il 14 e 15 dicembre in circa 2 000 attraversarono il Tacazzè dove furono subito impegnati dagli irregolari del maggiore Criniti. Altri 3 000 soldati di ras Immirù varcarono il fiume circa quindici chilometri più a nord, dirigendosi verso il passo di Dembeguinà con l'intento di tagliare l'unica via di ritirata degli uomini di Criniti. Le colonne italiane furono prese alla sprovvista e, quando gli uomini di Criniti cercarono di forzare il passo, le forze etiopiche erano già schierate a ferro di cavallo sulle creste circostanti; uno squadrone di carri L3/35, mandato in avanti ad aprire un varco, fu facilmente neutralizzato dai soldati di ras Immirù e gli àscari dovettero forzatamente combattere corpo a corpo per aprirsi una via d'uscita. Verso sera le forze italiane riuscirono a dirigersi verso Selaclacà, presidiata dall'intera Divisione "Gran Sasso", ma l'avanzata etiopica non si era fermata e, nonostante i violenti bombardamenti aerei italiani e lo sgancio di iprite sui guadi del Tacazzè il 18 dicembre, i circa 20 000 uomini di Immirù riuscirono a superare il fiume e a dilagare verso nord-est, minacciando i campi trincerati di Axum e Adua e i confini con l'Eritrea. Resosi conto del rischio, Badoglio ordinò alla "Gran Sasso" di ripiegare verso le linee fortificate di Axum, ma l'ordine generò non poco allarme in tutto il corpo di spedizione italiano; migliaia di soldati furono subito impiegati a fortificare ancor di più le linee difensive di Axum e Macallé, mentre il timore che il nemico potesse venir favorito da spie e presunti partigiani portò all'arresto di centinaia di persone sospette soprattutto fra il clero copto, ritenuto colpevole di aizzare la popolazione contro gli italiani.
Contemporaneamente all'avanzata di ras Immirù, circa 5 000 uomini del degiac Hailù Chebbedè e 3 000 tigrini agli ordini di due sottocapi di ras Sejum avanzarono su Abbi Addi e dilagarono nel Tembien, nonostante i bombardamenti dell'aeronautica alla quale Badoglio aveva dato l'ordine di rallentare il più possibile l'avanzata nemica. Nel frattempo, a dar supporto ai pochi uomini di Diamanti, il maresciallo spostò l'intera 2ª Divisione eritrea nel Tembien, raggiunta qualche giorno dopo anche dalla 2ª Divisione CC.NN. "28 ottobre" con l'intento di impedire alle forze dei ras Cassa e Sejum di impadronirsi del Uorc Amba e del passo Uarieu, su cui stavano puntando. Il 18 dicembre gli etiopici strinsero la morsa su Abbi Addi, colpendo soprattutto gli italo-eritrei dalla posizione dell'Amba Tzellerè, che fu infruttuosamente attaccata all'alba del 22 dicembre dagli uomini del colonnello Ruggero Tracchia. Gli italiani ripiegarono così su Abbi Addi, che fu incendiata e abbandonata il 27 dicembre, trincerandosi poi su passo Uarieu nonostante i continui attacchi degli etiopi che, ormai, avevano rioccupato tutto il Tembien meridionale.
Di fronte alla vasta azione etiopica dei ras Sejum e Immirù, alla quale si aggiunse l'ampia manovra di ras Mulughietà che si era spinto fino al torrente Gabat a pochi chilometri da Macallé, Badoglio chiese d'urgenza a Roma l'invio di altre due divisioni, ma per tutto gennaio continuò a subire l'azione del nemico limitandosi a logorare l'avversario con ripetuti bombardamenti aerei e con largo impiego di armi chimiche. Dal 22 dicembre al 18 gennaio furono infatti lanciati sulle regioni settentrionali dell'impero oltre 2 000 quintali di bombe caricate a gas, in particolare nella zona del Tacazzè: in questo modo furono indiscriminatamente colpiti soldati e contadini che utilizzavano quelle acque per dissetarsi.

### L'avanzata di Graziani da sud

Il generale Rodolfo Graziani (al centro)

Mentre il generale De Bono preparava la sua avanzata verso Macallè, sul fronte sud il generale Graziani dovette inizialmente rimanere sulla difensiva, principalmente a causa della carenza di automezzi necessari per poter lanciare un'offensiva attraverso le regioni aride dell'Etiopia meridionale. Nonostante l'ordine di limitarsi a una difesa attiva con lo scopo di distogliere forze abissine da eventuali contrattacchi da sud verso le forze di De Bono, il 3 ottobre, mentre questi superava il Mareb, Graziani trasgredì gli ordini e autorizzò l'esecuzione del «Piano Milano»: una serie di piccole puntate offensive lungo tutto il fronte per eliminare i fastidiosi presidi nemici e per saggiarne la resistenza. In una ventina di giorni Graziani occupò i villaggi di Dolo, Oddo, Ualaddaie, Bur Dodi, Dagnerei, Callafo, Scivallè e Gherlogubi, dopo che furono sgombrati a seguito dei bombardamenti aerei preventivi voluti dal generale. Queste incursioni ebbero il loro apice il 10 ottobre con il primo attacco con aggressivi chimici del conflitto contro il villaggio di Gorrahei, che fu successivamente l'obiettivo principale del «Piano Gorizia» iniziato il 28 ottobre. Tuttavia cadde in mano italiana solamente il 6 novembre, soprattutto a causa della pioggia che rallentò l'avanzata. Imbaldanzito dalla facile conquista di Gorrahei, Graziani ordinò al generale Pietro Maletti di lanciarsi all'inseguimento dei fuggiaschi con i reparti autocarrati, un'azione che se da una parte facilitò l'occupazione di Gabredarre e Uaranbad e l'annientamento di alcuni reparti abissini, dall'altra parte rese vulnerabili gli uomini di Maletti all'iniziativa nemica. L'inseguimento infatti si rivelò azzardato e, l'11 novembre, rinforzi etiopici appostati sulle rive del Gerer sotto il comando dell'audace fitautari Guangul Kolase aprirono un fuoco violentissimo contro la colonna di Maletti, il quale dopo tre ore di combattimenti e la perdita di quattro carri leggeri ordinò il ripiegamento su Gabredarre.
Anche se Graziani tentò successivamente di far passare gli scontri avvenuti l'11 novembre come una vittoria per le sue truppe, è innegabile che le forze abissine di ras Destà si comportarono molto bene, essendo tra l'altro anche le meglio istruite ed equipaggiate dell'esercito del negus, nonché guidate da capi giovani, di idee avanzate e molto fedeli all'imperatore, assai diversi per temperamento e cultura dai vecchi ras e degiac che operavano a nord. Dopo questi scontri il fronte sud si immobilizzò quasi completamente; Graziani non si mosse più dalle basi di Gorrahei e Gabredarre per quasi cinque mesi, durante i quali si impegnò solo nell'inutile conquista di Neghelli durante un'azione molto pubblicizzata dalla stampa di regime, ma che in realtà contribuì solo a ritardare il raggiungimento dello scopo primario, costituito dalla penetrazione nella regione dell'Harar. L'occupazione di Neghelli peraltro diede a ras Destà il tempo di rinforzare la sua armata, che cedette le armi solo dopo quasi un anno e mezzo di guerriglia, nel febbraio 1937.

## Le operazioni sul fronte nord

### Riprendono gli scontri nel Tembien

Le direttrici principali della campagna militare italiana in Etiopia dopo il febbraio 1936

Dal suo quartier generale di Dessiè, Hailé Selassié si rese conto fin dalla seconda metà di dicembre che le truppe al fronte cominciavano a logorarsi molto rapidamente per effetto degli scontri e soprattutto dei bombardamenti aerei italiani; ma la cosa che più preoccupava il negus era la mancanza di denaro e di scorte di armi e munizioni nell'impero. I rifornimenti dall'Europa erano del tutto insufficienti e per di più intralciati dalla Francia, che controllava il porto di Gibuti: Parigi aveva infatti stipulato un accordo con Roma, per il quale quest'ultima si impegnava a non bombardare la ferrovia Gibuti-Addis Abeba se i francesi avessero fatto il possibile per ostacolare i rifornimenti all'Etiopia. Di tutto ciò Mussolini era ben informato dal Servizio informazioni militare che intercettava i telegrammi tra il ministro etiopico a Parigi, Uolde Mariam, e il quartier generale di Heilé Selassié in Etiopia, dai quali il Duce poté riferire il 16 gennaio a Badoglio delle difficoltà in cui versava il governo abissino.
Imbaldanzito da queste notizie, il 14 gennaio Mussolini ruppe gli indugi telegrafando al maresciallo Badoglio l'ordine di riprendere l'iniziativa al più presto; la prudenza di Badoglio, infatti, stava causando diversi malumori sia a Roma sia tra le truppe dislocate nel Corno d'Africa, stanche dell'inattività e del continuo scavare postazioni difensive. Paradossalmente, già nella prima decade del gennaio 1936, il generale era ormai in grado di sferrare un nuovo attacco, ma la sua eccessiva prudenza gli fece perdere l'occasione e nel momento in cui si apprestò a dare gli ultimi ritocchi al suo piano d'avanzata gli uomini di ras Cassa e ras Sejum si misero in movimento nel Tembien, cogliendo gli italiani nuovamente alla sprovvista. Il piano degli abissini era essenzialmente il proseguimento delle manovre di dicembre: le truppe di Hailé Selassié mirarono quindi a isolare Macallé e spezzare in due lo schieramento italiano, utilizzando gli uomini di ras Mulughietà per tenere occupato il III Corpo d'armata italiano mentre ras Cassa e ras Sejum avrebbero sfondato i valichi di Abarò e Uarieu per aprirsi un varco nel Tembien e accerchiare le forze avversarie, consentendo allo stesso tempo a ras Immirù di attaccare il campo trincerato di Adua-Axum con il proposito di avanzare in Eritrea. Secondo Del Boca, però, il piano etiopico ebbe il grave difetto di essere troppo vasto e velleitario per un esercito appiedato e schierato su un fronte di circa 250 chilometri, con quattro armate che operavano disgiuntamente senza un servizio radio adeguato, munizioni razionate e con le colonne di rifornimento che potevano muoversi solo di notte per non incappare negli attacchi aerei italiani.

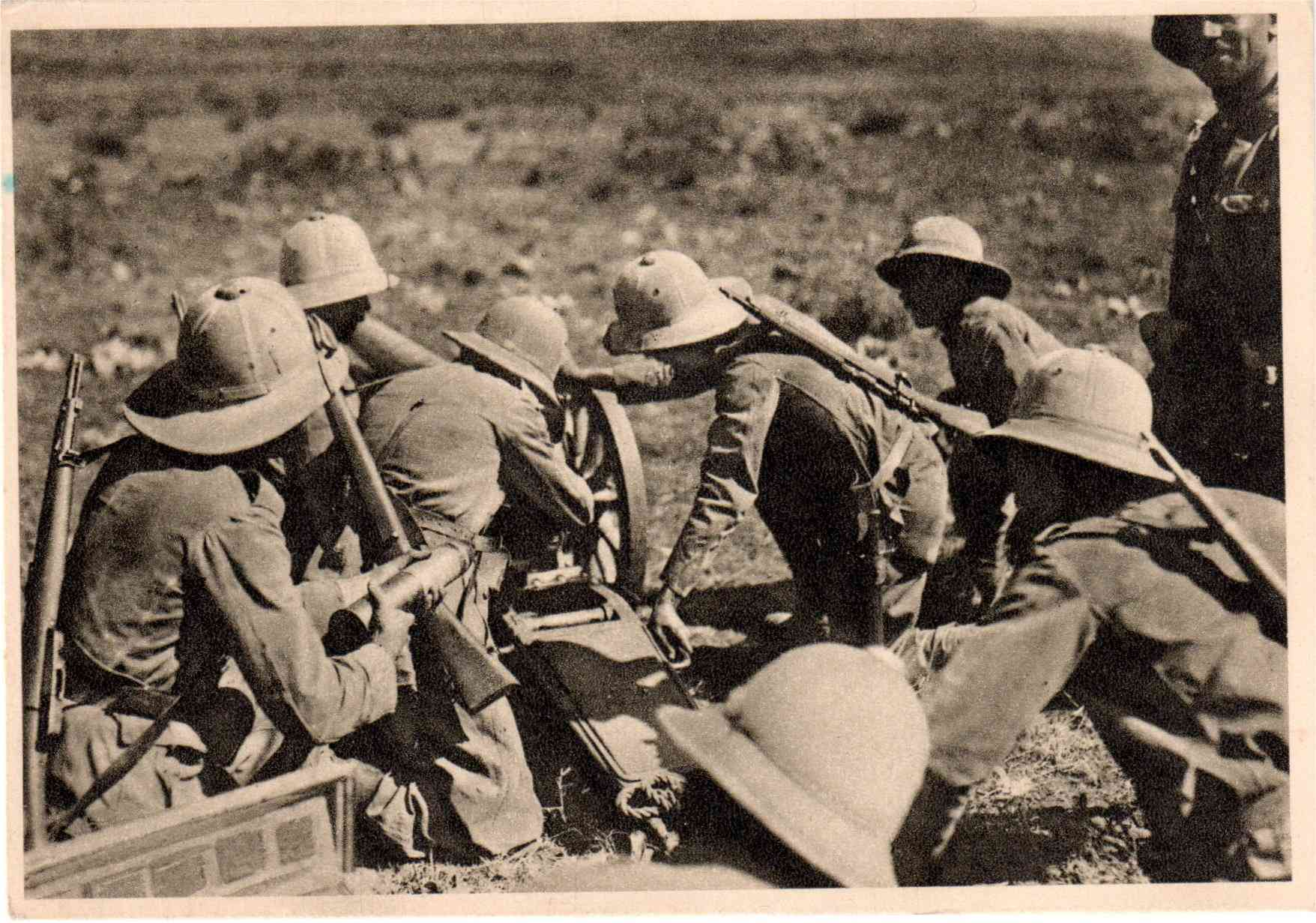
Serventi d'artiglieria della Divisione della Milizia "28 Ottobre"

Intuito il pericolo, Badoglio decise di prevenire l'attacco nella convinzione di poter immobilizzare facilmente le armate dei ras Cassa e Sejum per poi spingersi a sud di Macallè contro ras Mulughietà. Il 19 gennaio il III Corpo d'armata avanzò quindi da Macallé verso la zona di Negaidà e Adi Debrì, in modo da dominare la valle del fiume Gabat e sbarrare la strada a ras Mulughietà, mentre parte del II Corpo d'armata fu spostato all'estrema sinistra dello schieramento verso Af Gagà, con l'intento di bloccare ras Immirù. Con queste due mosse Badoglio volle mettere in sicurezza le ali del suo schieramento e attuare la sua manovra a tenaglia contro le armate centrali di Cassa e Sejum, che iniziò il 20 gennaio. L'offensiva di Badoglio nel Tembien provocò una vivace reazione degli etiopici lungo tutto il fronte, tanto che il giorno seguente una colonna di camicie nere al comando del generale Diamanti, che aveva oltrepassato passo Uarieu ignorando le disposizioni di Badoglio, fu circondata e falcidiata dalle forze abissine: la colonna fu salvata dalla distruzione totale solo per la reazione degli àscari del XII Battaglione intervenuti in suo soccorso e, in serata, poté ricongiungersi con la divisione "28 Ottobre". L'iniziale azione vittoriosa imbaldanzì gli etiopici e ras Cassa ordinò di attaccare sia passo Uarieu sia passo Abarò; per l'azione richiese truppe a ras Mulughietà che tuttavia, con un pretesto, non gliene fornì: nonostante i violenti attacchi che per diverse ore tennero Badoglio in apprensione, la "28 Ottobre" riuscì a resistere costringendo le forze di ras Cassa a ritirarsi sotto gli attacchi dell'aeronautica, che colpì i nemici anche con l'iprite. Il 24 mattina la prima battaglia del Tembien poté dirsi conclusa con un nulla di fatto e, nonostante le forti critiche verso Badoglio, Mussolini decise di rinnovare la fiducia al maresciallo, il quale iniziò i preparativi per un grande attacco a febbraio.

### L'attacco al massiccio dell'Amba Aradam

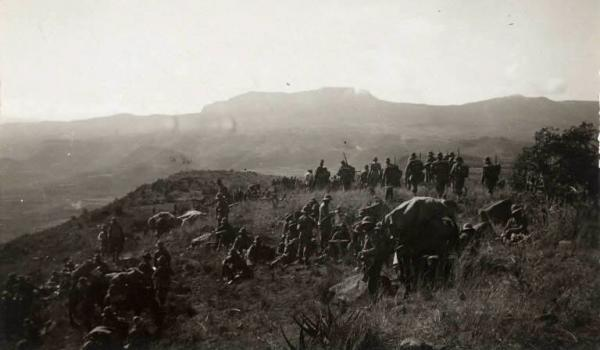
Truppe italiane avanzano sull'Amba Aradam, visibile in secondo piano

Ai primi di febbraio si giunse alla situazione voluta da Badoglio: la penetrazione etiopica nello Scirè e nel Tembien era bloccata, e nella piana di Macallè furono concentrate sette divisioni, 280 cannoni, 170 aerei, migliaia di automezzi e costruiti grossi magazzini per rifornire di viveri e materiali le forze combattenti. Le forze nemiche di ras Mulughietà, concentrate sull'Amba Aradam (un bastione di 2756 metri sul livello del mare, esteso per circa 8 chilometri da est a ovest e 3 chilometri da nord a sud), potevano contare circa 40 000 uomini con un discreto numero di mitragliatrici e qualche cannone di piccolo calibro, ma erano afflitte da grossi problemi di rifornimento. Badoglio, cosciente di avere a disposizione forze soverchianti e sicuro del successo, il 9 febbraio convocò al suo quartier generale di Endà Iesus i giornalisti fino ad allora relegati ad Asmara e il giorno successivo diede il via all'attacco.
Poco prima dell'alba il I Corpo d'armata del generale Ruggero Santini e il III Corpo d'armata del generale Ettore Bastico iniziarono la loro manovra di accerchiamento del massiccio dell'Amba Aradam sotto un temporale battente. L'armata di ras Mulughietà si fece vedere solamente il 12 febbraio, quando sulla sinistra dello schieramento italiano impegnò duramente le camicie nere della "3 Gennaio" al comando del generale Traditi, colpendo gli italiani con violenti assalti all'arma bianca appoggiati da mitragliatrici e pezzi da 47 mm nella zona di Taga Taga. Sulla destra gli etiopici attaccarono con estrema forza e determinazione anche il III Corpo, impegnando seriamente la divisione "Sila" del generale Bertini sui costoni di Dansà-Bet Quinàt con l'obiettivo di ricacciarla oltre il Gabat. Per tutto il giorno gli etiopici contesero agli uomini della "Sila" il possesso del Dansà, primo gradino verso l'Amba Aradam, ma le mitragliatrici italiane respinsero efficacemente i ripetuti assalti nemici, tanto che a fine giornata Badoglio fu in grado di dichiarare che gli attacchi etiopici «pur essendo condotti con estrema decisione, non mettevano in evidenza la presenza di un unico concetto, né una proficua azione di comando. Essi inoltre erano effettuati con forze relativamente esigue, indubbiamente assai inferiori a quelle di cui ras Mulughietà avrebbe potuto disporre». Difatti, oltre a non poter disporre di mezzi tecnologici utili a comunicare con gli altri comandanti, Mulughietà, barricato in una grotta quasi in cima all'Amba Aradam, fu vittima della logorante azione di martellamento che l'artiglieria italiana mise in atto contro il massiccio; durante tutta la battaglia i cannoni italiani spararono nell'area 22 908 colpi, comprese molte granate da 105 mm caricate ad arsina, mentre gli apparecchi aerei sganciarono ben 3 960 quintali di bombe, quasi un terzo di tutto l'esplosivo lanciato durante il conflitto.

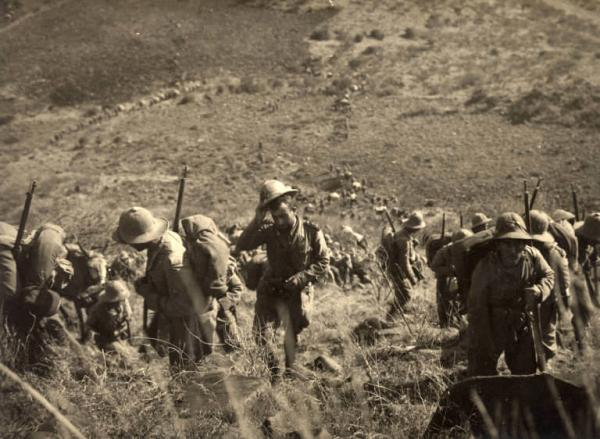
Uomini della Divisione "Sila" si inerpicano sull'Amba Aradam

Tra il 13 e il 14 febbraio gli italo-eritrei si attestarono stabilmente sulle posizioni raggiunte e iniziarono a preparare l'assalto finale, mentre le forze abissine quasi non riuscivano a contrapporre alcun'azione offensiva. La mancanza di mezzi adeguati a una guerra moderna si fece sentire tra le file etiopiche: «loro combattono coi fucilacci a polvere nera e con qualche mitragliatrice; disgraziati» annotò il giornalista Cesco Tonelli, il quale aggiunse: «Tutto il nostro apparecchio offensivo è ormai svelato; è potente. Se sorprende noi [...] figurarsi gli abissini, sui quali si avventa tutto quel metallo». Se le forze a disposizione di Badoglio erano nettamente superiori, da parte etiopica l'imperatore fu informato dell'offensiva italiana soltanto l'11 e, dal suo quartier generale, non riuscì nemmeno a coordinare le sue quattro armate a nord; l'unico dispaccio che riuscì a far arrivare a destinazione era diretto a ras Cassa, nel quale gli si ordinava di dirigersi il più rapidamente possibile e con tutte le sue forze sul fianco destro dello schieramento italiano, in modo tale da tagliare fuori le forze al comando di Bastico: ma l'ordine arrivò a destinazione solo la sera del 15 febbraio quando Mulughietà aveva già disposto la ritirata. Infatti dalle 07:00 del 15 febbraio, i due corpi d'armata italiani ripresero la loro avanzata con un'azione a tenaglia diretta verso Antalò, a sud del massiccio montuoso e, nonostante la decisa resistenza nemica, verso sera i due corpi d'armata si ricongiunsero dietro l'Amba Aradam, mentre gli etiopici si stavano ritirando caoticamente verso l'Amba Alagi e Socotà. Il 16 Badoglio ordinò che i resti dell'armata di Mulughietà fossero bersagliati dall'aviazione, la quale martellò senza tregua gli abissini fino al giorno 19, quando il maresciallo dichiarò concluse le operazioni che portarono alla conquista dell'Amba Aradam e all'annientamento quasi completo dell'armata di ras Mulughietà. Questi trovò la morte il 26 febbraio, colpito dalla raffica di mitragliatrice di un aereo, mentre attaccava con i suoi uomini una banda di Azebo Galla (truppe mercenarie etiopiche al soldo degli italiani) per vendicare l'uccisione del figlio.

### Seconda battaglia del Tembien

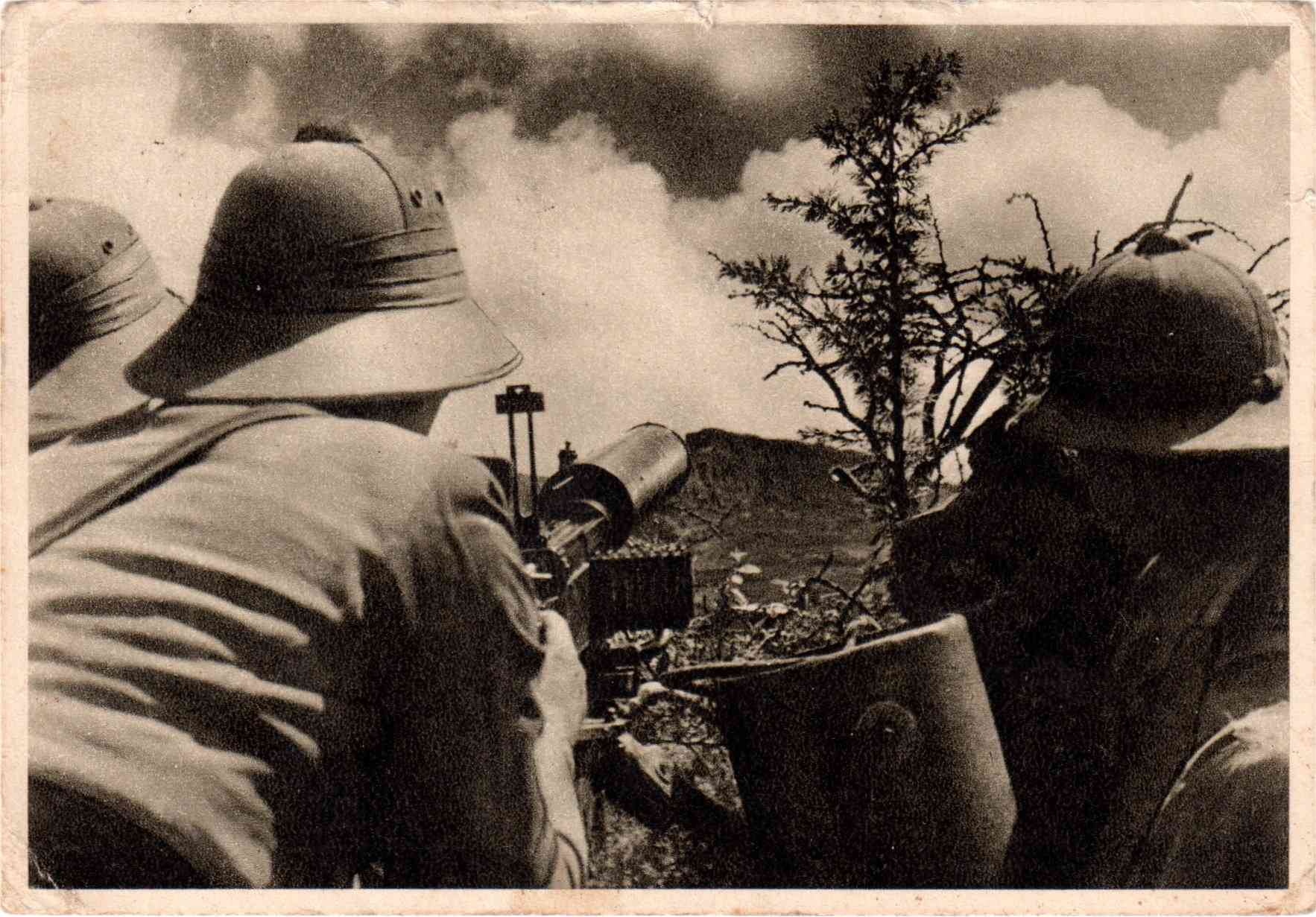
Soldati italiani nel Tembien armati di mitragliatrice Fiat-Revelli Mod. 1914

Mentre l'attacco all'Amba Aradam si avviava alla conclusione, Hailé Selassié lasciò il quartier generale di Dessiè il 20 febbraio diretto a Cobbò nella speranza di recuperare gli sbandati e i fuggiaschi delle armate di Mulughietà lungo il tragitto, e ricongiungersi con le armate di ras Cassa e ras Sejum alle quali aveva ordinato di ripiegare dal Tembien verso l'Amba Alagi. Tuttavia quando giunse a Cobbò l'imperatore poté solo apprendere una serie di cattive notizie fino ad allora a lui sconosciute: ras Mulughietà e i figli erano morti assieme ad altri fidati degiac, gli Azebo Galla erano in aperta rivolta, l'Amba Alagi il 28 era stato occupato dagli italiani senza colpo ferire, le armate di ras Cassa e Sejum erano ormai avvolte dalla manovra a tenaglia che Badoglio aveva organizzato dopo la vittoriosa avanzata verso l'Amba Aradam. Hailé Selassié dovette prendere atto anche dei gravi episodi di diserzione tra le truppe e, ancor più grave, tra alcuni degiac che lo tradirono o si rivelarono codardi. Il 3 marzo comunque l'imperatore raggiunse Quoram, dove rimase fino al 20 marzo cercando di raccogliere tutte le forze possibili per sferrare quella che secondo le sue intenzioni sarebbe stata la battaglia risolutiva sul fronte nord.
Intanto Badoglio, imbaldanzito dalla vittoria dell'Endertà e fiducioso sul prosieguo delle operazioni, decise di non perdere tempo nel tentativo di liquidare il prima possibile anche le armate congiunte di ras Cassa e Sejum, e quella di ras Immirù che era sulla difensiva nello Scirè. Il maresciallo disponeva ora di un'imponente massa d'urto di circa 300 000 uomini, ai quali gli etiopici potevano contrapporre appena 60 000 combattenti, compresi i resti dell'armata distrutta di ras Mulughietà, provati dalla lotta, mal riforniti e praticamente senza assistenza sanitaria. La superiorità delle forze italiane era ormai schiacciante sotto tutti i punti di vista e Badoglio decise di impostare una rapida battaglia di annientamento attaccando i ras Cassa e Sejum con una manovra a tenaglia, in modo da isolare e distruggere le due armate prima di volgersi contro l'ultima armata nemica, quella di ras Immirù. Per prima cosa Badoglio ordinò al III Corpo d'armata di Bastico di muovere dalle postazioni appena conquistate dell'Amba Aradam verso Gaelà, alle spalle delle forze di ras Cassa e Sejum per tagliar loro così l'unica via di ritirata; contemporaneamente fece calare verso sud il Corpo d'armata eritreo di Pirzio Biroli, attestato nei passi Uarieu e Abarò, in modo tale da chiudere in una sacca le forze nemiche.

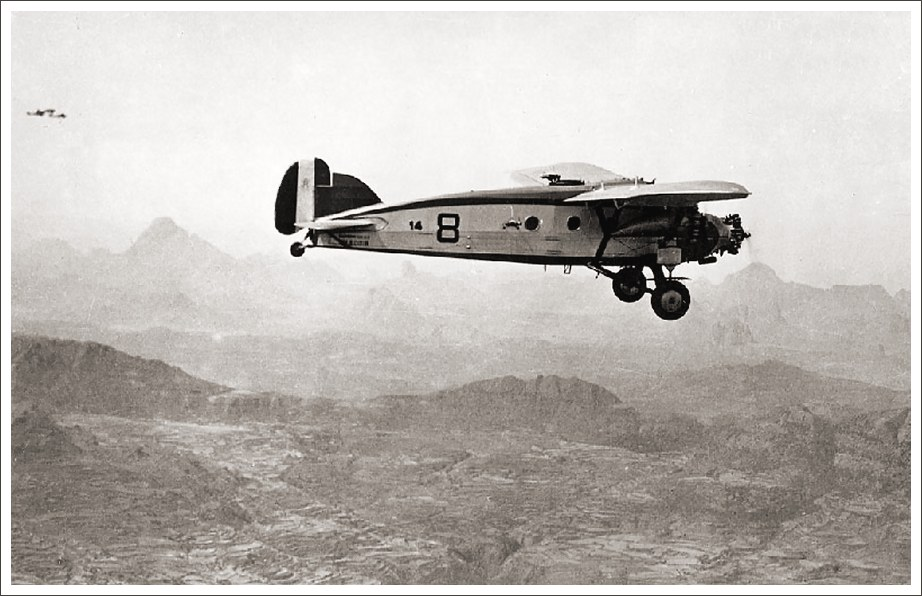
Un Caproni Ca.101 in volo

Se tra le file dell'esercito invasore tutti gli ingranaggi organizzativi e logistici sembravano ormai oliati alla perfezione, tra le file etiopiche regnava il caos più completo. Il vecchio ras Cassa era ancora intimamente convinto che in uno scontro decisivo all'arma bianca i suoi uomini sarebbero usciti vittoriosi ma, venuto a conoscenza dei primi movimenti di Bastico, il 22 febbraio telegrafò a Hailé Selassié comunicando tutta la sua incertezza sul da farsi. Infatti, nonostante l'ordine di ritirarsi su Amba Alagi entro il 25 febbraio, ras Cassa tergiversò per oltre due giorni tentato dall'idea di ricongiungersi a ras Immirù per marciare su Adua; proprio questa indecisione consentì a Santini di occupare l'Amba Alagi il 28 febbraio, senza che né Sejum né Hailé Selassié se ne rendessero conto, convinti che quelle zone fossero ancora sotto controllo di Mulughietà che non sapevano essere morto e con le truppe ormai sbandate molto più a sud.
Di tutte queste incertezze e carenze era ben al corrente Badoglio il quale, informato grazie al servizio intercettazioni, all'alba del 27 febbraio ruppe gli indugi e ordinò l'inizio dell'avanzata lungo tutto il fronte d'attacco. Le truppe di Pirzio Biroli si trovarono subito dinanzi al difficile compito di occupare l'altura di Uorc Amba, che con i suoi torrioni dominava la valle del Belès e quindi l'unico accesso al villaggio di Abbi Addi dove, secondo il piano operativo di Badoglio, avrebbero dovuto congiungersi i due corpi d'armata il giorno 29. L'altura fu conquistata solo al tramonto dopo aver piegato l'accanita resistenza dei difensori, consentendo agli italo-eritrei di proseguire la marcia il giorno seguente; dall'altro lato dello schieramento il generale Bastico, dopo aver superato il Ghevà, in serata poté attestarsi sulle alture di Debuk schierando la Divisione "23 Marzo" a destra e la 1ª Divisione eritrea a sinistra. Il 28 febbraio l'avanzata riprese: il primo a muoversi fu Bastico che, con le due divisioni affiancate, entrò in contatto alle 9:00 con le prime forze nemiche, le quali intorno a mezzogiorno ripiegarono verso Abbi Addi e sull'Amba Tzellerè, martellate dell'aeronautica e sotto il tiro delle artiglierie divisionali. Sfruttando il rapido successo, il generale continuò l'inseguimento delle truppe in ritirata fino ai margini di Abbi Addi. A nord Pirzio Biroli cominciò dopo mezzogiorno la sua avanzata da passo Uarieu lungo la strada fatta da Diamanti un mese prima; dopo aver superato la valle del Balès vi furono i primi scontri con gli uomini di ras Cassa, i quali verso sera si ritirarono caoticamente abbandonando armi e materiali di ogni genere. Nella notte, ubbidendo finalmente agli ordini dell'imperatore, ras Cassa ordinò il ripiegamento generale, ma era ormai troppo tardi e il 29 mattina circa un terzo della sua armata si trovò accerchiata dagli uomini di Bastico e Pirzio Biroli, che si erano ricongiunti a circa tre chilometri a ovest di Abbi Addi. Al calar della sera la seconda battaglia del Tembien poté dirsi conclusa e, tra il 1º e il 6 marzo, si svolsero le operazioni di rastrellamento degli etiopici rimasti nella sacca. Ben pochi trovarono scampo ma, tra i fuggiaschi, vi furono i degiac Hailù Chebbedè e Mescescià Uoldiè, che divennero poi tra i più autorevoli capi della resistenza.

### La rioccupazione dello Scirè
Mentre era ancora in pieno svolgimento la battaglia nel Tembien, Badoglio, accusato per settimane di eccessiva cautela, cercò di accelerare i tempi e dimostrare che il periodo di inattività era servito ad accumulare un ragguardevole potenziale militare. Il 28 febbraio diede quindi disposizioni affinché il II Corpo d'armata del generale Pietro Maravigna di stanza ad Axum e il IV Corpo d'armata, al comando del generale Ezio Babbini e proveniente dal Mareb a un centinaio di chilometri a nord, convergessero congiuntamente nello Scirè per dare la caccia all'armata di ras Immirù. Nei piani del maresciallo, il II Corpo avrebbe dovuto attaccare frontalmente e far retrocedere l'avversario mentre il IV Corpo avrebbe attaccato sui fianchi. Il 29 i due corpi d'armata si misero in marcia. Maravigna incontrò subito una forte resistenza da parte delle forze di ras Immirù il quale, unico comandante etiopico ad aver organizzato un efficiente servizio di informazioni, conosceva perfettamente le posizioni e le manovre del II e del IV Corpo; quest'ultimo si era messo in movimento a sorpresa il 20 febbraio, dopo che fino ad allora si era limitato a sbarrare la strada verso Asmara ai guerriglieri etiopici che imperversavano in tutto lo Scirè e minacciavano l'Eritrea.

Un reparto di àscari eritrei schierato: in testa indossano il tipico fez

Ras Immirù intuì la manovra a tenaglia di Badoglio, e decise di ripiegare sul Tacazzè (oltre il quale aveva fatto costruire nuove strade) in due tempi, in modo tale da lasciare una retroguardia a fronteggiare Maravigna per consentire al grosso delle sue truppe di ritirarsi durante la notte al riparo dall'onnipresente aviazione italiana. Le avanguardie del II Corpo, forte di quasi 30 000 uomini, nella loro marcia verso Selaclalà iniziarono a combattere contro la retroguardia di ras Immirù, che li impegnò in furibondi scontri per almeno dodici ore, tanto da rendere molto delicata la situazione del II Corpo i cui uomini poterono riprendere la marcia solo il 2 marzo, lasciando quasi due giorni interi alle truppe di Immirù per continuare il ripiegamento. Nel frattempo i 17 000 uomini del IV Corpo si erano messi in marcia troppo tardi per agganciare le truppe etiopiche contemporaneamente all'attacco del II Corpo, ancora lontano, e ras Immirù poté superare il Tacazzè con i suoi 10-12 000 uomini annullando così la manovra di Badoglio. L'avanzata italiana ricominciata il 2 marzo progredì lentamente a causa della strenua resistenza abissina, che suscitò l'ammirazione sia di Badoglio sia di Adalberto di Savoia-Genova, al comando della Divisione "Gran Sasso" situata sulla destra dello schieramento italiano, il quale scrisse: «La tenacia con cui gli armati di ras Immirù resistettero per tre giorni e la violenza dei contrattacchi, dimostrarono come quegli Amhara fossero particolarmente agguerriti nello spirito». Solo il coordinato concentramento di artiglieria, aviazione e, per la prima volta, dei lanciafiamme, consentì agli italo-eritrei di neutralizzare le ultime forze abissine a difesa di Selaclalà e del passo Af Gagà situato poco oltre, dal quale le forze di Maravigna poterono iniziare l'inseguimento di ras Immirù. Nel frattempo il IV Corpo aveva continuato a muoversi ed era giunto in vista di Selaclalà solo il 6 marzo, rallentato più dall'asprezza del territorio e dalle temperature torride che dalle azioni di disturbo delle truppe abissine: comunque troppo tardi per prendere parte all'inseguimento.
Badoglio, vistasi sfuggire l'armata di ras Immirù, e dubitando che l'azione del II Corpo potesse dare buoni risultati, diede l'immediato ordine all'aviazione di adoperare tutti i mezzi e le armi disponibili per dare la caccia alle forze nemiche. Centoventi caccia e bombardieri tra il 3 e il 4 marzo tempestarono gli armati abissini con 636 quintali di esplosivi, bombe all'iprite e incendiarie, decimando le truppe di Immirù che ebbe tra le 3 000 e le 5 000 perdite nelle file della sua armata, ormai ridotta a metà degli effettivi. Nonostante la manovra a tenaglia si fosse rivelata un insuccesso, le forze italiane poterono contare sulla loro enorme superiorità tecnologica per infliggere una definitiva sconfitta all'armata di ras Immirù e rioccupare lo Scirè, in quella che Badoglio definì «la grande battaglia strategica del Tigrai» che aveva portato alla distruzione dell'ultima armata del fronte nord, dissoltasi «sotto l'azione costante dell'aviazione, svolta specialmente sui passaggi obbligati del Tacazzè e sulle difficili e ben individuate mulattiere nell'impervio Semien».

### La battaglia finale di Mai Ceu

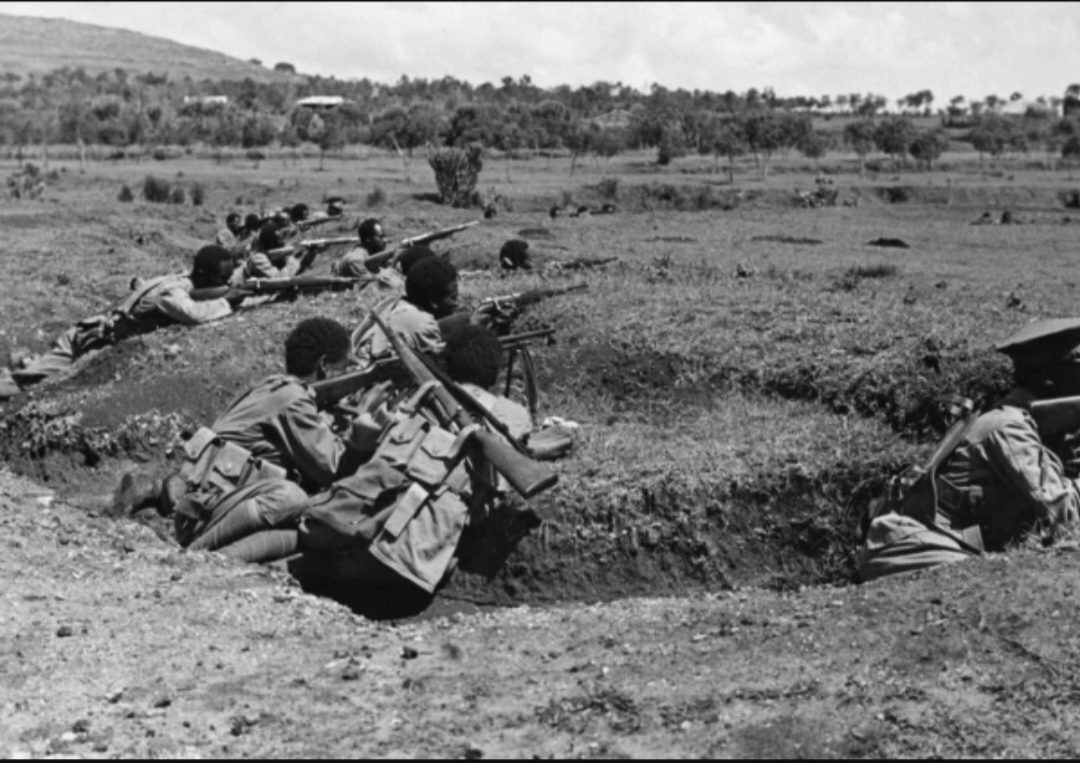
Regolari etiopi in trincea

Dopo la conclusione del ciclo di battaglie vittoriose nel Tigrè, le sorti della guerra divennero inequivocabilmente favorevoli agli italiani i quali, mentre le armate etiopiche arretravano quasi del tutto distrutte o allo sbando, si organizzarono per l'assalto finale. Il I Corpo e il Corpo d'armata eritreo furono diretti verso la conca di Mai Ceu, per affrontare il negus, e il III Corpo, suddiviso in diverse colonne, per tutto marzo fu impegnato nell'occupazione di Gondar, Debarèc, Socotà, Caftà, Noggara, Adb el Rafi e Sardò. Il monarca poteva contare su appena 30-35 000 uomini, dislocati principalmente sulla direttrice che dal Tembien portava alla capitale Addis Abeba, con i quali decise di affrontare il nemico in una battaglia campale risolutiva dell'intero conflitto, seguendo così la tradizione etiopica secondo la quale l'imperatore doveva essere al comando delle truppe durante gli scontri conclusivi e, in caso di sconfitta, avrebbe dovuto perdere la vita combattendo. Hailé Selassié probabilmente volle essere all'altezza dei suoi avi in un momento cruciale per il suo paese e organizzò l'attacco per il 31 marzo, giorno di San Giorgio, reputato più opportuno per motivi religiosi rispetto al giorno originario, ossia il 29. Questa scelta fu dettata, oltre che dalla tradizione, anche da alcune informazioni ricevute il giorno 20, che davano giunte a Mai Ceu solo poche migliaia di soldati italiani: il negus decise quindi di attaccare immediatamente per riportare un successo anche solo parziale; ciò gli avrebbe permesso di salvare l'onore e ritirarsi verso Addis Abeba in concomitanza con la stagione delle piogge, che avrebbe favorito la resistenza delle armi abissine.
Secondo queste intenzioni, il 20 l'imperatore lasciò Quoram diretto sull'Amba Aià a pochi chilometri dalle truppe italiane, dove il 22 incontrò i dignitari etiopici per discutere sul da farsi. Nonostante la volontà di Hailé Selassié di attaccare immediatamente, questi trovò un atteggiamento molto prudente tra i vecchi capi dell'esercito, i quali rallentarono l'operazione con inutili e sterili discussioni, tanto che il giorno 26 il negus fu informato che al presidio italiano di Mai Ceu era ormai giunti molti uomini ed era stato preparato un solido campo trincerato. Rompendo gli indugi Hailé Selassié decise che l'attacco sarebbe iniziato il 31 marzo, quando i suoi 31 000 soldati suddivisi in tre colonne sarebbero partiti all'attacco di Mai Ceu, dove si erano attestati circa 40 000 soldati del I Corpo di Santini e del Corpo d'armata indigeno di Pirzio Biroli, sostenuti da un volume di fuoco nettamente superiore a quello a disposizione dell'imperatore. Questi continui rinvii si rivelarono fatali per le sorti della battaglia e consentirono alle forze italiane di rinforzare il fronte di Mai Ceu, all'aviazione di continuare la sua opera di bombardamento, al servizio informazioni di intercettare i dettagli e gli schieramenti del nemico (indebolito peraltro dalle diserzioni), togliendo a Badoglio ogni dubbio circa il prosieguo della campagna. Fino a metà marzo il maresciallo si dimostrò particolarmente preoccupato circa la possibilità che, dopo la sconfitta nello Scirè, l'imperatore si ritraesse con la sua armata a sud oltre Dessiè, costringendo le forze italiane a iniziare un lungo inseguimento che avrebbe esteso paurosamente le linee di rifornimento e ritardato di parecchi mesi la fine del conflitto. Il 21 marzo, però, Badoglio apprese che il negus era giunto al passo di Agumbertà diretto su Mai Ceu: ogni dubbio scomparve nella mente del maresciallo, il quale comunicò a Mussolini «sia che il Negus attacchi, sia che attenda il mio attacco, la sua sorte è ormai decisa: egli sarebbe stato completamente battuto».

Soldati italiani dopo l'occupazione di Gondar; da notare l'ironico cartello alle loro spalle

Nel frattempo, mentre i due eserciti si organizzavano per affrontare lo scontro decisivo a Mai Ceu, il 15 marzo il segretario del partito Achille Starace diede inizio alla sua personalissima marcia su Gondar, partendo da Asmara con una colonna di 3 348 camicie nere e bersaglieri, 500 automezzi carichi di viveri e 6 pezzi d'artiglieria. Dopo un'avanzata di oltre 300 chilometri lungo un vecchio percorso tracciato nel 1906 dall'ufficiale Malugani, il 1º aprile Starace entrò nella città santa di Gondar senza aver sostenuto nemmeno uno scontro con le truppe abissine. Ciò fu dovuto soprattutto al fatto che il ras che controllava la zona, Ajaleu Burrù, era stato comprato dagli italiani e che, per proteggere Starace e facilitarne l'impresa, oltre alle truppe eritree del generale Cubeddu (mandate in avanscoperta lungo tutto il percorso per neutralizzare anticipatamente eventuali assalitori) Badoglio aveva dato ordine a due squadriglie aeree di vigilare sulla colonna per tutta la durata della marcia. Nemmeno il comando supremo perse mai il contatto radio con le truppe di Starace, le quali godevano di particolari privilegi e intorno alle quali si sarebbe dovuto creare un alone di entusiasmo che «ridondasse a vantaggio del partito». Favorito dal collasso degli eserciti abissini, Starace continuò la sua avanzata raggiungendo dapprima il lago Tana, proseguì poi verso Bahar Dar (24 aprile), Debre Tabor (28 aprile), fino alle rive del Nilo Azzurro e quindi a Debrà Marcòs, che fu raggiunta il 20 maggio dopo una marcia di 1700 chilometri.

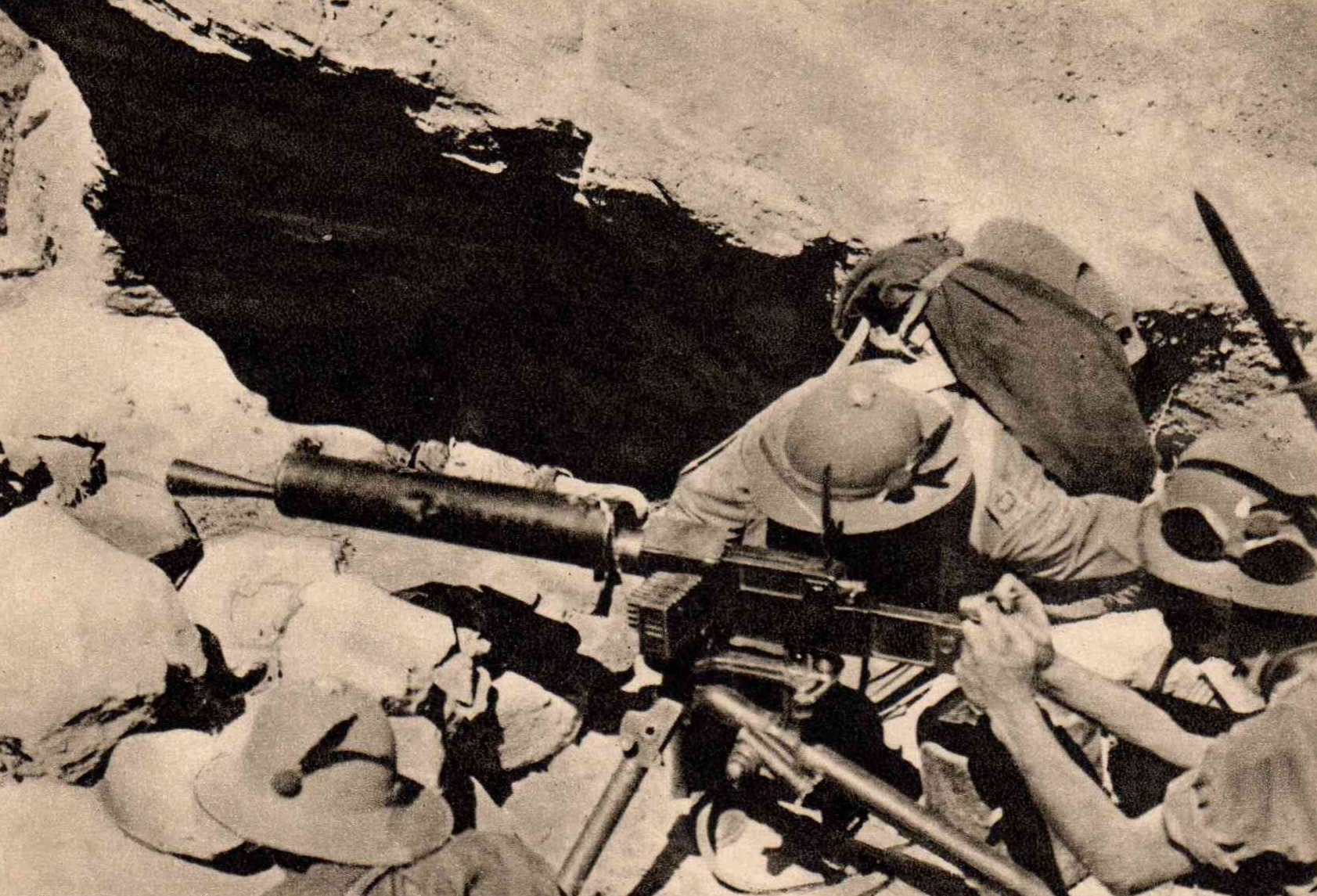
Alpini tra le rocce dell'Amba Aradam azionano una Fiat-Revelli Mod. 1914

Nella seconda metà di marzo Badoglio spostò verso sud la 5ª Divisione alpina "Pusteria" e la 1ª e 2ª Divisione eritrea, con l'intento di dislocarle lungo la piana antistante il villaggio di Mai Ceu unitamente a una divisione di fanteria, una di camicie nere e affrontare ciò che rimaneva dell'esercito nemico non prima del 6 aprile. Al momento dell'attacco solo gli alpini e gli eritrei erano in linea: furono costoro che alle 5:45 del 31 marzo dovettero combattere le colonne etiopiche durante l'atto conclusivo del conflitto. Fin da subito gli uomini del negus, nel tentativo di aggirare da destra lo schieramento italiano, attaccarono le trincee italiane sul passo Mecan e sull'Amba Bohorà tenuti dagli alpini, i quali si trovarono accerchiati e in grosse difficoltà; solo nella tarda mattinata partì il contrattacco dei reparti eritrei per sbloccare la situazione della "Pusteria", rimasta nel frattempo a corto di munizioni. L'urto dell'attacco etiopico presto si affievolì, le munizioni iniziarono subito a scarseggiare (le retrovie e le carovane di rifornimenti diventarono il bersaglio preferito della Regia Aeronautica durante tutto marzo) e Hailé Selassié fu costretto a inviare i suoi reparti migliori, sei battaglioni della guardia imperiale. L'attacco di tali unità fu intensissimo e per circa tre ore impegnò il corpo d'armata eritreo; quest'ultimo resse l'urto lungo tutta la linea nonostante gli intensi e ripetuti attacchi nemici, che si susseguirono fino alle 16:00, quando l'imperatore diede l'ordine di sferrare un ultimo grande assalto alla linea di Mai Ceu. Alimentate da forze fresche, tre colonne etiopiche attaccarono l'intero fronte concentrandosi sul punto di giunzione fra la 1ª e la 2ª Divisione eritrea dove, avendo conquistato alcune trincee, gli etiopici cercarono di infiltrarsi per allargare la breccia e puntare su Mai Ceu. Tuttavia alle 18:00 l'attacco si esaurì e Hailé Selassié, dopo aver constatato l'impossibilità di tenere le posizioni conquistate, ordinò il ripiegamento su una collina a poca distanza dal fronte. Gli italiani nel frattempo, aspettandosi un nuovo attacco il giorno seguente, lavorarono febbrilmente tutta la notte per rinforzare le posizioni e racimolare quante più munizioni possibili: le scorte di proiettili erano ormai ridotte al lumicino anche tra le loro file.
All'alba del 1º aprile gli scontri ripresero con velleitari attacchi etiopici, ma la carenza di vettovagliamento e munizioni influì negativamente sullo slancio offensivo e i vari assalti portati durante i primi due giorni di aprile furono facilmente contenuti dalle truppe eritree e dagli alpini. Il 3 aprile i due corpi d'armata italiani iniziarono a contrattaccare, preceduti dagli irregolari Azebo Galla che attaccavano le truppe etiopiche in ritirata. In tarda serata Hailé Selassié ordinò ai rimanenti 20 000 uomini la ritirata generale verso la piana del lago Ascianghi e le alture di Quoram. Fu proprio in questo frangente che l'imperatore si rese conto che la sua armata era ormai in disfacimento. L'azione dell'aviazione non lasciò scampo agli etiopici, i quali il 4 aprile si fecero incautamente intercettare in pieno giorno dai caccia italiani proprio nella conca del lago Ascianghi, dove iniziò un vero e proprio tiro al bersaglio. Oltre 700 quintali di bombe (anche all'iprite) furono sganciate sulle colonne in rotta, che dovettero subire anche gli attacchi degli Azebo Galla che, dai rilievi attorno, sparavano sui feriti e su coloro che rimanevano indietro, per poi scendere a spogliarli e mutilarli. Intorno alle 17:30 i primi battaglioni della 1ª Divisione eritrea giunsero sulle alture di Macarè, che dominavano il lago, e dalle quali l'artiglieria italiana per alcune ore si accanì sulle retrovie delle truppe in ritirata, prima di organizzarsi per l'ulteriore avanzata verso Dessiè. La cittadina fu quindi occupata dalle forze eritree il 15 aprile, mentre Hailé Selassié, scortato da un esiguo numero di armati e accompagnato da dignitari e persone di corte, si era ormai spostato nella città santa di Lalibela che lasciò qualche giorno dopo per continuare la ritirata verso Addis Abeba, raggiunta la sera del 30 aprile.

## Le operazioni sul fronte sud

### La marcia su Neghelli

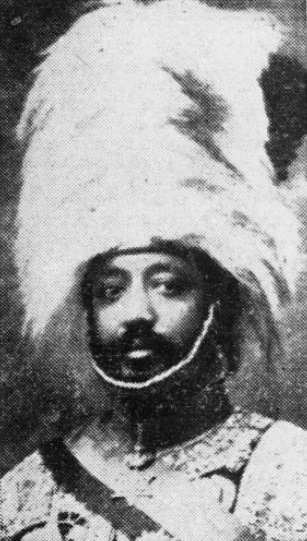
Ras Destà in uniforme da parata

Fin dal principio, i progetti e i piani operativi dell'intera campagna avevano relegato il fronte sud a un ruolo secondario di copertura; nonostante ciò il generale Rodolfo Graziani cercò in ogni modo, riuscendovi, di tramutare in attiva un'impostazione prettamente difensiva. Dopo le prime avanzate di ottobre e novembre e la conquista di Neghelli, la situazione al fronte sud subì un forzato arresto a causa delle insidie del territorio, delle temperature elevate e della scarsità di viveri, acqua e mezzi. Tale situazione peggiorò nell'aprile 1936 a causa dell'inizio della stagione delle piogge, che rallentò l'avanzata di Graziani e la conquista degli obiettivi principali, Harar e Dire Daua.
Mentre i ras Sejum e Cassa avanzavano nel Tembien meridionale, ras Immirù riconquistava parte dello Scirè e ras Mulughietà consolidava le sue posizioni nei pressi di Macallè, anche l'armata di ras Destà sul fronte meridionale era giunta a contatto con le difese esterne del campo trincerato di Dolo, dopo una marcia di circa 800 chilometri attraverso le aride regioni del Sidamo e del Borana. Lo scopo del genero dell'imperatore era quello di alleggerire la pressione italiana nell'Ogaden facendo convergere su di sé il grosso delle forze di Graziani, delle quali Destà conosceva solo vagamente la consistenza grazie alle informazioni fornitegli da Sergio Costante, un disertore che raggiunse le file etiopiche: da questi apprese che in Somalia vi erano circa 12 000 soldati nazionali e somali, 3 000 autocarri, 50 carri armati e 30 aeroplani. Effettivamente le forze a disposizione di Graziani erano modeste, ma ras Destà per giungere a Dolo aveva dovuto superare grandi difficoltà che ridussero la sua armata da 20 000 a meno di 10 000 uomini e lo fecero arrivare a Dolo solo nella prima quindicina di dicembre (dopo due mesi di marcia iniziata a Irgalem); per quel periodo le forze aeree a disposizione di Graziani erano salite a 76 apparecchi. Coordinata direttamente da Hailé Selassié, l'offensiva contro la Somalia avrebbe dovuto realizzarsi in tre settori: a destra contro il campo trincerato di Dolo, al centro lungo la direttrice dell'Uebi Scebeli e a sinistra contro i capisaldi di Gorrahei e Gherlogubi.
Graziani però non restò inattivo e, oltre a rafforzare il campo trincerato di Dolo e le difese dell'Ogaden, decise di impiegare massicciamente l'aviazione per colpire senza sosta le retrovie nemiche e logorare le forze di ras Destà, alle quali non bastò l'accorgimento di muoversi solo di notte per non essere individuate. Venuto a sapere della situazione, il 16 dicembre Mussolini diede l'autorizzazione a utilizzare qualsiasi arma contro gli etiopici, comprese le armi chimiche, e da quel momento Graziani rovesciò sulle tre colonne e su Neghelli (che fungeva da centro di rifornimento per le truppe di Destà) quintali di esplosivo e gas che misero in forte crisi le forze etiopiche, le quali dovettero arrestare la loro marcia a circa 60 chilometri da Dolo su una linea che da Sadei sul Daua Parma andava a Malca Dida sul Ganale Doria. Il 29 dicembre Graziani apprese che Destà e il suo stato maggiore erano accampati a Gogorù, a poca distanza dalle tende dell'ospedaletto della croce rossa svedese, e senza perdere tempo il generale ordinò all'aviazione di organizzare un raid contro l'accampamento di ras Destà, senza preoccuparsi della presenza dell'ospedale. Il bombardamento avvenne il 30 dicembre e, com'era prevedibile furono colpite anche le tende dell'ospedale svedese, provocando 28 morti e circa 50 feriti tra i ricoverati oltre che il ferimento di un medico svedese e la morte di un suo assistente. Destà, uscito illeso dal bombardamento, comunicò immediatamente il fatto a Hailé Selassié e, in poche ore, la notizia del bombardamento sull'ospedale da campo fece il giro del mondo, sollevando reazioni indignate che fecero preoccupare lo stesso Mussolini. Il Duce comunicò a Graziani di evitare in futuro altre azioni del genere, anche se in realtà attacchi più o meno volontari contro unità della Croce Rossa continuarono per almeno un mese.

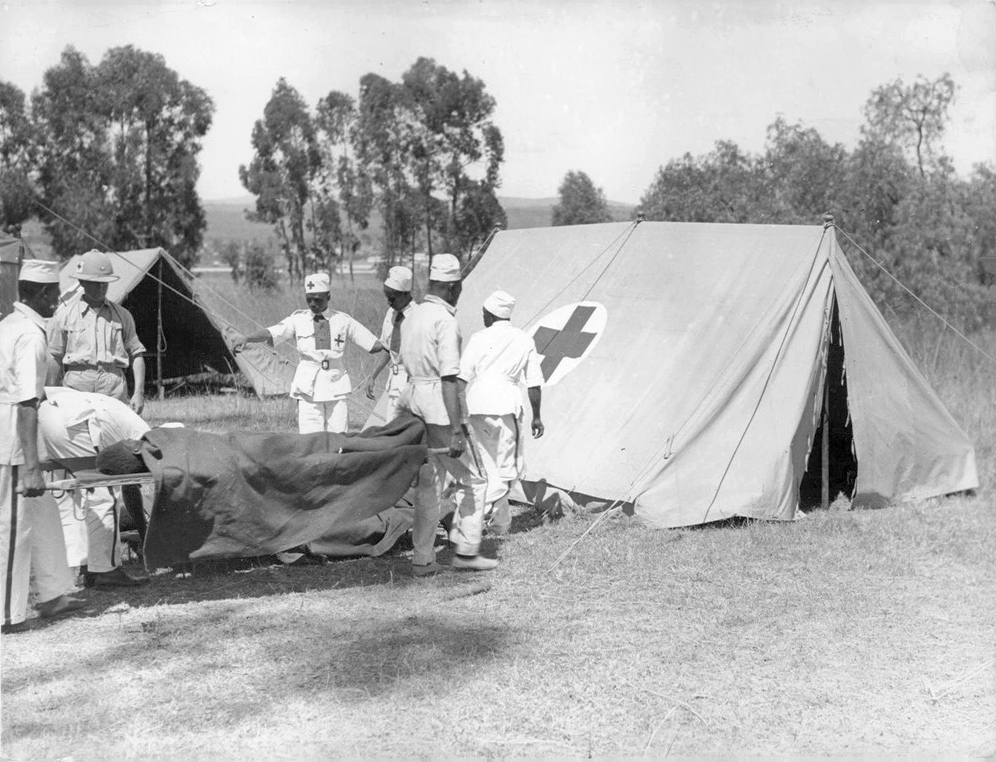
Tende della Croce Rossa in Harar

Il 4 gennaio 1936 Graziani prese l'iniziativa di lanciare una formazione completamente motorizzata, forte di 14 000 uomini, contro gli apprestamenti difensivi etiopici, per travolgerli e sterminarli lungo i 380 chilometri che portavano a Neghelli. Dopo un piccolo contrattacco del degiac Nasibù Zemanuel contro il settore Scebeli-Ogaden, facilmente contenuto dagli uomini del generale Luigi Frusci, il 9 gennaio Graziani diede inizio all'attacco. Le forze italiane erano suddivise in tre colonne: la prima sulla sinistra, al comando del luogotenente generale Agosti, doveva seguire il corso del Daua Parma fino a Malca Murri per impedire l'arrivo di rifornimenti dal Kenya; la seconda al centro, al comando del colonnello Martini, avrebbe marciato lungo la camionabile verso Neghelli; la terza colonna, al comando del generale Annibale Bergonzoli, aveva il compito di risalire il Ganale Doria e puntare sul villaggio di Bander. L'avanzata italiana fu irresistibile: in circa quattro giorni le linee nemiche furono disfatte e ciò consentì a Graziani di sfruttare favorevolmente la situazione e puntare con la colonna centrale, alla quale si era messo a capo, su Neghelli. Nel frattempo l'aviazione continuò a martellare con esplosivi e gas i nemici in fuga i quali, attanagliati dalla fame e dalla sete, cercarono in ogni modo di raggiungere Neghelli oppure i fiumi, venendo ripetutamente intercettati e uccisi dalle colonne laterali. Alle 11:50 del 19 gennaio le prime avanguardie celeri entrarono a Neghelli, anticipando di poco Graziani, e la notizia della conquista della cittadina diffusa in Italia il 22 gennaio suscitò in tutto il paese grande entusiasmo, soprattutto perché dopo quasi tre mesi di guerra si trattava del primo autentico successo in Africa, accompagnato dalla totale liquidazione dell'armata di Destà. Quella che passò alla storia come la battaglia del Ganale Doria, anche se fu un piccolo capolavoro logistico e tattico, a lungo termine non portò nessun vantaggio alla campagna e, anzi, strategicamente si rivelò controproducente. La conquista di Neghelli infatti distolse per quasi tre mesi Graziani dall'obiettivo principale di Harar, costringendo il generale ad affrettare l'avanzata finale in pieno periodo delle piogge, allungò pericolosamente il fronte somalo immobilizzando in quel settore migliaia di uomini e mezzi, diede tempo a ras Destà di ricomporsi e iniziare la guerriglia e, infine, rallentò i lavori stradali nel settore Scebeli-Ogaden, indispensabili per l'offensiva su Harar.

### L'occupazione di Harar e Dire Daua

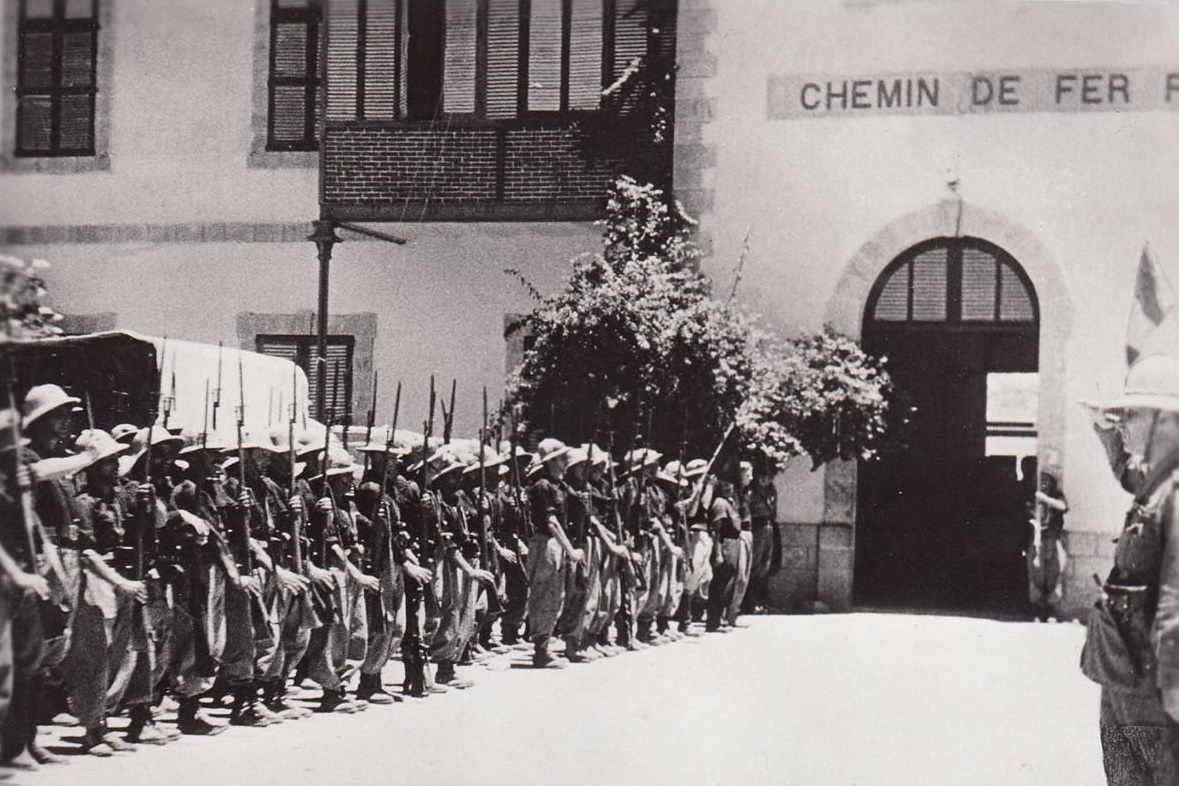
Le camicie nere prendono possesso della stazione di Dire Daua, maggio 1936

Per non farsi marginalizzare dalle vittorie di Badoglio, subito dopo la battaglia del Ganale Doria Graziani iniziò i preparativi per l'offensiva contro i resti delle forze abissine comandate dal degiac Nasibù Zemanuel, trincerate a difesa di Dagabur, Giggiga e Harar. A fine marzo arrivarono in Somalia i rinforzi richiesti; la 1ª Divisione fanteria "Libia" per sostituire la brigata eritrea, ormai inutilizzabile a causa delle massicce diserzioni, e circa cento bulldozer con duecento rimorchi, ma le enormi difficoltà per allestire una base d'attacco a quasi mille chilometri dalla costa, la necessità di creare nuove strade e l'urgenza di dover provvedere ai rifornimenti di almeno 40 000 uomini fecero sì che i preparativi per l'attacco si protraessero fino a metà aprile. Per accontentare le pressanti richieste di avanzata dettate da Mussolini, dal 20 marzo al 14 aprile Graziani scatenò contro i centri abitati dell'alto Ogaden, dell'Hararghiè e Giggiga un'offensiva aerea per bloccare i rifornimenti nemici. L'operazione non bastò tuttavia a tenere quieto Mussolini, abituato ai successi del fronte nord, e Graziani si trovò quasi costretto a imbastire una frettolosa azione per il 15 aprile, nonostante le difficoltà logistiche aggravate dalle pessime condizioni atmosferiche portate dalla stagione delle piogge.
Visto che le forze di Destà avevano lasciato, in completa disfatta, il Borana dopo la caduta di Gorrahei e Gabredarre, il fronte meridionale rimase nelle mani del degiac Nasibù, il quale era stato inviato dall'imperatore per turare la falla nel Sidamo e intensificare la difesa nell'Ogaden, impedendo a Graziani di puntare su Addis Abeba. Dopo aver constatato che gli italiani non avrebbero sfruttato il successo dell'avanzata su Neghelli, Nasibù, rinforzato dai 3 000 uomini del degiac Abebè Damteù, dai 3 000 del degiac Amdè Apte Sellase e dai 12 000 di Maconnen Endalacciù, arretrò le proprie truppe sui capisaldi di Harar-Harehò-Giggiga e Dagamedò-Dagahbùr, e progettò alcune puntate offensive. Infatti a partire da fine dicembre 1935 rioccupò gran parte dell'Ogaden e intraprese una serie di piccole puntate per saggiare le difese italiane, in previsione dell'attacco principale contro Danan e Gorrahei per riconquistare i territori persi all'inizio della guerra. Reso fiducioso dai primi successi e dall'inattività di Graziani, Nasibù ai primi di marzo iniziò ad ammassare a ridosso delle linee italiane circa 20 000 uomini, ossia circa i 2/3 delle forze a sua disposizione; nonostante gli inviti alla cautela dei suoi consiglieri militari turchi (tra i quali l'esperto Wehib Pascià) preoccupati per l'eccessivo allungamento delle linee etiopiche che un'offensiva del genere avrebbe provocato, il degiac continuò i suoi preparativi. Ma inaspettatamente, dal 20 marzo tutta l'aviazione della Somalia iniziò a tempestare le linee etiopiche di esplosivi e gas, immobilizzando le forze di Nasibù; all'alba del 14 aprile, dopo quasi un mese di bombardamenti, le forze etiopiche furono investite dall'armata di Graziani forte di 38 000 uomini e quasi completamente autocarrata, quindi estremamente mobile e adatta a un terreno che fino a Giggiga e Harar si presentava prevalentemente piatto.

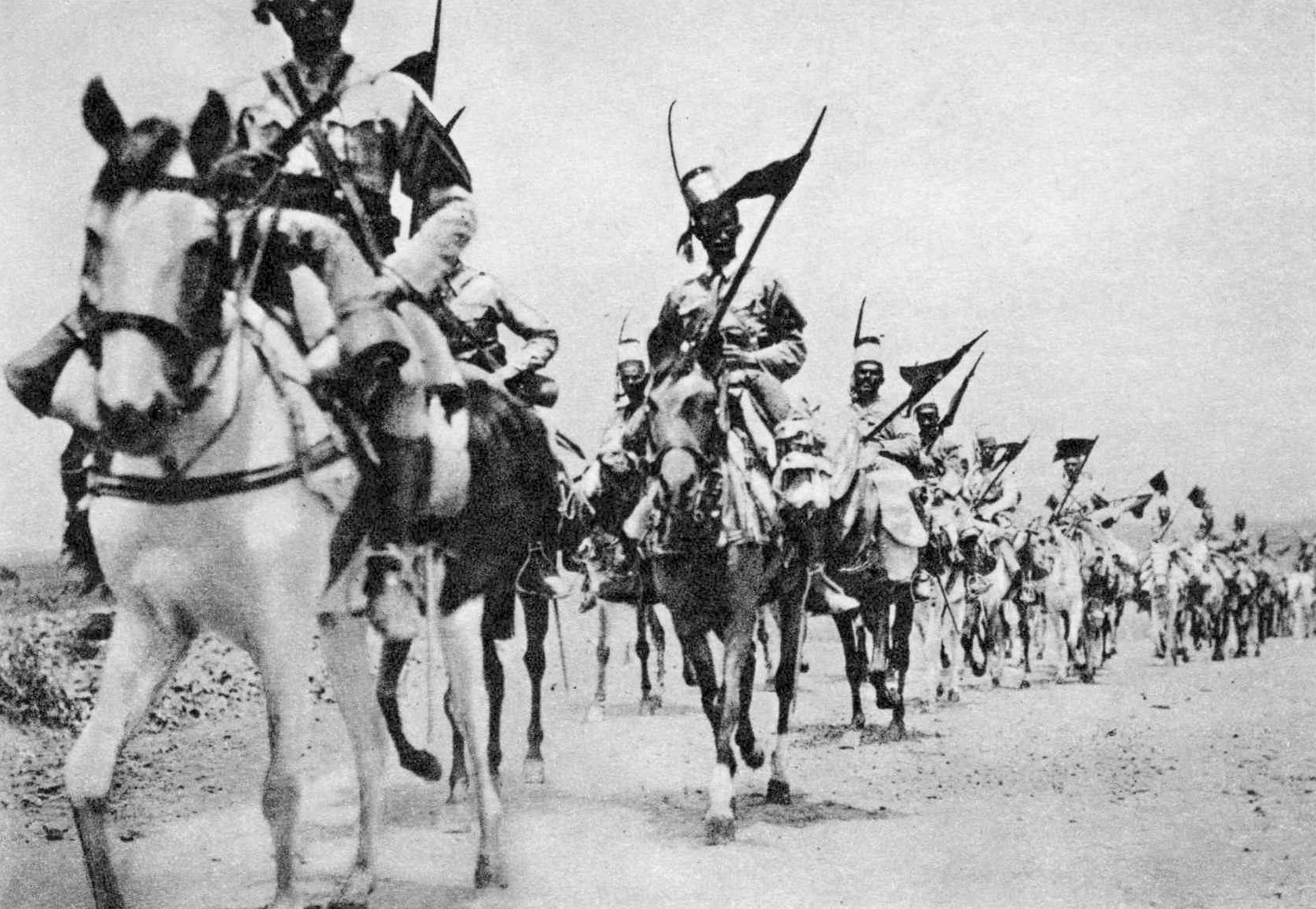
Cavalleria eritrea in marcia alla volta di Addis Abeba

La più forte delle tre colonne italiane, quella al comando del generale Guglielmo Nasi composta dalla "Libia" e dal gruppo celere "Navarra", fu lanciata contro le difese di Gianagobò alla sinistra dello schieramento nemico per aggirarlo; la colonna centrale del generale Luigi Frusci attaccò verso Gabredarre e quindi puntò al caposaldo principale di Dagahbùr, mentre la colonna di destra del luogotenente generale Augusto Agostini, la più debole, mosse sulla destra del dispositivo etiopico. Il 15 la colonna di Nasi incontrò le prime sacche di resistenza; la pioggia incessante e la forte resistenza degli uomini di Abebè Damtèu e Maconnen Endalacciù la inchiodarono per oltre due giorni sulle sue posizioni e solo l'intervento dell'aviazione sbloccò la situazione. A quel punto, dopo aver resistito a un ultimo attacco etiopico, all'alba del 19 Nasi si gettò all'inseguimento delle forze superstiti dei due degiac; il 21 occupò Dovale, il 22 El Fud, il 23 Segàg, mentre le altre due colonne attaccanti continuarono ad avanzare senza incontrare resistenza fino al 24 aprile, quando su tutto il fronte dell'Ogaden iniziarono i combattimenti. Il 24 mattina si svolsero duri combattimenti a Dagamedò e Gunu Gadu, ma fu soprattutto a Birgòt che Frusci, con la sua colonna centrale, trovò la maggiore resistenza che riuscì a spezzare solo il giorno successivo grazie al concorso dell'aviazione. Quel 25 aprile tutte e tre le colonne italiane avevano sloggiato i difensori dalle posizioni e, nonostante la fatica che iniziava a rallentare gli attaccanti, Mussolini fece grosse pressioni su Graziani per continuare immediatamente l'avanzata: poté riprendere però soltanto il 29 a causa delle forti piogge. Così il 29 mattina le tre colonne ripresero ad avanzare verso il sistema fortificato di Sessabanèh-Bullalèh-Daghbùr, già preso di mira dal lancio di esplosivi e gas i giorni 26 e 27; le tre colonne conversero su Daghbùr completando il primo ciclo operativo delineato da Graziani, senza peraltro aver trovato resistenza, e iniziò così la preparazione all'ultimo balzo verso Harar.
L'unico nemico di Graziani in questi ultimi giorni di guerra si rivelò la pioggia, che obbligò le forze del fronte sud a rimandare l'inizio dell'avanzata al 5 maggio, quando ormai Badoglio aveva già occupato Addis Abeba. Dal 2 maggio l'armata di Nasibù si era ormai dissolta e, anzi, egli stesso si era precipitato a Dire Daua alla notizia della fuga di Hailé Selassié a Gibuti, per poi raggiungerlo l'indomani nella Somalia francese. Con lui si recarono a Gibuti anche gli altri comandanti del fronte sud, meno che il fitautari Mellion (che continuò una ritirata combattuta fino alle colline di Harar e che per questo fu promosso degiac sul campo dai suoi uomini) e gli ufficiali turchi, mentre i soldati abbandonati dai loro capi tornarono alle loro case. Senza incontrare opposizione le colonne italiane iniziarono una vera e propria corsa verso Harar, che fu occupata nel primo pomeriggio del 6 maggio dalle truppe di Nasi e quindi da quelle di Navarra; quest'ultime, nella notte fra il 7 e l'8 maggio, ricominciarono la marcia dirette a Dire Daua, nel tentativo di anticipare le truppe di Badoglio che si stavano già muovendo per il programmato incontro delle due armate nella cittadina. Graziani, in parte geloso delle attenzioni che la stampa riservava al maresciallo, volle prendersi il merito di entrare per primo a Dire Daua, la quale fu occupata all'alba del 9 maggio poche ore prima dell'arrivo in treno da Addis Abeba degli uomini di Badoglio. Con quest'ultimo atto formale anche la guerra al fronte sud si concluse, peraltro con perdite relativamente basse, sostenute all'80% dai reparti coloniali libici, arabo-somali ed eritrei. Infatti, su un totale di 3 139 morti e feriti, le perdite italiane furono in tutto di 390 uomini.

## Le fasi finali

### La conquista di Addis Abeba
Dopo aver liquidato anche l'ultima armata etiopica, un euforico maresciallo Badoglio prese la decisione di concludere il conflitto il più velocemente possibile e, dopo aver portato a 20 000 il numero degli uomini delle colonne attaccanti, il 24 aprile diede l'ordine ai primi contingenti di iniziare l'avanzata su Addis Abeba, in quella che lo stesso maresciallo volle chiamare enfaticamente "marcia della ferrea volontà". La marcia fu organizzata su tre colonne: una autocarrata al comando del generale Italo Gariboldi e una composta da battaglioni eritrei del colonnello De Meo, le quali avrebbero percorso la strada imperiale Dessiè-Macfùd-Debrà Berhàn per uno sviluppo di circa 400 chilometri; una terza colonna al comando del generale Gallina, comprendente quattro battaglioni della 1ª Divisione eritrea, avrebbe seguito il percorso Dessiè-Uorrà Ilù-Dobà-Emberterà di 310 chilometri. Per sopperire a ogni evenienza le tre colonne furono appoggiate, oltre che dagli onnipresenti aeroplani, da undici batterie di cannoni da 77/28 e obici da 149, uno squadrone di carri armati leggeri e circa 1 700 automezzi. Tale dispiegamento di forze si rivelò esagerato: le armate etiopiche si erano ormai dissolte e la marcia non avrebbe comportato nessun rischio a breve termine. Ciò che Badoglio invece non considerò, o non volle considerare, fu che a lungo termine i 20 000 uomini impiegati non sarebbero stati sufficienti a presidiare la capitale occupata, la regione circostante e le vie di comunicazione. Nelle settimane seguenti infatti, le strade attorno alla capitale furono subito bloccate dai partigiani etiopici (arbegnuoc) i quali, aiutati dall'arrivo della stagione delle piogge, tennero in scacco per molte settimane le truppe italiane ad Addis Abeba.
Nell'immediato però Badoglio non volle esporsi a nessun rischio e, per evitare che l'enorme colonna di Gariboldi (12 495 uomini) dovesse affrontare inaspettati combattimenti che non sarebbe riuscita a sostenere, gli eritrei di Gallina furono mandati in avanscoperta sin dal 24 aprile; tale precauzione si rivelò superflua, perché le maggiori problematiche per gli italo-eritrei furono legate alla pioggia e al fango. L'unico vero intoppo durante la marcia avvenne il 29 aprile nei pressi di passo Termabèr, 35 chilometri a sud di Débra Sina, dove gli etiopici fecero saltare la strada nei pressi di uno stretto tornante, rallentando l'avanzata dei nemici. L'incidente causò un ritardo di circa 36 ore nei piani di Badoglio, il quale, durante la sosta forzata, apprese che il Segretario del Partito Achille Starace il 28 era entrato a Debrà Tabòr, mentre il 30 Graziani aveva raggiunto Dagahbùr. La notizia più importante però gli fu riferita nel pomeriggio del 2 maggio, quando venne a conoscenza del fatto che il negus aveva lasciato Addis Abeba per rifugiarsi a Londra.

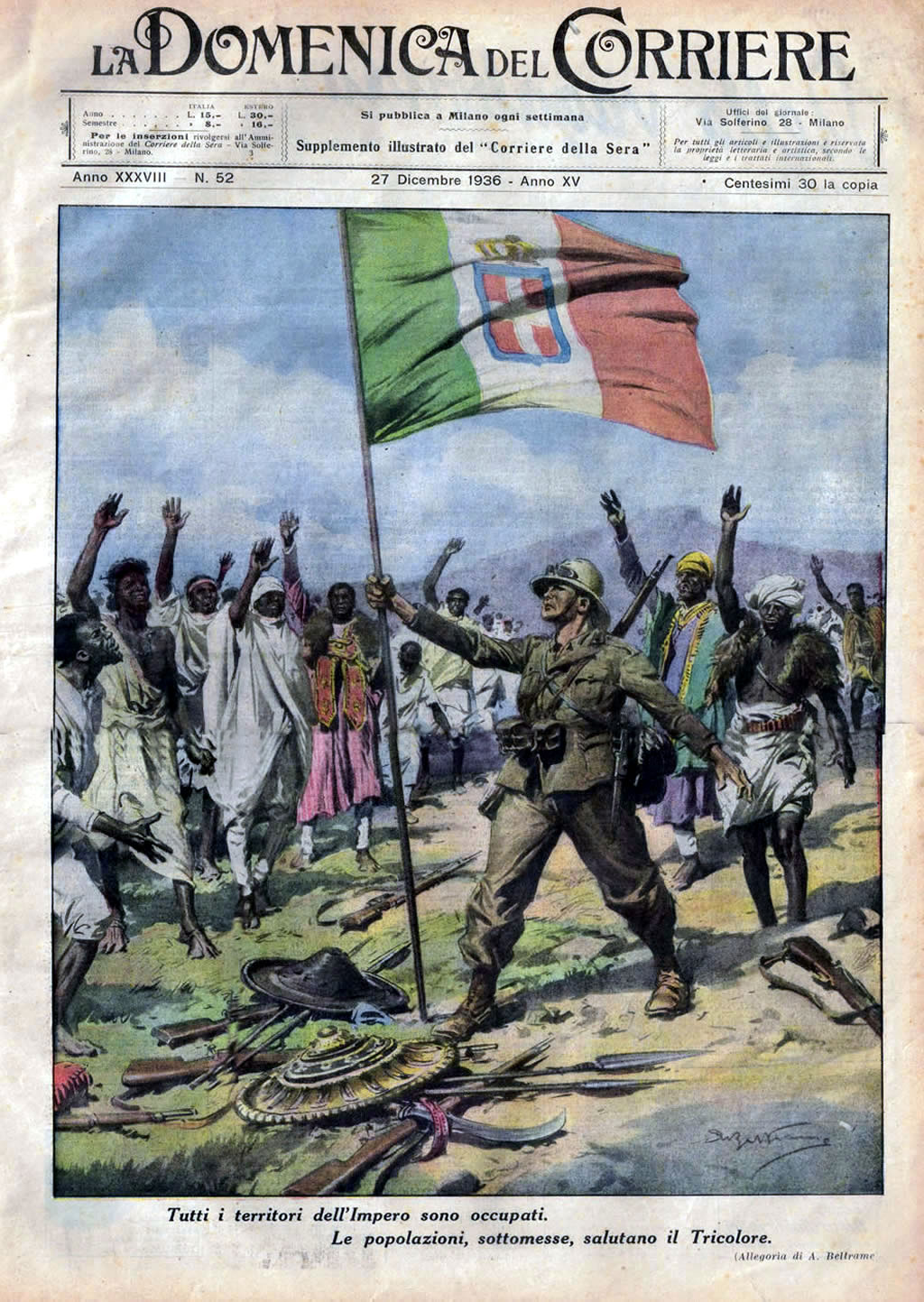
La vittoria della guerra d'Etiopia in un'allegoria di Achille Beltrame su La Domenica del Corriere

A mezzogiorno del 3 maggio gli automezzi della colonna si poterono rimettere nuovamente in movimento e il giorno seguente Badoglio ricevette un telegramma di Mussolini, nel quale era ordinato di far volare sulla capitale alcuni aerei con il compito di far cadere entro il recinto dell'ambasciata francese di Addis Abeba alcuni fucili mitragliatori. Questa richiesta fu dettata dalla situazione di caos e violenza che si era sviluppata nella capitale etiopica a seguito della partenza di Hailé Selassié verso il Regno Unito: nella città, infatti, si stavano svolgendo saccheggi, incendi e violenze e Mussolini colse l'occasione per ribadire le vecchie tesi sull'Etiopia barbara, capace solo di generare caos. In realtà il generale Gallina con i suoi àscari avrebbe potuto occupare la capitale già nella notte del 2 maggio, ma fin dal 23 aprile Mussolini aveva impartito l'ordine di riservare l'ingresso trionfale nella capitale alle truppe nazionali e questo ritardo di tre giorni, durante i quali perirono diverse centinaia di persone nel corso dei disordini, giocò anche a favore della propaganda fascista, che presentò l'Italia come l'unica nazione ora in grado di salvare gli europei intrappolati ad Addis Abeba e civilizzare il paese.
Si giunse così all'alba del 5 maggio, quando la colonna motorizzata di Gariboldi (alla cui testa si era posto lo stesso Badoglio) si mosse verso Addis Abeba. Alle 16:00 del 5 maggio 1936 la colonna si arrestò alle porte dell'abitato e Badoglio ordinò ai colonnelli Tracchia e Broglia di occupare i punti più importanti della città, mentre consegnava nelle mani del sottosegretario delle Colonie Lessona la bozza del dispaccio da inviare a Roma, aggiungendo: «Ormai ad Addis Abeba ci siamo. Non credo che all'ingresso in città accadrà nulla di grave. Anticipare di un paio d'ore l'annuncio a Roma significa togliere dall'ansia il nostro governo e le capitali estere, che trepidano per i loro sudditi». Alle 17:45 fu issato sul frontone di Villa Italia il tricolore, sancendo così l'inizio ufficiale dell'occupazione della città da parte delle truppe italiane. Contemporaneamente all'ingresso degli italiani nella capitale terminarono i disordini e iniziarono, per ordine di Mussolini, le fucilazioni sommarie di chiunque fosse sospettato di aver preso parte ai saccheggi o fosse trovato in possesso di armi o munizioni. Con queste misure fu quindi indicata la filosofia mussoliniana dell'impero, ossia il rifiuto di qualsiasi tentativo di assimilazione dei popoli assoggettati in virtù di una politica di dominio diretto con chiare tendenze repressive e razziste, sfociate poi nelle leggi razziali del 1937-1940.

### La proclamazione dell'Impero
(Stralcio del discorso di proclamazione dell'impero di Benito Mussolini, Roma, 5 maggio 1936)
La notizia della fine della guerra fu comunicata in Italia la sera del 5 maggio 1936: dopo che in tutto il paese le sirene avevano chiamato in adunata la popolazione, dal balcone di Palazzo Venezia si affacciò Mussolini che diede l'annuncio a una nutrita folla con un breve discorso. Tra le righe del discorso del 5 maggio Mussolini delineò il destino dell'Etiopia e, anche se non fu pronunciata la parola "impero", il discorso fece comprendere come la fuga del negus e la mancanza di un interlocutore valido avrebbero favorito la visione del Duce di un progetto di governo diretto in Etiopia, come fu chiaramente esplicato nel discorso del successivo 9 maggio. Quella sera, dopo aver consultato velocemente il Gran consiglio del fascismo e riunito per pochi minuti il Consiglio dei ministri, Mussolini decise di bruciare i tempi e prendere in contropiede Francia e Regno Unito prima che queste prendessero posizione in merito all'annessione italiana e, riaffacciandosi da Palazzo Venezia, annunciò all'Italia e al mondo «la riapparizione dell'Impero sui colli fatali di Roma». Questa adunata fu, se possibile, ancor più trionfale e retorica di quella precedente e, dopo aver annunciato che «i territori e le genti che appartenevano all'Impero d'Etiopia sono posti sotto la sovranità piena e intera del Regno d'Italia» e che il titolo di Imperatore d'Etiopia sarebbe stato assunto dal re d'Italia Vittorio Emanuele III di Savoia, nel discorso fu subito messo in evidenza come il nuovo impero fosse una creazione esclusivamente fascista e mussoliniana.
Sempre quel 9 maggio il Gran consiglio decretò il riconoscimento a Mussolini del titolo di "Fondatore dell'Impero", che Achille Starace inserì subito nella formula ufficiale del «saluto al Duce»; l'ambiente politico offrì a Mussolini servilismo ed esaltazione personale al punto che, come scrisse il generale Enrico Caviglia, il Duce si fece trascinare in un clima di retorica adulatoria «che accentuò pericolosamente la già estrema fiducia che egli ha nella propria abilità politica». Da quel momento e per molti mesi a seguire, la stampa e le maggiori personalità politiche e culturali si alternarono in una continua magnificazione della figura di Mussolini e, in questo clima, a fine giugno si arrivò all'ennesima riunione della Società delle Nazioni nella quale doveva essere discusso il problema delle sanzioni. La riunione, alla quale partecipò anche Hailé Selassié, durò fino al 7 luglio, giorno in cui l'assemblea ginevrina decise la revoca delle sanzioni con decorrenza 15 luglio, al quale seguì la decisione britannica del 9 luglio di ritirare la Home Fleet dal Mediterraneo. Con queste due decisioni, salutate da Mussolini sempre dal balcone di Palazzo Venezia la sera del 15 luglio, la guerra si poté dire completamente conclusa a livello internazionale.

## Analisi e conseguenze

### Perdite, costi e bilanci complessivi

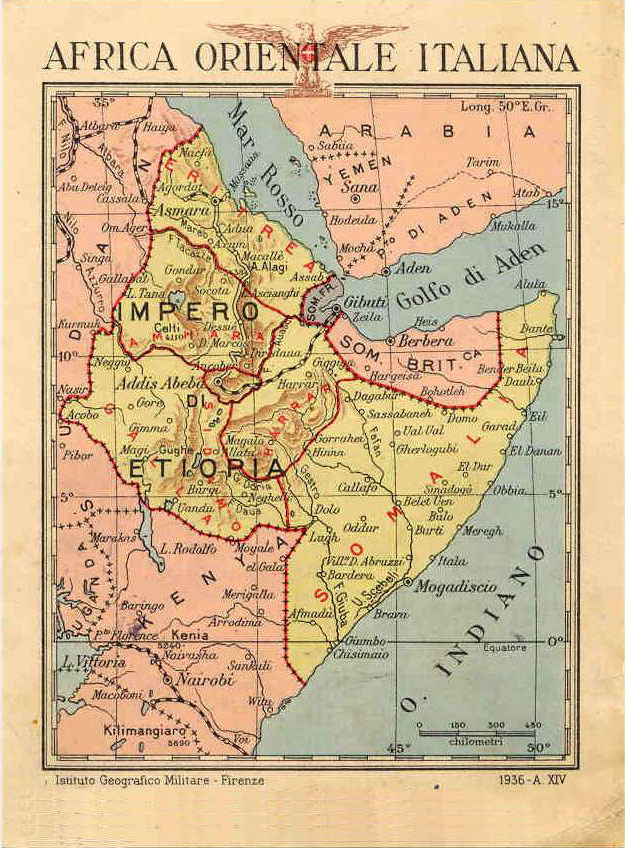
La situazione amministrativa dell'Africa Orientale Italiana come fu definita al termine del conflitto

Nel suo libro sulla campagna edito alla fine del 1936, Badoglio non diede alcuna cifra sulle perdite, forse perché rischiava di sminuire l'impresa; lo stesso Mussolini in privato disse che la vittoria era stata ottenuta con soli 1 500 caduti: un prezzo considerato troppo basso per far apparire la conquista dell'Etiopia una vittoria di grossa portata. Considerando una forza mobilitata di circa 800 000 uomini, le ricerche di Del Boca sulle perdite complessive fino al 31 dicembre 1936 (comprendenti oltre sei mesi di guerriglia dopo la fine del conflitto) parlano di 2 317 morti per il Regio Esercito, 1 165 della Milizia, 193 dell'aeronautica, 56 della marina, 78 civili nell'eccidio del cantiere Gondrand, 453 operai e 88 uomini della marina mercantile, per un totale di 4 350 morti. Di questi, circa 2 000 furono i caduti in combattimento, gli altri per malattia. A queste cifre vanno poi aggiunti circa 9 000 feriti e 18 200 rimpatriati per malattia. Le stime sulle perdite degli àscari, peraltro assai vaghe, si aggirano da un minimo di 1 500 a un massimo di 4 500 morti. Nel complesso gli italiani persero più uomini per malattie e incidenti che non per cause belliche dirette. Ad esempio, per quanto riguarda l'aeronautica, se si considerano solo le perdite nel periodo della campagna, i morti scendono a 160 di cui appena 40 in combattimento e 44 in incidenti aerei; lo stesso vale per gli aerei: solo 8 velivoli furono abbattuti dagli etiopici, mentre ben 65 furono perduti per incidenti o avarie.
Le perdite umane etiopiche sono al contrario molto difficili da calcolare e la stima più attendibile è peraltro quella italiana, che le valutò approssimativamente in 40-50 000 uomini sul fronte nord e 15-20 000 sul fronte sud. Dopo la guerra, Addis Abeba fornì la sua stima ufficiale di morti etiopi in un Memorandum presentato a Londra, nel quale le perdite umane durante la guerra furono calcolate in 275 000, comprendendovi però anche le vittime tra la popolazione civile; cifra riportata anche dal generale Aldo Cabiati che, rifacendosi alle dichiarazioni del degiac Burrù Amediè, scrisse nel 1936 nel suo La conquista dell'Impero che gli etiopici avevano mobilitato circa 500 000 uomini, dei quali circa la metà era stata messa fuori combattimento. Lo stesso Memorandum riportò anche i danni inflitti all'Etiopia durante l'invasione e gli eventi bellici voluti da Mussolini, rivendicando la perdita di 2 000 chiese e di 525 000 tucul per complessivi 12 milioni di sterline di danni, nonché l'abbattimento o la confisca di sei milioni di bovini da carne, sette milioni di pecore e capre, un milione di cavalli e muli e 700 000 (ulteriori 44 milioni di sterline). A queste cifre, secondo Addis Abeba, andavano aggiunti altri 48 milioni di sterline circa per le spese che l'Etiopia dovette sostenere per equipaggiare, mantenere e rifornire l'esercito nel corso delle ostilità. Il documento però non precisava se questi danni erano stati inflitti durante il conflitto del 1935-36 oppure anche successivamente, durante i cinque anni della guerriglia. Secondo Del Boca molto probabilmente si trattò di una richiesta globale di danni, con cifre peraltro poco attendibili.
La guerra in Etiopia fu condotta dall'Italia con un bilancio «aperto», senza riguardo per i costi crescenti, che divennero in breve tempo straordinari e allo stesso tempo difficilmente documentabili. Lo sforzo economico dell'Italia fu ingente: secondo le dichiarazioni fatte il 20 maggio 1937 alla Camera dal ministro delle Finanze Paolo Thaon di Revel, il costo della campagna era stato di 12 miliardi e 111 milioni di lire. 

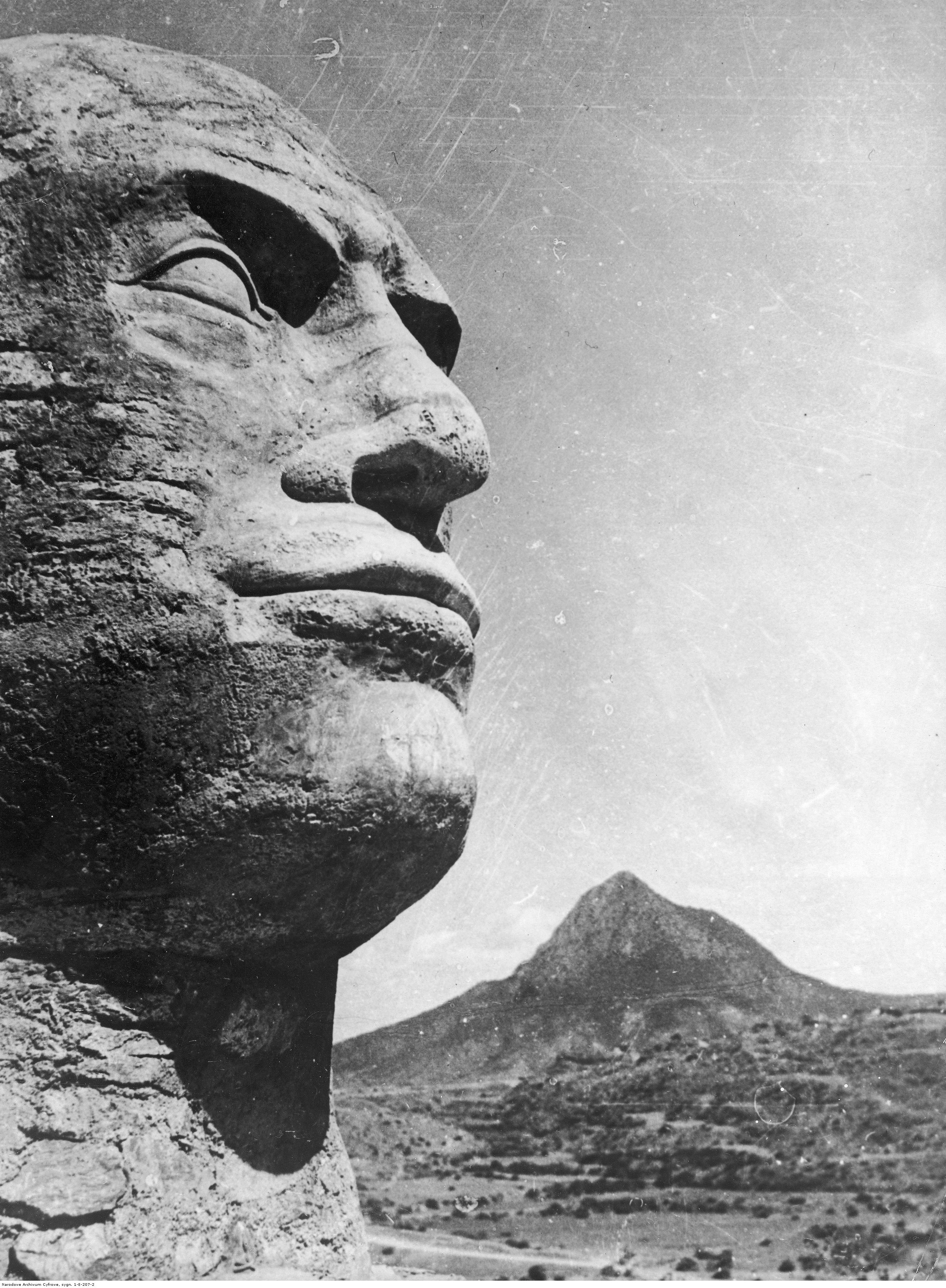
Monumento a Mussolini ad Adua

L'opinione dello storico Carlo Zaghi è che questa cifra vada quantomeno raddoppiata, in quanto bisogna tener conto anche delle spese sostenute dall'Italia non solo per la spedizione vera e propria, ma pure per la sicurezza nazionale: Zaghi conteggia quindi anche le spese fatte in patria per mobilitare e addestrare circa 740 000 uomini a presidio della penisola, per il potenziamento di uomini e mezzi in Libia e nell'Egeo, quelle affrontate in Somalia ed Eritrea allo scopo di sostenere il peso logistico della campagna e infine quelle relative ai pedaggi nel canale di Suez, agli stipendi e al trasporto della manodopera, alle opere pubbliche e all'amministrazione del territorio. Dello stesso parere fu anche lo storico Alberto Sbacchi che, dopo aver elaborato i dati d'archivio di Thaon di Revel, alzò ancor di più l'asticella giungendo alla conclusione che la guerra in Etiopia era costata all'Italia non meno di 40 miliardi di lire. A dimostrazione di ciò le spese del ministero della Guerra crebbero a dismisura: tra il preventivo e il consuntivo del 1935-36 ci fu un aumento del 201%, nel 1936-37 del 309% e nello stesso anno ci fu un aumento del 276% per l'aeronautica. In uno studio del 1969 condotto da Giuseppe Maione (che riporta i dati presi dalla Ragioneria generale dello Stato), dal 1923 al 1934 è indicata una cifra complessiva per le spese nelle colonie pari a 6,05 miliardi, che nel quinquennio 1935-40 crebbero esponenzialmente fino a 57,303 miliardi. Questo studio formulò poi una nuova computazione dei costi complessivi della guerra, che salirono a 75,3 miliardi, tenendo conto degli oneri finanziari legati all'indebitamento, alla difficoltà di avere prestiti stranieri e alla ristrettezza delle risorse nazionali che imponevano enormi importazioni. Questa somma fu in minima parte (4,3%) coperta con nuove imposte, mentre per l'80% con prestiti diversi soprattutto sul mercato interno e per il resto con la stampa di nuova moneta; da queste cifre secondo Giorgio Rochat «si può supporre che le sanzioni [...] non furono di ostacolo agli approvvigionamenti militari, ma valsero comunque a innalzare i costi finanziari». Del resto, pochi mesi dopo la proclamazione dell'impero, il ministro degli Scambi e Valute Felice Guarneri scrisse a Mussolini che «l'impero sta ingoiando l'Italia» e, a conferma di ciò, lo stesso dittatore il 28 luglio 1938 contattò il sottosegretario Baistrocchi affinché non concedesse ulteriori stanziamenti militari oltre quelli stabiliti a bilancio. Ma la guerra d'Etiopia e l'impegno assunto dal fascismo in Spagna fecero crescere le spese militari in modo ingente e irreversibile nonostante i tentativi di contenere i costi.
Per tutto il 1936 e buona parte del 1937, comunque, gli italiani ascoltarono acriticamente Mussolini, immersi in un clima di esaltazione nazionale fomentato da un'onnipresente propaganda che nascose come, in realtà, le cose in Africa andassero piuttosto male. La revoca delle sanzioni sancì implicitamente il riconoscimento dei nuovi possedimenti italiani da parte delle altre nazioni e l'evento fu «salutato in Italia con un entusiasmo che spesso toccò le vette dell'esaltazione». Il prestigio del Duce non fu mai così alto (forse eguagliato solo durante la conferenza di Monaco) e il paese e i vertici del regime riconobbero come l'impero fosse una realizzazione legata quasi esclusivamente all'opera di Mussolini; il re Vittorio Emanuele stesso volle dargliene pubblico atto insignendolo della più alta decorazione militare del regno, la gran croce dell'ordine di Savoia. Mussolini, a guerra conclusa, si disse comunque soddisfatto dei risultati; aveva sconfitto la Società, una coalizione di cinquantadue nazioni che aveva applicato sanzioni contro il suo paese e aveva ottenuto un enorme successo di opinione pubblica interna. Quel che egli non vedeva, o faceva finta di non vedere, era che l'ingresso ad Addis Abeba non significava nulla finché l'Etiopia non fosse stata pacificata, che possedimenti così lontani accrescevano la vulnerabilità marittima dell'Italia e che la colonia avrebbe costituito un gravoso salasso per un bilancio già pesantemente squilibrato, indebolendo la posizione dell'Italia nei confronti della Germania e delle altre potenze occidentali. Fin da subito molti membri del partito e delegati stranieri capirono che questo risultato avrebbe potuto rivelarsi una catastrofe, soprattutto dopo che Mussolini cominciò a parlare e agire come se, avendo battuto un esercito mal equipaggiato, mal organizzato e incapace di affrontare una potenza europea, fosse in grado di sconfiggere chiunque. Questo eccesso di fiducia nell'esercito e il dilettantismo politico gli preclusero ogni margine di manovra in politica estera e convinsero le altre potenze europee a riarmarsi e a non prendere troppo sul serio le dichiarazioni del Duce. Il facile successo in Etiopia convinse Mussolini che, con il suo esercito, la dottrina e l'organizzazione fascista potevano sfidare chiunque in una guerra europea e ciò lo incoraggiò nel presuntuoso tentativo di giocare in Europa un ruolo assai più incisivo di quello che le risorse gli avrebbero permesso.
La guerra d'Etiopia fu un capitolo decisivo della storia dell'espansione coloniale italiana e, allo stesso tempo, ebbe una rilevanza che trascese dalle vicende nazionali. Secondo lo storico Nicola Labanca la guerra ebbe un posto nella storia generale del XX secolo perché rappresentò «il primo caso in cui un regime fascista europeo ricorse in maniera così consistente alle armi»; ebbe inoltre un posto consistente nella storia coloniale europea perché fu l'ultima grande guerra coloniale e, parallelamente, fu la più anacronistica perché scatenata da una potenza coloniale debole in un momento storico in cui l'imperialismo europeo era messo in crisi dai movimenti anticolonialisti e indipendentisti, che portarono a reazioni internazionali di generale e accesa riprovazione verso l'Italia. Secondo lo storico Enzo Traverso la conquista coloniale dell'Etiopia condotta dal fascismo gettò un ponte tra l'imperialismo europeo del XIX secolo e la guerra nazista per il Lebensraum tedesco, giustificata attraverso i temi classici del colonialismo che vedevano le popolazioni europee geneticamente e moralmente superiori a quelle africane, e tramite le teorie del Darwinismo sociale. L'impresa coloniale fascista, che causò in tutto circa 250000 vittime tra la popolazione autoctona, secondo Traverso, Rochat e Pierre Milza, si può dunque considerare alla stregua di una guerra genocida, molto simile a quella che sarà scatenata dalla Wehrmacht in Polonia e URSS, con l'obiettivo a lungo termine della scomparsa della popolazione etiope. 
Sempre secondo Labanca, la guerra ebbe un ruolo decisivo nella storia del fascismo italiano; l'impegno in Etiopia anticipò di pochi mesi l'intervento in Spagna e di pochi anni quello nella seconda guerra mondiale e segnò, in modo decisivo, il percorso di avvicinamento dell'Italia alla Germania nazista nel tentativo mussoliniano di uscire dall'isolamento internazionale in cui la guerra in Etiopia l'aveva proiettata.

### L'impiego dei gas

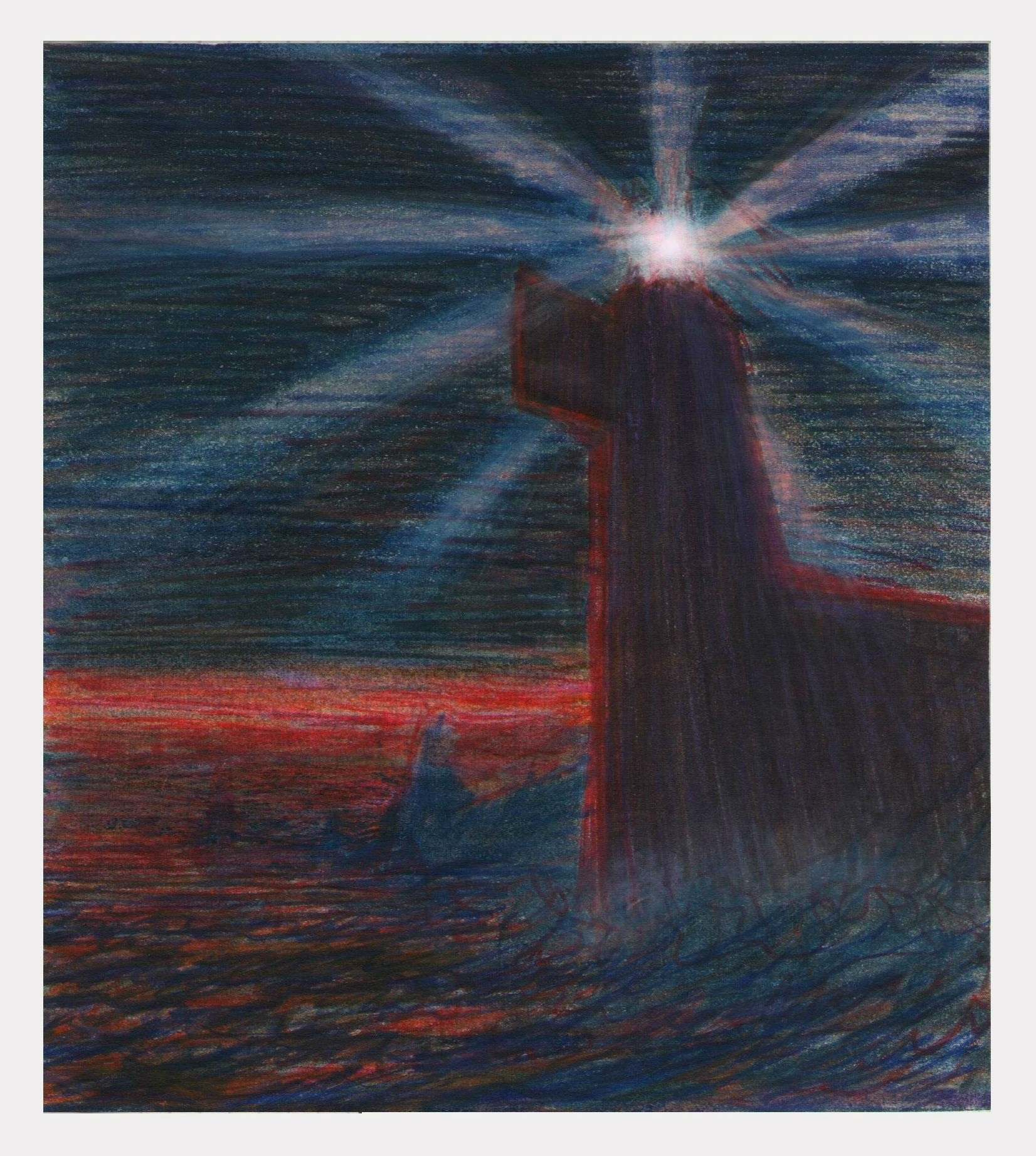
Monumento alle Guerre d'Africa, Arnaldo Dell'Ira, 1936

La pianificazione operativa italiana dell'attacco all'Etiopia prevedeva fin dall'inizio la possibilità dell'impiego delle armi chimiche, in particolare gas asfissianti, in spregio alla convenzioni di Ginevra del 1925 che le bandiva dall'utilizzo in guerra (dopo la traumatica esperienza del primo conflitto mondiale) e che era stata sottoscritta pure dalla stessa Italia fascista.
Mussolini, fin dalle direttive del 31 dicembre 1934 indirizzate al Capo di Stato Maggiore Badoglio, aveva previsto in modo esplicito l'uso dei gas, scrivendo circa la necessità di raggiungere la «superiorità assoluta di artiglierie di gas». In seguito fu direttamente Badoglio che, a partire dal 22 dicembre 1935, prese la decisione di impiegare in modo cospicuo gli aggressivi chimici. Questa scelta era motivata dalla situazione operativa sul campo non molto favorevole per l'esercito italiano, che si trovava nella necessità di frenare la controffensiva etiopica nello Scirè, nel Tembien e nell'Endertà, e fu messa in atto con il fine ulteriore di seminare il panico tra la popolazione nelle retrovie, colpendo con gas tossici villaggi, pascoli, mandrie, laghi e fiumi. Dal 22 dicembre 1935 al 18 gennaio 1936 furono impiegati sui settori settentrionali 2 000 quintali di bombe, di cui una parte con gas; il 5 gennaio Mussolini aveva richiesto una pausa di queste operazioni per motivi di politica internazionale, in attesa di alcune riunioni della Società delle Nazioni, ma fin dal 9 Badoglio riprese i bombardamenti chimici e comunicò a Roma gli effetti terrorizzanti sul nemico. Mussolini a più riprese approvò questo comportamento: il 19 gennaio scrisse di «impiegare tutti i mezzi di guerra - dico tutti - sia dall'alto come da terra»; il 4 febbraio ribadì al generale l'autorizzazione a «impiegare qualsiasi mezzo». Ancora il 29 marzo, alla vigilia della battaglia di Mai Ceu, il dittatore confermò il nulla osta a Badoglio «all'impiego di gas di qualunque specie e su qualunque scala». Hailé Selassié denunciò di fronte alla Società delle Nazioni l'uso da parte dell'esercito italiano di armi chimiche contro la popolazione etiope il 30 giugno 1936.
Sul fronte meridionale, fin dal 15 dicembre 1935 il generale Graziani comunicò al ministro Lessona che riteneva di dover impiegare ogni tipo di arma «contro le orde barbariche» e richiese «libertà di azione per l'impiego dei gas asfissianti»; il giorno seguente Mussolini in persona autorizzò il generale con le parole: «sta bene impiego gas nel caso Vostra Eccellenza ritenga necessario per supreme ragioni di difesa». Il generale, quindi, bombardò con i gas le truppe di ras Destà e la città di Neghelli; il 30 dicembre 1935 Graziani autorizzò anche il bombardamento con esplosivi convenzionali della zona di Gogorù, vicino all'ospedale da campo svedese di Malca Dida, dove era accampato il ras. La notizia fece il giro del mondo: per giustificare il bombardamento dell'ospedale e l'impiego dei gas nel settore dell'Ogaden e del Giuba fu fatto riferimento alla brutale uccisione il 26 dicembre di due aviatori italiani, il sottotenente Tito Minniti e il sergente Livio Zannoni, caduti con il loro aereo oltre le linee nemiche, catturati, uccisi e mutilati da nomadi somali e non da regolari etiopici. Il 1º gennaio 1936 Lessona approvò le azioni di Graziani scrivendo di «azione rappresaglia per infamia commessa contro nostro aviatore giustificatissima».

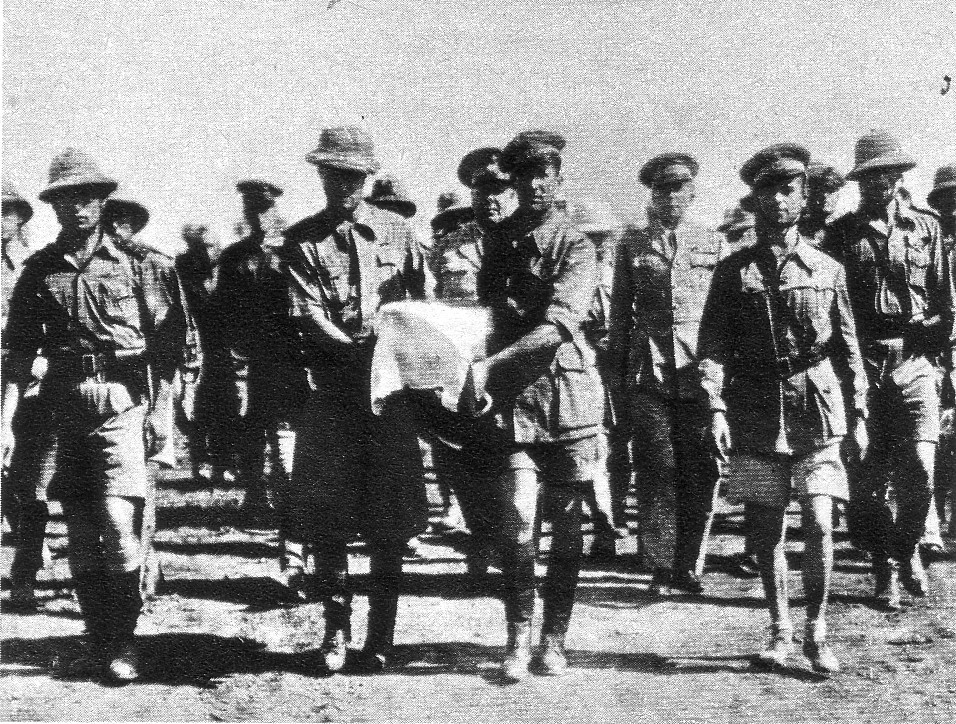
Il recupero delle salme degli aviatori Tito Minniti e Livio Zannoni, la cui uccisione fu il pretesto per l'impiego dei gas

Fu l'aeronautica ad avere il ruolo principale nella guerra chimica in Etiopia. Gli aerei impiegarono l'iprite nelle bombe C-500T da 280 chilogrammi: la disponibilità era di circa 3 300 di queste bombe di cui circa 1 000 furono impiegate operativamente. Nei documenti della Regia Aeronautica le missioni di guerra con i gas erano denominate "azioni di sbarramento C" in quanto, data la letalità dell'iprite e la persistenza nel tempo della sua azione, gli attacchi avvenivano solitamente in località relativamente lontane dal fronte e dalle linee di avanzata previste dalle truppe italiane, principalmente per creare sbarramenti chimici su strade, guadi e passi montani (allo scopo di interdire o rallentare il movimento delle truppe etiopiche) o contro concentramenti di truppe nemiche non ancora ingaggiati o nello sfruttamento del successo contro reparti in ritirata. Secondo Del Boca, invece, le bombe lanciate sarebbero state 2 582 e alla fine del conflitto circa due terzi dei 6 170 quintali di scorte di aggressivi chimici raccolti nel deposito di Sorodocò sarebbero stati consumati. Rochat calcola che sul fronte sud il generale Graziani abbia impiegato 95 bombe C-500T, 186 bombe da 21 kg a iprite e 325 bombe da 41 kg a fosgene, un totale che rappresenterebbe circa un nono del quantitativo lanciato sul fronte settentrionale. Secondo i dati ufficiali della Regia Aeronautica sul fronte meridionale furono sganciate 173 bombe all'iprite da 21 kg, 95 C-500T da 280 kg, 6 bombe al fosgene da 31 kg e 304 da 40 kg nel corso di un totale di 38 missioni (per una media di circa 15 bombe a missione). Secondo altri dati il totale delle bombe all'iprite C-500T sganciate sul fronte nord fu invece di 1 020 nel corso di 66 missioni (per una media anche in questo caso di circa 15 bombe a missione).
Nel febbraio 1936, di fronte alla resistenza degli etiopi, Mussolini non esitò a prospettare il ricorso addirittura alla guerra batteriologica. Il generale Badoglio espresse forti riserve a questa proposta per ragioni di opportunità di politica internazionale e perché l'impiego dei gas stava già dando "buoni effetti"; Mussolini finì per rinunciare scrivendo che concordava «circa l'impiego della guerra batteriologica». Badoglio e l'apparato militare italiano mantennero uno stretto segreto sulla guerra chimica: i giornalisti furono tenuti lontano, le squadre del servizio K bonificarono il terreno vicino alle truppe italiane, solo pochi ufficiali e alcuni piloti furono informati. Grazie a queste precauzioni, la grande maggioranza dei soldati italiani non venne a conoscenza dell'impiego dei gas e non ebbe esperienza diretta dei fatti; al contrario le testimonianze furono numerosissime tra gli ex-combattenti etiopici. Secondo i racconti i soldati abissini a Mai Ceu, istruiti a "sentire l'odore", "cambiare strada" e "lavarsi subito se contaminati", avrebbero attraversato prima di entrare in battaglia un "cordone di iprite" che, durante la notte, aveva perso parte della sua efficacia. Nonostante le precauzioni dell'apparato militare di Badoglio, le ricorrenti proteste internazionali dopo la denuncia del negus alla Società delle Nazioni del 30 dicembre 1935, le testimonianze di osservatori e giornalisti stranieri e il bombardamento italiano di ospedali da campo svedesi e belgi costrinsero il regime, dopo avere prima negato recisamente, ad ammissioni parziali, minimizzando le dimensioni dei fatti e giustificandoli come ritorsioni legittime per l'impiego di pallottole a espansione (le cosiddette "dum-dum") da parte etiopica, vietate dalle convenzioni di Ginevra. Le denunce italiane erano basate inizialmente su un telegramma falsificato che accusava una ditta britannica delle forniture di queste pallottole; gli etiopici fecero uso delle "dum-dum" solo in piccole quantità, e generalmente erano di proprietà personale dei contadini etiopi arruolati nell'esercito che le impiegavano per cacciare.
Mentre i capi etiopici, alcuni giornalisti e osservatori stranieri hanno considerato l'impiego delle armi chimiche il fattore decisivo della vittoria italiana, Del Boca, Rochat e altri storici italiani ritengono che le cause della sconfitta abissina siano legate soprattutto a fattori strategici e organizzativi, ma confermano i terribili effetti morali e materiali dei bombardamenti a gas e ritengono che essi logorarono duramente gli etiopici e accelerarono la vittoria italiana. I numeri che forniscono Del Boca e Rochat sono stati ripresi nel 1996 dalla relazione del generale Domenico Corcione, allora ministro della Difesa: egli riferì al Parlamento che, durante la guerra d'Etiopia, furono impiegate bombe d'aereo e proiettili d'artiglieria caricati a iprite e arsine, utilizzo noto al maresciallo Badoglio che firmò di proprio pugno alcune relazioni e comunicazioni in merito.

### Repressione e sviluppo della guerriglia

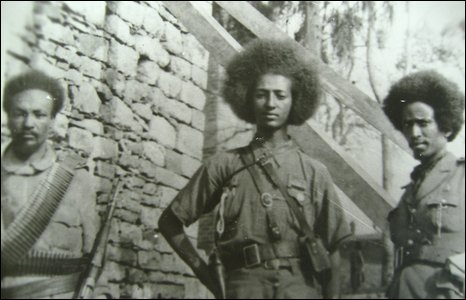
Tre guerriglieri etiopi arbegnuoc

Gli italiani, probabilmente, avrebbero avuto migliori possibilità di farsi accettare quali nuovi dominatori se si fossero mostrati magnanimi. La logica fascista, però, con la sua politica di dominio diretto, segregazione razziale e volontà di mostrare la propria potenza, non avrebbe mai permesso di scendere a patti con le popolazioni locali. Poiché non fu mai firmato alcun atto ufficiale di resa, la conclusione ufficiale della guerra e la proclamazione dell'Impero non segnarono la fine delle operazioni militari né la pacificazione; dopo la conquista di Addis Abeba il maresciallo Graziani si trovò praticamente assediato dentro la città, durante il periodo delle grandi piogge, dai guerriglieri dello Scioa. La ripresa delle operazioni in autunno fu caratterizzata da aspri combattimenti nello stesso Scioa, nell'Etiopia sud-occidentale e nell'Harar; i reparti etiopici superstiti opposero forte resistenza e furono necessarie lunghe operazioni di cosiddetta "polizia coloniale" per assicurarsi il controllo di gran parte del territorio. Le forze militari italo-eritree ricorsero a metodi brutali di repressione con fucilazioni in massa, rappresaglie per gli attacchi dei ribelli, distruzioni di villaggi, impiego dell'aviazione e nuovamente dei gas. Simili azioni furono abilmente coperte dalla propaganda di regime che, anzi, dichiarò che l'Italia non aveva mai utilizzato i metodi odiosi e crudeli impiegati dalle altre potenze coloniali: la realtà dei fatti vide proprio Mussolini prediligere la forza bruta alla magnanimità, spingendo gli ufficiali sul campo a utilizzare una sistematica politica di terrore e sterminio.

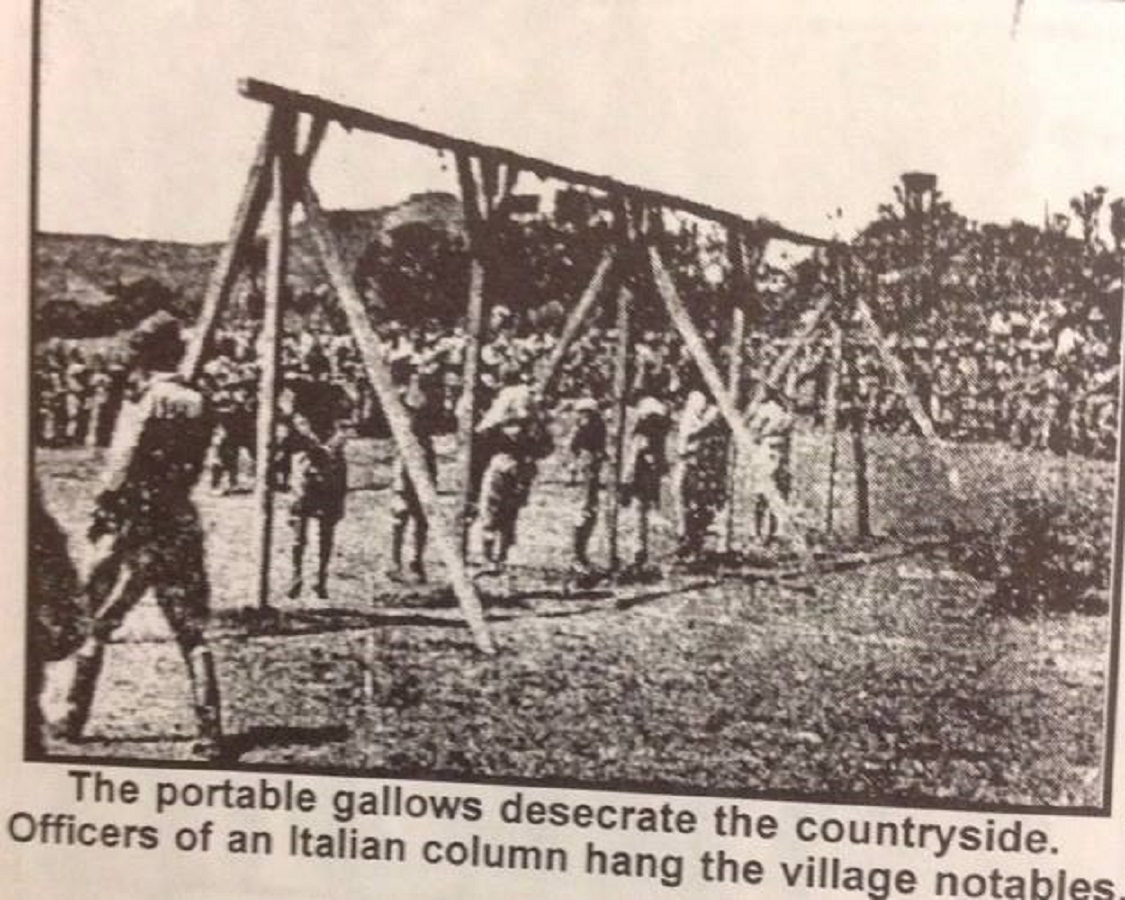
Guerriglieri etiopi giustiziati

I successi italiani peraltro furono effimeri; nella primavera 1937 esplose una nuova ribellione generale da parte dei gruppi guerriglieri arbegnuoc che, guidati da capi abili ed energici come Abebe Aregai, Hailù Chebbedè, Hailè Mariam Mammo, Mangascià Giamberiè, misero in grande difficoltà i presidi italiani. L'esercito italiano impiegò principalmente i reparti coloniali di àscari eritrei, costituiti da soldati devoti, resistenti e molto mobili, per le operazioni di rastrellamento e repressione; queste valide truppe furono costantemente al centro delle cosiddette operazioni di polizia coloniale, che consistevano in sostanza in rastrellamenti e saccheggi brutali, sempre ordinati e diretti dai comandanti italiani. Furono inoltre impiegate bande irregolari, organizzate per periodi limitati e per compiti particolari; queste formazioni, spesso poco disciplinate e inaffidabili, erano inviate in esplorazione prima delle unità di àscari. Nel novembre 1937 Graziani seppe da Mussolini che sarebbe stato sostituito a breve dal duca Amedeo di Savoia-Aosta e, fin dal suo arrivo in colonia, quest'ultimo si prodigò per iniziare una nuova fase di governo. Il viceré sapeva che i tagli voluti da Roma per le spese in Etiopia non gli avrebbero permesso di proseguire la selvaggia repressione di Graziani, che peraltro intendeva subito interrompere perché la giudicava inefficace. Inoltre l'economia non era affatto florida come la propaganda di regime raccontava e, anche se almeno per tutto il 1937 l'Italia non aveva ancora abbandonato economicamente l'impero, il duca si trovò dinanzi a una difficile pacificazione con risorse e uomini limitati. Alle fucilazioni si sostituirono i processi, il campo di concentramento di Danane fu lentamente smantellato e la gran parte dei notabili etiopici deportati in Italia fu fatta rientrare, nel tentativo di ridare importanza ai capi locali più disponibili a sottomettersi. Amedeo ebbe però limitata capacità d'interpretazione delle direttive provenienti da Roma, soprattutto quelle legate alla legislazione razziale, sulle quali Mussolini rimase inflessibile. Il viceré dovette peraltro districarsi fra alcuni personaggi influenti, tra i quali il governatore dello Scioa e vicegovernatore generale Enrico Cerulli, il generale Ugo Cavallero capo delle forze dispiegate in AOI (che, seppur al comando di 90 000 soldati nazionali e 125 000 indigeni, il 10 aprile 1939 fu sollevato dall'incarico dopo un anno di infruttuose operazioni antiguerriglia nel Goggiam e altrove) e il ministro dell'Africa italiana Attilio Teruzzi che, della valorizzazione dei capi locali, non voleva neppure sentir parlare.
Nonostante le premesse incoraggianti del governo del nuovo viceré, la resistenza degli arbegnuoc non ebbe tregua e, malgrado gli sforzi, gli italiani non riuscirono mai veramente a venirne a capo. A partire dal 1939 britannici e francesi appoggiarono la resistenza con armi e mezzi al punto che, nel 1940, la maggior parte delle forze italiane era rivolta a contenere la guerriglia all'interno dell'impero. In questo contesto rientrò la decisione del duca di Savoia-Aosta di rinunciare alle grandi operazioni di polizia coloniale che caratterizzarono i primi anni di dominio: nessuna delle due parti riusciva a sopraffare l'altra. Gli italiani tenevano sotto controllo le città e le principali vie di comunicazione, i guerriglieri controllavano le montagne e buona parte del territorio rurale. Con lo scoppio della seconda guerra mondiale la situazione prese a evolvere a tutto svantaggio degli italiani, i quali scontarono il fatto di essersi basati solamente sulla forza durante tutto il periodo dell'occupazione. Le poche forze coloniali a disposizione del viceré si trovarono a dover controllare un territorio immenso e, in molte regioni, gli arbegnuoc furono perfettamente in grado di cooperare con le truppe britanniche che nel 1941 invasero l'Africa Orientale Italiana, riuscendo a liberare l'Etiopia in pochi mesi e a rimettere sul trono il negus.

### La fine dell'oltremare italiano

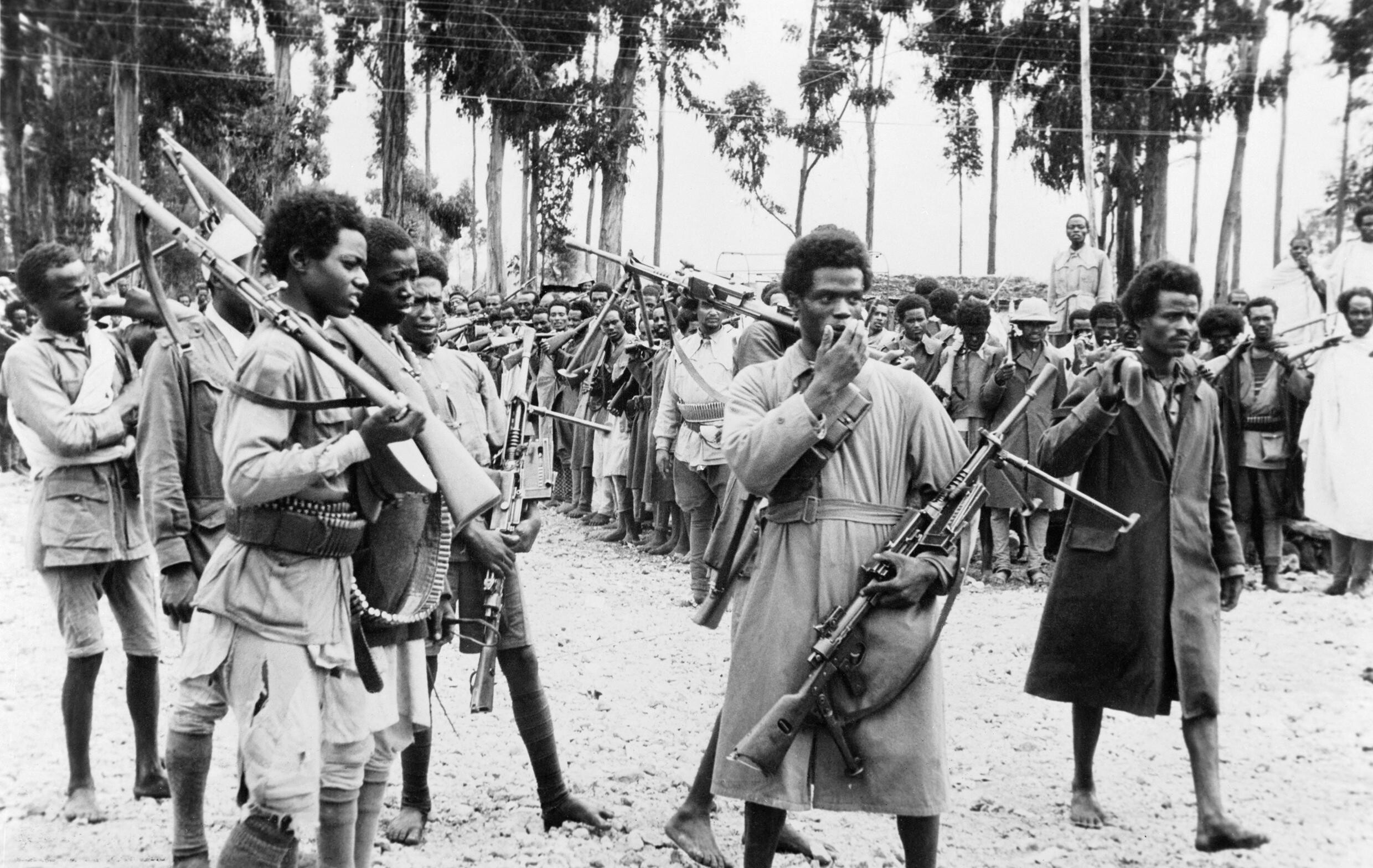
Soldati etiopici ad Addis Abeba, armati con armi confiscate agli italiani, ascoltano il proclama che annuncia il ritorno nella capitale dell'imperatore, maggio 1941

Già prima dell'effettivo ingresso dell'Italia nella seconda guerra mondiale, alcuni alti ufficiali italiani ritenevano impossibile difendere e mantenere il possesso dell'Impero in caso di guerra contro il Regno Unito, che deteneva un assoluto controllo su Gibilterra e canale di Suez. In linea con le previsioni, l'Africa Orientale Italiana cessò definitivamente di esistere sotto i colpi dell'esercito britannico nel novembre 1941, con la resa dell'ultimo baluardo di Gondar. I civili italiani residenti in Etiopia furono quindi in parte evacuati grazie alla firma degli accordi italo-britannici del 4 febbraio 1942, mentre parte dei civili, gli uomini abili dai 15 ai 60 anni e i circa 40 000 combattenti catturati vennero internati in campi di prigionia nei vasti possedimenti britannici.
L'Etiopia fu liberata dai britannici con il contributo della resistenza etiopica; l'imperatore Haile Selassiè tornò sul trono nel maggio 1941, ma la sorte delle ex colonie fu sancita solo con la firma del trattato di pace di Parigi il 10 febbraio 1947: l'articolo 23 impose il ritiro dell'Italia dall'Africa. Ottenuta l'indipendenza, nel 1952 l'Eritrea fu federata all'Etiopia, mentre la Somalia fu affidata nel 1950 dalle Nazioni Unite all'Italia come amministrazione fiduciaria in vista della sua indipendenza, proclamata nel 1960 una volta unita alla vecchia Somalia britannica. Forti furono le pressioni di Addis Abeba per quanto riguardava le richieste di processare i maggiori responsabili italiani di crimini di guerra in Etiopia, ma una "Norimberga italiana" non ebbe mai luogo per volontà degli Alleati, restii a punire una potenza sconfitta che, però, era stata cobelligerante e che nel dopoguerra aveva i partiti politici di sinistra più forti d'Europa. In tale quadro fu semplice per Roma rintuzzare le richieste di Addis Abeba. Il governo etiopico, comunque, non si diede per vinto e nel 1948 tentò di ottenere almeno una soddisfazione simbolica restringendo la lista degli accusati a dieci nomi: Badoglio, Graziani, Lessona, Cortese, Nasi, Pirzio Biroli, Geloso, Gallina, Tracchia e Cerulli. Tuttavia la cosa non ebbe alcun seguito, nemmeno quando, su consiglio di Londra, il 6 settembre 1949 l'Etiopia richiese a Roma solo la consegna dei primi due indagati. La risposta fu uno sdegnato diniego e non fece altro che alimentare il sentimento di autoassoluzione e discolpa tra gli italiani; la realtà era che, a guerra fredda già iniziata, Londra e Washington non potevano rischiare di privarsi dell'Italia nel trarla di fronte alla giustizia internazionale. Di fatto i crimini avvenuti contro l'esercito e la popolazione etiopica durante la guerra del 1935-1936 e poi fino al 1941 rimasero impuniti.

### Esplicative
1. ↑  Badoglio rappresentava la più alta carica militare in servizio, ma di fatto non aveva alcun potere di comando; era soltanto il consulente militare del capo di governo, un ruolo onorifico, limitato in sostanza a quello che voleva Mussolini. Badoglio accettò questo ruolo ma intervenne a più riprese nel dibattito con lucidità, insistendo sulla necessità di agire con un clima internazionale favorevole, criticando l'avventurismo di De Bono e chiedendo un aumento delle forze militari in Africa orientale. Vedi: Rochat 2008, pp. 17-18.
2. ↑  Il divieto alla vendita di armi si applicava nei confronti di entrambi i belligeranti ma colpì duramente solo l'Etiopia, che ne necessitava disperatamente e che vide bloccate le ultime partite acquistate. Vedi: Dominioni, p. 13.
3. ↑  I quali ricevettero buona istruzione dalla missione militare belga negli anni 1930. Vedi: Del Boca, p. 380.
4. ↑  In questi primi giorni l'unico episodio degno di nota fu la defezione del degiac Hailé Selassié Gugsa, il quale l'11 ottobre si presentò al presidio italiano di Edagà Hamùs con 1 200 armati al seguito. La propaganda italiana gonfiò subito le cifre parlando di 10 000 disertori. In realtà Gugsa si era precedentemente accordato con gli italiani, ma era riuscito a trascinare con sé solo un ventesimo degli uomini promessi: peraltro nei termini dell'accordo avrebbe dovuto disertare durante i combattimenti in corso, così da permettere agli italiani di aver facile accesso a Macallè. L'episodio ebbe grosso risalto nella stampa italiana e causò effetti morali negativi fra le truppe etiopiche, ma alla prova dei fatti la defezione di Gugsa non ebbe alcun effetto nel prosieguo della guerra. Vedi: Del Boca II, pp. 408-409.
5. ↑  L'Italia aveva violato l'articolo XVI: «se un membro della Lega ricorre alla guerra, infrangendo quanto stipulato negli articoli XII, XIII e XV, sarà giudicato ipso facto come se avesse commesso un atto di guerra contro tutti i membri della Lega, che qui prendono impegno di sottoporlo alla rottura immediata di tutte le relazioni commerciali e finanziarie, alla proibizioni di relazioni tra i cittadini propri e quelli della nazione che infrange il patto, e all'astensione di ogni relazione finanziaria, commerciale o personale tra i cittadini della nazione violatrice del patto e i cittadini di qualsiasi altro paese, membro della Lega o no». Vedi:  3 ottobre 1935: l'Italia invade l'Etiopia, 2 ottobre 2010.
6. ↑  Contrariamente ad alcuni osservatori stranieri, che consideravano la guerra in Etiopia ancora molto lunga, anche se sicuramente favorevole agli italiani, nel suo libro La guerra d'Etiopia Badoglio descrisse come questa valutazione secondo lui era fortemente errata perché, se «gli abissini avevano fatto qualche progresso [...] nella condotta della guerra e sul campo di battaglia», e nonostante «il grande valore dei singoli», l'esercito abissino nel suo complesso «palesava una grave deficienza nei comandanti». E in base a queste considerazioni, poco prima del secondo attacco nel Tembien, confidò fiducioso ai suoi collaboratori che: «Ai primi di aprile batterò il negus. Verso il 15 sarò a Dessiè. Dopo dieci giorni muoverò su Addis Abeba. Entreremo nella capitale il 30 aprile». Vedi: Badoglio, pp. 87-96 e Del Boca II, p. 566.
7. ↑  Dopo aver rioccupato lo Scirè a seguito dell'offensiva di dicembre, ras Immirù seguì alla lettera le disposizioni di Hailé Selassié: rimase sulla difensiva e allo stesso tempo mise in atto una tattica di logoramento con continue azioni di guerriglia. Dopo aver disposto il nerbo delle sue truppe tra Selaclacà e Endà Selassié, Immirù organizzò diversi nuclei molto mobili, composti da 4-500 uomini, i quali con azioni fulminee tennero per mesi in continuo allarme le posizioni italiane, intercettando convogli di rifornimento e conseguendo anche importanti successi come l'annientamento di tre bande di irregolari del XXVII Battaglione eritreo, l'attacco a un convoglio di automezzi nei pressi di Damo Galilà e l'attacco al deposito di munizioni di Mai Scium (nella cui esplosione andarono persi oltre 5 000 proiettili di artiglieria e migliaia di cartucce per armi leggere). In questo contesto avvenne anche l'eccidio del cantiere Gondrand, contro operai italiani, poi largamente enfatizzato dalla propaganda fascista sia in patria che in ambito internazionale. Vedi: Del Boca II, pp. da 583 a 586.
8. ↑  Questa è la cifra che lo stesso Hailé Selassié comunicò in un telegramma alla moglie il 28 marzo 1936, intercettato dal servizio informazioni dell'esercito italiano. Vedi: Badoglio, p. 201.
9. ↑  Le leggi razziali in Africa orientale furono quella sul "madamato" (R.d.l. 19 aprile 1937-XV, n. 880) che sanciva il reato, punibile con la reclusione da 1 a 5 anni nella relazione d'indole coniugale del cittadino italiano con sudditi dell'Africa italiana, e quella sul "meticciato", cioè le norme relative ai meticci ovvero nativi da genitore cittadino e da genitore nativo dell'Africa italiana o assimilato (Legge n. 822 del 13 maggio 1940-XVIII). Vedi:  Saverio Gentile, La legalità del male: L'offensiva mussoliniana contro gli ebrei nella prospettiva storico-giuridica (1938-1945), Torino, Giappichelli Editore, 2013,  pp. 121-122, ISBN 978-88-348-9958-8.
10. ↑   Camera dei Deputati, Assemblea, Resoconto Stenografico, XXIX Legislatura, 1ª Sessione, Tornata n° 105, 20 maggio 1937, p. 3929 (PDF), su storia.camera.it. URL consultato il 9 giugno 2018. Nel volume II de Gli italiani in africa orientale a pagina 718, c'è un refuso in cui Del Boca riporta la data del 20 maggio 1936 come quella in cui vennero divulgate tali cifre. In realtà nella seduta del 20 maggio 1936 il ministro delle finanze non era nemmeno presente alla seduta della camera, mentre era presente il giorno prima, quando dichiarò che non era ancora il momento di svelare tali cifre; vedi:  Camera dei Deputati, Assemblea, Resoconto Stenografico, XXIX Legislatura, 1ª Sessione, Tornata n° 75, 19 maggio 1936, p. 2755 (PDF), su storia.camera.it. URL consultato il 9 giugno 2018.
11. ↑  Il deposito principale fu organizzato a Sorodocò dove il "servizio K" dell'esercito ammassò tra l'aprile 1935 e il maggio 1936 6 170 quintali di fosgene, cloropicrina, iprite, arsina, lewisite. In Eritrea furono inviate 270 tonnellate di aggressivi chimici per fanteria (candele fumogene, lacrimogene e irritanti, bombe a mano, bidoni, automezzi attrezzati) che non sarebbero stati utilizzati per motivi tecnici e per difficoltà operative; furono inoltre inviati 60 000 proietti di artiglieria caricati ad arsina per i cannoni campali, ciascuno caricato con circa un chilo di aggressivo chimico, di cui 1 367 utilizzati sull'Amba Aradam da due Gruppi da 105/28. Non sono riportati altri casi di uso proiettili d'artiglieria a caricamento chimico nel corso della campagna. Vedi: Longo, Vol. I, pp. 407-480.

### Bibliografiche
1. ↑  Compresi circa 80 000 volontari inquadrati nella Milizia. Vedi: Rochat 2008, pp. 37-39.
2. 1 2 3  Rochat 2008, p. 37.
3. ↑  Rochat 2008, p. 41.
4. 1 2  Del Boca II, p. 355.
5. ↑  Harold G. Marcus, A History of Ethiopia, University of California Press, 2002, p. 140.
6. ↑  Stapleton, Timothy (2018). Africa: War and Conflict in the Twentieth Century. p.155
7. 1 2  Rochat 2008, p. 128.
8. 1 2 3  Del Boca II, pp. 717-718.
9. ↑  Del Boca II, p. 720.
10. ↑  Eguagliata solo successivamente dai francesi in Algeria e dagli statunitensi in Vietnam, sempre se sia corretto fare un paragone con queste due guerre. Vedi: Dominioni, p. 5.
11. 1 2  Rochat 2008, p. 35.
12. 1 2 3   Enzo Traverso, La violenza nazista. Una genealogia, Bologna, Il Mulino, 2002,  p. 81, ISBN 978-88-15-13785-2.
13. ↑   p. 446 Pasquale Villani, L'età contemporanea, Bologna, Il Mulino, 1993  [1983], ISBN 88-15-02704-1.
14. ↑  Del Boca III, pp. 372-387.
15. ↑  Labanca, pp. 28-66.
16. ↑  Dominioni, p. 7.
17. ↑  Labanca, pp. 146-148.
18. 1 2 3  Dominioni, p. 8.
19. ↑  Del Boca II, pp. 169-170.
20. ↑  Del Boca II, p. 170.
21. ↑  Labanca, p. 154.
22. ↑  Del Boca II, p. 171.
23. 1 2 3   Enzo Collotti, Il fascismo e gli ebrei. Le leggi razziali in Italia, Bari-Roma, Laterza, 2003,  p. da p. 32 a p. 35, ISBN 978-88-420-7886-9.
24. ↑  Del Boca II, p. 173.
25. ↑  Del Boca II, p. 174.
26. ↑  Del Boca II, p. 175.
27. ↑  Del Boca II, pp. 175-176.
28. ↑  Del Boca II, p. 176.
29. ↑  Rochat 2008, p. 16.
30. ↑  Rochat 2008, p. 17.
31. ↑  Rochat 2008, p. 18.
32. ↑  Rochat 2008, pp. 17-18-19-20.
33. ↑  Rochat 2008, p. 21.
34. ↑  Del Boca II, p. 282.
35. ↑  Dominioni, pp. 8-9.
36. ↑  Rochat 2008, p. 23.
37. ↑  Rochat 2008, pp. 23-24.
38. ↑  Rochat 2008, p. 24.
39. ↑  Di Nolfo, pp. 169-169.
40. 1 2  Rochat 2008, p. 29.
41. ↑  Rochat 2008, pp. 30-31.
42. ↑  Del Boca II, pp. 284-287.
43. ↑  Mack Smith, p. 78.
44. ↑  Del Boca II, p. 287.
45. ↑  Labanca, p. 185.
46. 1 2  Labanca, p. 188.
47. 1 2   Piero Fornara, Dalla condanna all'esaltazione patriottica. I rapporti tra Chiesa e fascismo durante la guerra d'Etiopia, su ilsole24ore.com, ilsole24ore. URL consultato il 18 febbraio 2018.
48. ↑  Labanca, p. 196.
49. ↑  De Felice, p. 613.
50. ↑  De Felice, p. 612.
51. ↑  Mack Smith, p. 79.
52. ↑  Del Boca II, p. 291.
53. ↑  Mack Smith, p. 81.
54. ↑  Dominioni, p. 10.
55. ↑  Rochat 2008, p. 40.
56. ↑  Rochat 2008, pp. 40-41.
57. ↑  Del Boca II, p. 292.
58. ↑  Rochat 2008, p. 42.
59. ↑  Rochat 2008, p. 43.
60. ↑  Rochat 2008, p. 47.
61. ↑  Rochat 2008, pp. 35-36.
62. ↑  Rochat 2008, pp. 45-46.
63. ↑  Del Boca II, p. 405.
64. ↑  Del Boca II, p. 352.
65. ↑  Del Boca II, p. 353.
66. ↑  Dominioni, p. 14.
67. ↑  Dominioni, p. 15.
68. ↑   Manfred Funke, Sanktionen und Kanonen, Düsseldorf, Droste Verlag, 1970,  p. 37.
69. ↑  Del Boca II, p. 357.
70. ↑  Del Boca II, pp. 373-375.
71. 1 2 3  Dominioni, p. 17.
72. ↑  Del Boca II, p. 372.
73. ↑  Del Boca II, pp. 378-379.
74. ↑  Del Boca II, pp. 379-380.
75. ↑  Del Boca II, p. 381.
76. ↑  Del Boca II, p. 395.
77. ↑  Del Boca II, p. 396.
78. ↑  Rochat 2008, p. 48.
79. 1 2  Rochat 2008, p. 49.
80. ↑  Del Boca II, pp. 415-416.
81. ↑  Del Boca II, p. 424.
82. ↑  Del Boca II, p. 425.
83. ↑  Del Boca II, pp. 463-464.
84. ↑  Labanca, p. 189.
85. 1 2   Arrigo Petacco, Faccetta nera. Storia della conquista dell'impero, Milano, Mondadori, 2005,  pp. 98-99, ISBN 978-88-04-54761-7..
86. ↑  Del Boca II, pp. 464-465.
87. ↑  Del Boca II, p. 465.
88. ↑  Del Boca II, pp. 466-467.
89. ↑  Del Boca II, p. 467.
90. ↑  Del Boca II, p. 469.
91. ↑  Del Boca II, pp. 431-432.
92. ↑  Del Boca II, pp. 435-436.
93. ↑  Del Boca II, pp. 437-438.
94. ↑  Del Boca II, p. 439.
95. ↑  Del Boca II, p. 441.
96. ↑  Del Boca II, p. 442.
97. ↑  Del Boca II, pp. 442-443.
98. ↑  Del Boca II, p. 443.
99. ↑  Rochat 2008, p. 52.
100. ↑  Del Boca II, p. 447.
101. ↑  Del Boca II, p. 472.
102. ↑  Del Boca II, p. 473.
103. ↑  Del Boca II, p. 477.
104. ↑  Del Boca II, pp. 478-480.
105. ↑  Del Boca II, p. 481.
106. ↑  Del Boca II, pp. 484-486.
107. ↑  Del Boca II, p. 486.
108. ↑  Del Boca II, pp. 489-490.
109. ↑  Del Boca II, p. 416.
110. ↑  Dominioni, p. 29.
111. ↑  Del Boca II, pp. 416-420.
112. ↑  Del Boca II, p. 415.
113. 1 2  Del Boca II, pp. 514-515.
114. ↑  Del Boca II, pp. 543-544.
115. ↑  Del Boca II, pp. 520-521.
116. ↑  Del Boca II, pp. 522-523.
117. ↑  Del Boca II, p. 525.
118. ↑  Del Boca II, p. 532.
119. ↑  Del Boca II, p. 537.
120. ↑  Badoglio, p. 105.
121. ↑  Rochat 2008, pp. 58-59.
122. ↑  Del Boca II, p. 552.
123. ↑  Badoglio, p. 115.
124. ↑  Del Boca II, pp. 553-554.
125. ↑  Del Boca II, pp. 556-557.
126. ↑  Badoglio, p. 120.
127. ↑  Del Boca II, p. 563.
128. ↑  Del Boca II, pp. 563-564.
129. ↑  Del Boca II, p. 566.
130. ↑  Del Boca II, pp. 568-570.
131. ↑  Del Boca II, p. 569.
132. ↑  Badoglio, p. 147.
133. ↑  Del Boca II, pp. da 570 a 575.
134. ↑  Del Boca II, p. 577.
135. ↑  Dominioni, p. 25.
136. ↑  Del Boca II, pp. da 590 a 595.
137. ↑  Del Boca II, p. 594.
138. ↑  Del Boca II, pp. 597-598.
139. ↑  Del Boca II, p. 592.
140. ↑  Badoglio, p. 171.
141. ↑  Badoglio, p. 166.
142. ↑  Del Boca II, p. 606.
143. ↑  Dominioni, pp. 25-26.
144. ↑  Del Boca II, p. 620.
145. ↑  Del Boca II, pp. 622-624.
146. ↑  Badoglio, p. 199.
147. ↑  Del Boca II, p. 614.
148. ↑  Del Boca II, p. 609.
149. ↑   Silvio Bertoldi, Camicia Nera. Fatti e misfatti di un ventennio italiano, Milano, Rizzoli Bur, 2001,  p. 215, ISBN 88-17-12744-2.
150. ↑  Del Boca II, p. 613.
151. ↑  Dominioni, p. 26.
152. 1 2  Dominioni, p. 27.
153. ↑  Del Boca II, pp. 631-634.
154. ↑  Del Boca II, pp. 634-635.
155. ↑  Del Boca II, pp. da 638 a 643.
156. ↑  Del Boca II, p. 657.
157. ↑  Dominioni, pp. 28-29.
158. ↑  Del Boca II, pp. 502-503.
159. ↑  Del Boca II, pp. 503-504.
160. ↑  Del Boca II, p. 504.
161. ↑  Del Boca II, p. 508.
162. ↑  Del Boca II, pp. 505-506.
163. ↑  Del Boca II, pp. 509-510.
164. ↑  Del Boca II, pp. 511-513.
165. ↑  Del Boca II, pp. 658-659.
166. ↑  Del Boca II, pp. 660-662.
167. ↑  Del Boca II, p. 663.
168. ↑  Del Boca II, p. 664.
169. ↑  Del Boca II, pp. 665-667.
170. ↑  Del Boca II, pp. 668-669.
171. ↑  Del Boca II, p. 670.
172. ↑  Del Boca II, pp. da 674 a 678.
173. ↑  Del Boca II, pp. 702-703.
174. ↑  Del Boca II, p. 705.
175. ↑  Del Boca II, p. 681.
176. ↑  Del Boca II, p. 682.
177. ↑  Del Boca II, pp. 681-682.
178. ↑  Del Boca II, p. 683.
179. ↑  Del Boca II, pp. 686-687.
180. ↑  Del Boca II, p. 688.
181. ↑  Del Boca II, pp. 688-689.
182. ↑  Del Boca II, p. 690.
183. ↑  Del Boca II, pp. 686-700.
184. 1 2  De Felice, p. 745.
185. ↑  Labanca, p. 193.
186. ↑  Del Boca II, pp. 709-710.
187. ↑   Proclamazione della sovranità italiana sull'impero Etiopico (9 maggio 1936), su radiomarconi.com. URL consultato il 30 gennaio 2018 (archiviato dall'url originale il 12 ottobre 2008).
188. ↑  Del Boca II, p. 712.
189. ↑  De Felice, pp. 756-757.
190. 1 2  Mack Smith, p. 93.
191. ↑  Del Boca II, pp. 719-720.
192. 1 2  Rochat 2008, p. 137.
193. ↑  Del Boca II, p. 718.
194. ↑  Del Boca II, p. 719.
195. ↑  Rochat 2008, p. 139.
196. ↑  Del Boca III, pp. 7-8.
197. ↑  Del Boca III, pp. 9-10.
198. ↑  De Felice, pp. 758-759.
199. ↑  Mack Smith, pp. 94-101.
200. ↑  Mack Smith, p. 94.
201. ↑  Labanca, pp. 196-197.
202. ↑  Labanca, p. 197.
203. ↑  Labanca, p. 192.
204. ↑   Protocollo concernente la proibizione di usare in guerra gas asfissianti, tossici o simili e mezzi batteriologici, su admin.ch. URL consultato il 20 settembre 2017.
205. ↑  De Felice, pp. 607-608.
206. ↑  Del Boca II, pp. 487-488.
207. ↑  Del Boca II, p. 617.
208. ↑   Hailé Selassié - Intervento di fronte all'assemblea generale della Lega delle Nazioni, su polyarchy.org. URL consultato il 29 luglio 2017.
209. ↑  (FR) Originale del discorso di H. Selassiè (PDF), su World Digital Library. URL consultato il 25 marzo 2020.
210. ↑  Del Boca II, pp. 504-505.
211. ↑  Del Boca II, p. 505.
212. ↑  Rochat 2008, pp. 65-67.
213. 1 2  Del Boca II, p. 489.
214. ↑  Rochat 2008, p. 74.
215. ↑  Longo, Vol. II, p. 830.
216. ↑  Longo, Vol. II, p. 829.
217. ↑  Del Boca II, pp. 493-494 e 625-626.
218. ↑  Del Boca II, pp. 494-495.
219. ↑  Del Boca II, pp. 492-493.
220. ↑   Guerra d'Etiopia - Il Governo ammette l'uso dei gas, su www1.adnkronos.com, Roma, Adnkronos, 8 febbraio 1996. URL consultato il 4 febbraio 2017.
221. ↑  Mack Smith, pp. 94-95.
222. ↑  Del Boca III, pp. 15-17.
223. ↑  Del Boca III, pp. 21-76.
224. ↑  Del Boca III, pp. 16-25-60.
225. ↑  Mack Smith, p. 95.
226. ↑  Del Boca III, pp. 106-126.
227. ↑  Dominioni, pp. 228-230.
228. ↑  Dominioni, p. 231.
229. ↑  Dominioni, pp. 229-231.
230. ↑  Labanca, pp. 202-203.
231. ↑  Labanca, p. 204.
232. ↑  Rochat 2009, p. 151.
233. ↑  Rochat 2009, pp. 59-60.
234. ↑  Del Boca III, pp. 333-340.
235. ↑  Dominioni, p. 260.
236. ↑  Labanca, p. 214.
237. ↑  Per una lettura più approfondita riguardante gli internati militari dell'Africa Orientale:  Isabella Soi, Deportati italiani nella British East Africa, in L’Africa orientale italiana nel dibattito storico contemporaneo, Carocci, 2007, ISBN 978-88-430-4616-4.
238. ↑  Labanca, p. 431.
239. ↑   Angelo Del Boca, Il colonialismo italiano tra miti, rimozioni, negazioni e inadempienze (PDF), in Italia contemporanea, n. 212, 1998,  pp. 589-603.
240. ↑  Labanca, pp. 436-437.
241. ↑  Dominioni, pp. 35-36.